# 拿破仑一世
拿破崙·波拿巴（法語：Napoléon Bonaparte；1769年8月15日—1821年5月5日），法國軍事家和政治家，曾任法兰西共和國第一執政與法蘭西帝國皇帝，號拿破崙一世（Napoléon I）。
拿破崙生於法蘭西王國科西嘉島的小貴族家庭，少時赴法國本土就學與從軍。法国大革命期間，其受雅各賓派影響，於1793年土倫圍城戰後晉升準將。1796年至1797年間，拿破崙擔任法軍義大利軍團司令，以高超的作戰調度與戰術橫掃北意大利，瓦解第一次反法同盟。翌年，他率部隊渡海遠征埃及，後因第二次反法同盟戰事告急，倉促返法。1799年，拿破崙發動雾月政变，推翻督政府，成為第一執政，並領兵翻越阿尔卑斯山，於馬倫戈戰役再度擊敗反法聯軍。
1804年，拿破崙稱帝加冕，創建法兰西第一帝国。1805年秋，他在乌尔姆战役中以迂迴戰術殲滅奧軍大部，繼而攻佔維也納，此後又在奧斯特利茨戰役擊敗俄奧聯軍，解除第三次反法同盟。次年，第四次反法同盟戰爭爆發，法軍於耶拿與奧爾施泰特雙役大破普魯士主力，一舉攻陷其王都柏林。隨後，法軍轉戰波蘭戰場，於1807年夏季的弗里德蘭戰役再挫俄軍。1808年，拿破崙更率軍入侵西班牙，立其兄約瑟夫為王。1809年奧地利對法宣戰，拿破崙連戰皆捷，再取維也納，後於瓦格拉姆之戰擊敗奧軍主力，了結第五次反法同盟。
1812年，俄羅斯違抗「大陆封锁」政策，拿破崙發兵伐俄，意圖殲滅俄軍主力，但最終因戰略失敗，無功而返。1813年，各國締結第六次反法同盟；拿破崙雖在春季戰局逼和聯軍，然秋季遭遇多面夾擊陷入劣勢，至莱比锡战役大敗後被迫撤回本土。1814年，他以機動戰術屢挫敵軍，然聯軍大舉犯境之際攻入巴黎，終使其宣告退位，遭流放至義大利厄尔巴岛。1815年，拿破崙一度返回法國，重建百日王朝，但於滑铁卢战役再度敗北，並遠囚於大西洋聖赫勒拿島，至1821年病逝。
拿破崙為現代西方社會締造基石：他的戰術與組織革新啟發後世的軍事作戰；《拿破崙法典》成為世界第一部廣泛使用的現代民法典，對大陆法系的形成起到了重要影響；民族主義與自由主义等政治理念，更因他的征服而傳遍歐陸。

## 早年

### 家庭背景

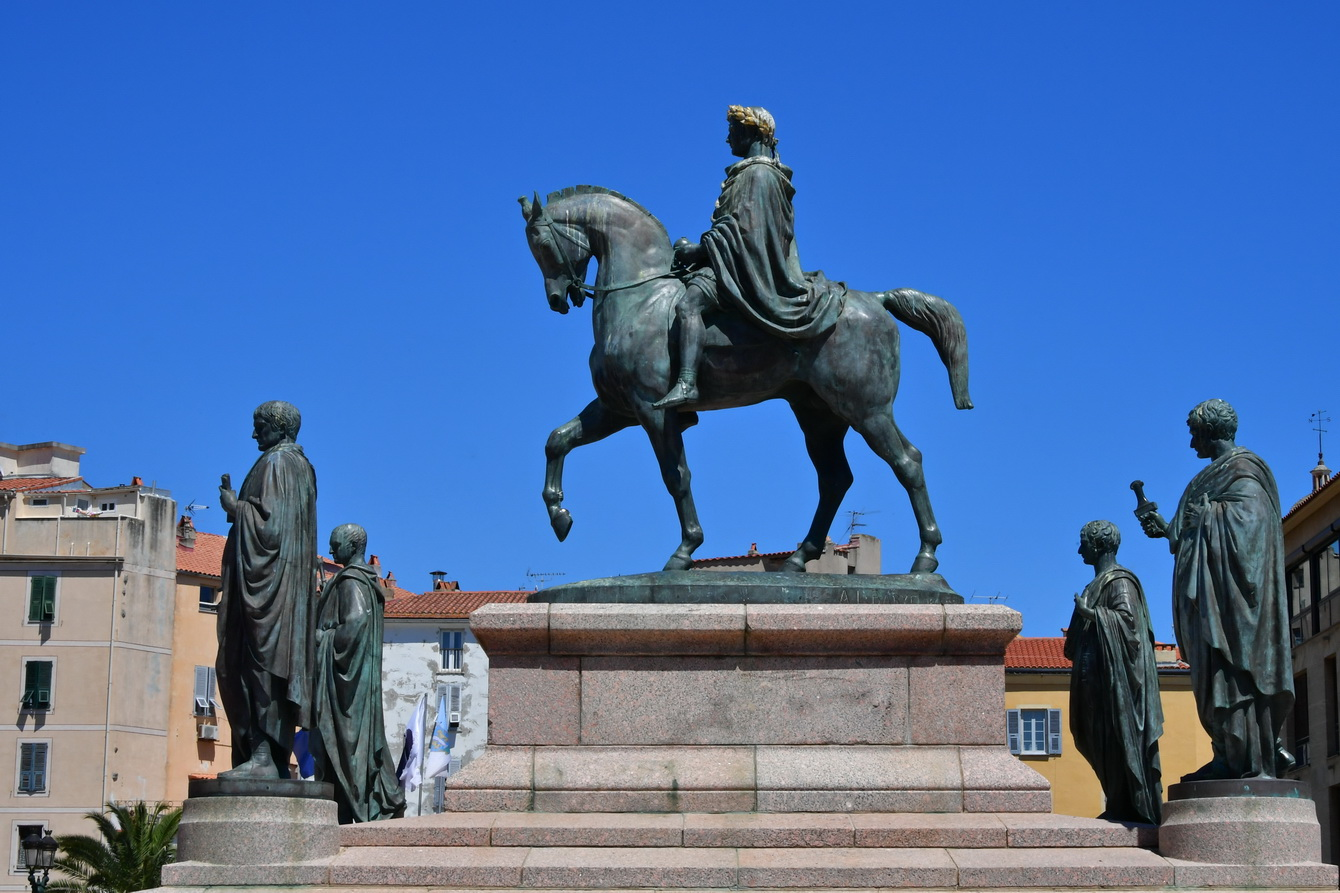
科西嘉岛阿雅克肖，拿破仑像

拿破崙·迪·波拿巴（Napoleone di Buonaparte）於1769年8月15日出生在法國科西嘉島阿雅克肖的波拿巴宅中，為卡洛·波拿巴與萊蒂西亞·拉莫利諾之子。波拿巴家族原為佛罗伦萨與里窝那之間的領主，1261年其先祖佛罗伦萨人威廉改姓為波拿巴。1529年，弗朗切斯科·波拿巴移居科西嘉，其後代接下來均在六名成員組成的阿雅克肖元老院中就職。拿破崙出生時，波拿巴家族的地位大致處於中產上層與小貴族之間。
拿破崙之父卡洛是知名的前科西嘉獨立份子，早年前往羅馬與比薩攻讀法學，回家鄉後從事律師行業。他身材高大、相貌俊朗、法語流利、博覽群書，但不善理財。卡洛在拿破崙出生的前一年，響應科西嘉獨立運動家帕斯夸萊·保利的號召，擔任他的私人秘書兼副官。然而卡洛在獨立事業失敗後，並未如同其他堅定獨立份子一樣流亡海外，而是宣示效忠法國，保住他在阿雅克肖法院擔任陪審推事與科西嘉島林業學校校長的職位，並被審定為法國貴族，更在1777年成為科西嘉貴族代表。拿破崙之母萊蒂西亞出身於佛罗伦萨的名門，父親曾是阿雅克肖的代理行政官，但她並未受過教育。她樣貌迷人、堅定剛毅、足智多謀。拿破崙日後評價道：「我的母親是個出色的女人，既能幹又勇敢」。
卡洛與萊蒂西亞於1764年6月2日成婚，女方的嫁妝包括「一間窯爐及其附近的一座房子、一套寓所、一片葡萄園與8英畝土地，價值總計175,000法郎」。這對新婚夫婦的生活遭遇到不小的挫折，他們婚後的頭兩個孩子都夭折了，直到第三個孩子，此時名為朱塞佩（Giuseppe）的约瑟夫·波拿巴於1768年出生。萊蒂西亞後來又生了10個孩子，其中有7個沒有在嬰兒期夭折。

### 求學
拿破崙在小時候就迷上了歷史與傳記，不參與同齡小孩的娛樂活動，樂於在家中模仿羅馬共和與帝國時期的歷史人物。1779年1月，拿破崙被家人送往勃艮第歐坦的教會神學院接受嚴謹的法語教學，聰明好學的他在三個月內就學會了法語讀寫。1779年4月，拿破崙藉由其父好友科西嘉總督馬爾伯夫伯爵的影響力，得到島內頒布的王室獎學金，得以前往香槟地區的布列訥堡軍官幼校學習。該校課程一天為八小時，課程內容包含數學、拉丁文、歷史、法語、德語、地理、物理、工程學、武器學、擊劍、舞蹈與音樂。拿破崙最出色的科目是數學，最差的則是德語。拿破崙在求學期間不斷查閱古代領袖的書籍，將亞歷山大大帝與尤利烏斯·凱撒視為偶像。他在課堂中學習到查理曼與路易十四治下的法國偉大時代，並被灌輸深刻的仇英教育。1784年，拿破崙因優異的成績保送至巴黎軍官學校。他在該學校修習砲兵科目，在一年中完成三年的教育，於1785年9月在主考官皮埃尔-西蒙·拉普拉斯的見證下通過任官考試，成為砲兵少尉。

## 投身军旅

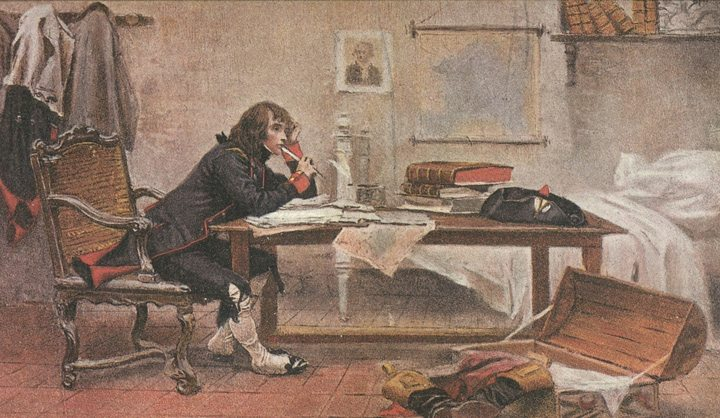
拿破崙在當炮兵少尉時閱讀各類書籍，包括啟蒙時代的著作、各類歷史與法語詩歌

拿破崙通過考試後，前往駐扎在瓦朗斯的拉費爾砲兵團服役。他在這份艱苦且工資很低的工作中，初步地學習到作戰知識。他醉心於閱讀，在很多書中做了詳細筆記，背誦法國詩人的詩作，甚至將飯錢用於購書。拿破崙在這段時期寫了數十篇文章，並遇見他的初戀卡羅利娜·科隆比雅，這段戀情相當深刻，他即使在晚年時仍會憶起與她的幾次散步。1786年9月，拿破崙回到闊別八年的科西嘉。1788年5月下旬，拿破崙待在法國東部的欧索讷砲兵學校，在學期間寫了一系列的閱讀筆記與浪漫小說。1789年7月14日，巴黎起義者攻破巴士底獄，法國大革命爆發。拿破崙起初對新生的大革命不感興趣，直到他發現國民議會的代表們能為科西嘉尋求獨立後，就大膽地組建了一支反對法國王室統治的国民自卫军。1791年6月，拿破崙結束在科西嘉休假返回法國，被調派至第四砲兵團。他之前在拉費爾砲兵團中服役69個月就請了35個月的假，到了新環境依然未改作風，立刻向上司請假。1791年8月30日，拿破崙的上司迪泰伊將軍終於准假，他再次返回科西嘉。此時島上的矛盾愈發劇烈，拿破崙在島上指揮的國民自衛軍在1792年的復活節與民眾和正規軍發生衝突，拿破崙只得奉保利之命前往巴黎。1792年10月中旬，返回科西嘉的拿破崙愈發親法，主要因為獨立領袖帕斯夸莱·保利與波拿巴家族越來越深的矛盾。到了1793年，他已將法國認同置於科西嘉認同前。
1793年1月21日路易十六被斬首，2月拿破崙接到第一次重要戰鬥任務，擔任科西嘉國民自衛軍的砲兵指揮官，但這支國民自衛軍因組織混亂迅速被敵軍擊敗。同年6月11日，失勢的波拿巴家族被親英的保利趕出科西嘉，拿破崙揮別故鄉。拿破崙將家人安置好後就到法國陸軍報道，受命護送火藥補給至義大利軍團。7月中旬，拿破崙轉入南方軍團，寫下支持革命的政治小冊子《博凱爾晚餐》，雅各賓派將其視為可信的軍人。9月7日，拿破崙就任第二砲兵團少校。

### 土倫圍城戰
1793年8月27日，盤據在土倫的保王黨人將土倫要塞與法國地中海艦隊轉交給反法同盟，1.7萬聯軍部隊迅速控制該城。9月初，革命法軍開始進攻土倫，在短時間內包圍土倫，但形勢未發生根本變化，聯軍依然控制著重要據點，且有增援部隊陸續抵達，法軍收復土倫的前景十分渺茫。

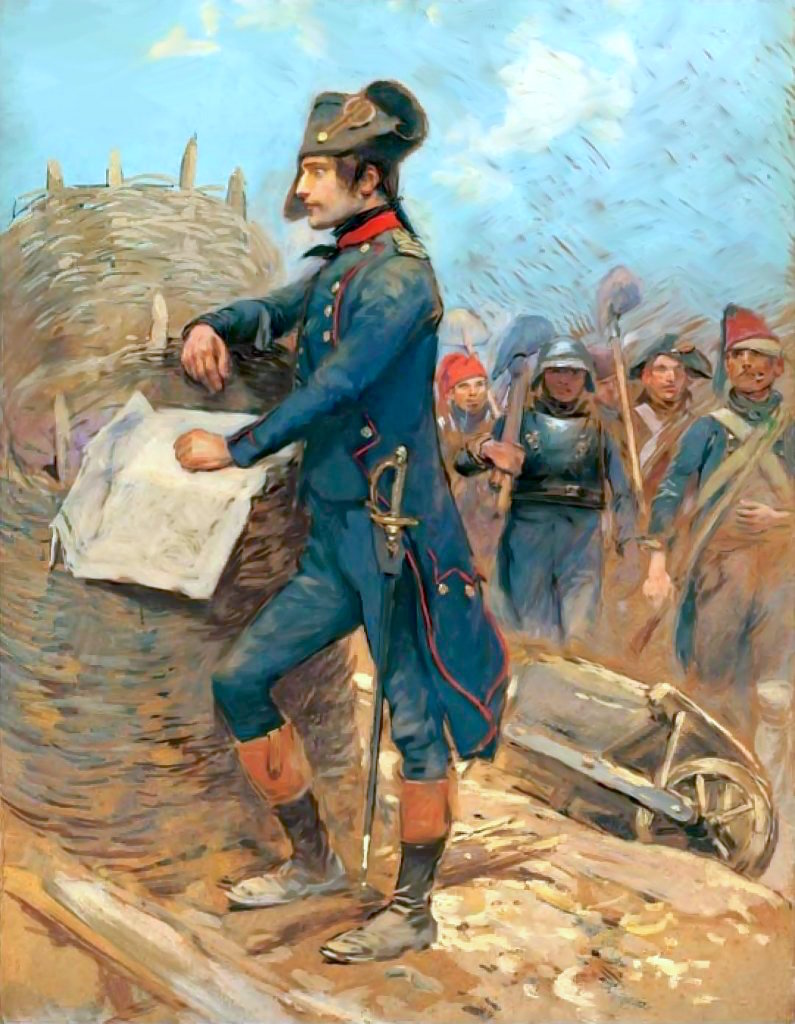
土倫圍城戰期間的拿破崙·波拿巴

拿破崙此時前往拜訪圍攻土倫的法軍司令部，恰巧圍攻部隊右翼缺少一位砲兵指揮官，拿破崙的老友安托萬·薩利切蒂推舉他擔任此職務。9月中旬，拿破崙抵達土倫前線，發現圍攻部隊既無足夠的火砲與彈藥、也無會使用火砲的士兵。他緊接在短時間內搜集到上百門火砲與彈藥，並徵用了工廠製作軍火與修理軍備。拿破崙在戰鬥期間愈發鄙視圍城總指揮卡爾托，他向上級拉扎尔·卡诺提出他的作戰計劃，並要求替換卡爾托。卡诺十分欣賞他的計劃，派遣法蘭索瓦·多佩將軍去就任總指揮。11月15日，法軍向重要據點馬爾格雷夫要塞進攻，拿破崙率領的衝鋒隊伍直攻要塞的入口處，但此時多佩卻吹號收兵，怒不可遏的拿破崙在事後當眾臭罵多佩。11月17日，多佩因作戰不力被撤職，雅克·迪戈米耶將軍接管指揮權，11月中旬，拿破崙包圍馬爾格雷夫要塞，俘獲率軍出擊的查爾斯·奧哈拉將軍。
12月17日，迪戈米耶著手執行拿破崙的計劃。拿破崙與米龍上尉的部隊向馬爾格雷夫要塞進攻，而安德烈·馬塞納的部隊在幾小時後向阿爾蒂格要塞進攻。拿破崙在控制所有要塞砲台後下令向港口內的聯軍艦隊轟擊，聯軍在次日撤出土倫。12月22日，24歲的拿破崙晉升為旅級將軍，開始引起國家高層關注。

### 葡月政變
1794年2月7日，拿破崙被任命為義大利軍團砲兵司令。他在這段時期結識了雅各賓領袖马克西米连·罗伯斯庇尔的弟弟奥古斯坦·罗伯斯庇尔，在熱月政變後因與後者的友誼而深陷牢籠，但最終因證據不足被釋放。1795年3月3日，拿破崙與15艘船、16,900名士兵組成的遠征軍從馬賽啟航，試圖從保利與英軍手中奪回科西嘉島，但這支遠征軍在海上就被英軍艦隊阻擊，未能抵達科西嘉島。1795年4月，他與昂蒂布富家女德茜蕾·克拉里訂婚。之後，拿破崙收到轉調至旺代鎮壓保王黨農民的通知，但他對此興趣闌珊，於是前往巴黎尋求更好的職位。他在幾個月後找到一份在公共委員會測繪局（總參謀部）的工作，在這段時期學習到大量戰略方面的知識。拿破崙還利用充足的下班時間撰寫了浪漫小說《克列松與歐仁妮》，以告別自己對德茜蕾的戀情。

葡月13日在聖洛克教堂前的砲火

1795年8月22日，法國國民議會通過新憲法，規定建立兩院制立法機關與五人制行政機關督政府，此變革時期的不穩定使反政府份子有機可乘。10月4日（葡月12日）上午，巴黎有七個區宣布起義並動員國民衛隊。同日，巴黎內防司令保羅·巴拉斯任命拿破崙為副司令，後者在通往协和广场的重要地點設置加農砲，向起義者們發射葡萄彈，成功鎮壓叛亂。他因此在一夜之间得到火速升遷，繼任巴拉斯的職位成為內防軍司令，領有4.8萬法郎的年薪，開始頻繁出入上流場所。1796年3月2日，他得到他夢寐以求的義大利軍團司令職位。同月9日，他與相識半年的寡婦約瑟芬·德·博阿爾內成婚。這對夫婦為了縮小女方年長男方6歲的年齡差，拿破崙說自己於1768年出生，32歲的約瑟芬則說自己僅有28歲。

## 義大利戰役

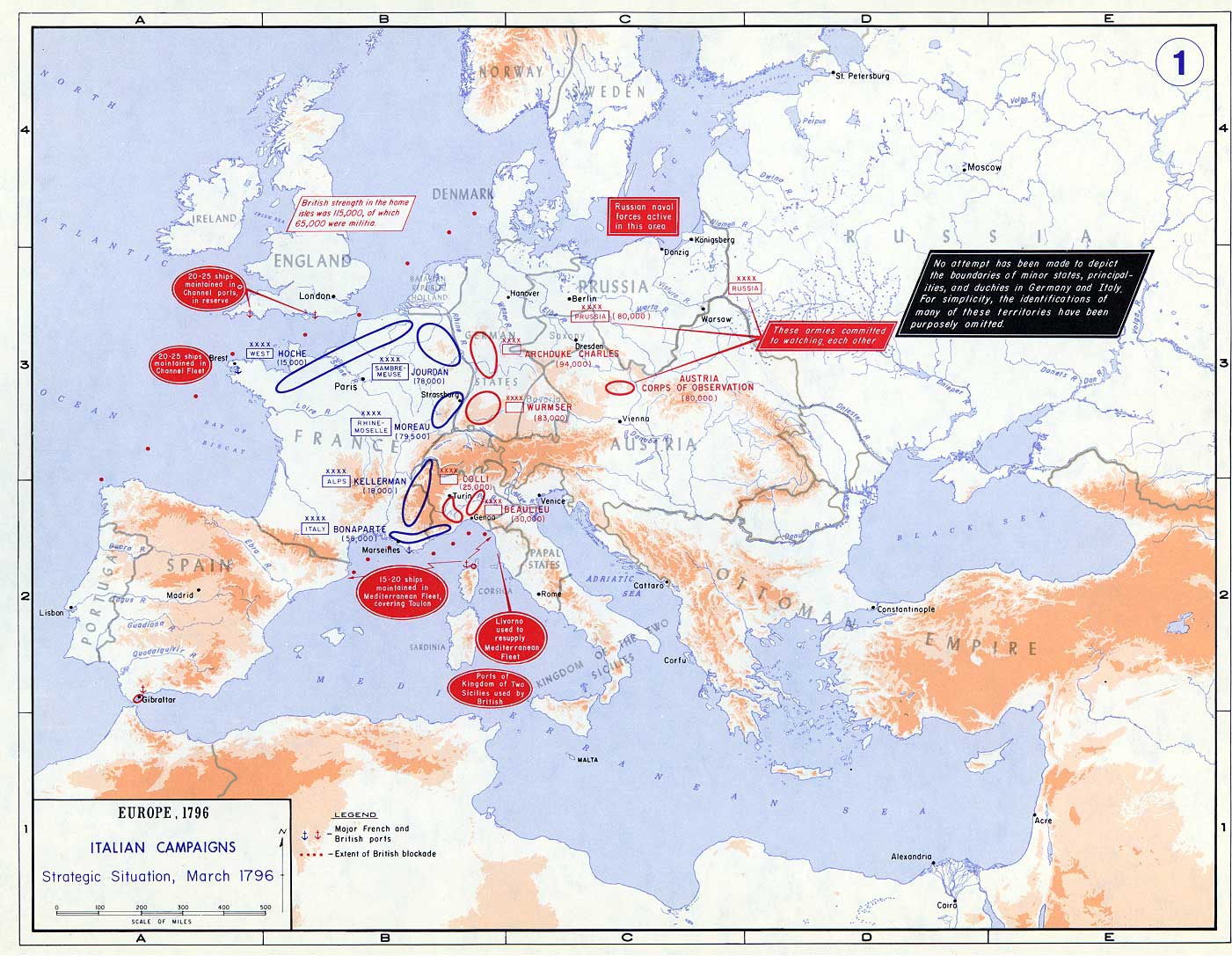
1796年初欧洲的战略形势图

1796年3月11日，拿破崙乘坐馬車離開巴黎，於3月27日抵達尼斯的「義大利軍團」司令部，此時他已將自己的姓改為法語拼寫的。這支軍團在拿破崙抵達時狀態不佳，在裝備與補給方面都極其匱乏，並已欠餉兩個月。4月9日，拿破崙已大致解決軍團糟糕的訓練與後勤。他參考在測繪局工作時構想的入侵皮埃蒙特計劃、馬耶布瓦侯爵在奧地利王位繼承戰爭中的皮埃蒙特戰役，制定集中兵力先擊敗薩丁尼亞、後對付奧地利的計劃。他將近3萬野戰部隊分為三個部分，其中马塞纳將軍率部駐守蒙特諾特，奥热罗將軍率部至卡伊羅向西對峙薩丁軍，塞律里埃將軍率部駐防奥尔梅阿與加雷西奥間。反法聯軍在該地區的部隊則為5.7萬人，其中包含由約翰·彼得·德·博利厄指揮的3.2萬奧軍，與米開朗基羅·科利指揮的2萬薩丁軍與5千奧軍。拿破崙計劃集中兵力以解決法軍兵力劣勢的處境，選擇卡迪博納山口突⼊北意⼤利，切斷奧軍與薩丁軍的聯繫。4⽉9⽇，拿破崙的部隊越過卡迪博纳山口。但此時形勢突然轉變，熱那亞共和國向聯軍求援，使聯軍誤認為法軍的進攻目標是熱那亞，立即調動兵力向法軍進發。拿破崙決定將計就計，設下圈套等待聯軍抵達。

### 蒙特諾特與洛迪戰役
4月10日，博利厄率部通過博凱塔山口前往沃爾特里，接著下令歐仁-紀堯姆·阿讓托率主力進攻蒙特諾特。阿讓托執行命令南下，衝進安德烈·馬塞納設在薩沃納與蒙特諾特之間的前哨，對內吉諾山的法軍進攻，但多次出擊皆未成功。4月11日，拿破崙決定包圍阿讓托的部隊，阿梅代·拉阿爾普的部隊將與奧軍正面交戰，安德烈·馬塞納的部隊則趁夜經山下迂迴，在12日破曉攻擊奧軍側翼。阿讓托6,000人的部隊在短暫的戰鬥後全線崩潰，僅剩下700人還在掌控中。拿破崙已成功分開博利厄與科利的部隊，他決定先對付科利的部隊，下令馬塞納進軍代戈擋住博利厄。4月13日，拿破崙轉向西面對抗科利的部隊，在米萊西莫襲擊敵軍迫使其撤退至切瓦。他在戰鬥結束後調兵回頭，於4月15日在代戈前後夾擊包圍奧軍。博利厄的部隊已失去戰鬥能力，奧軍與薩丁軍之聯繫被徹底切斷。4月21日，讓·塞律里埃的縱隊在蒙多維之戰正面突破科利剩餘的部隊，薩丁尼亞簽訂《凱拉斯科停戰協定》退出戰爭。

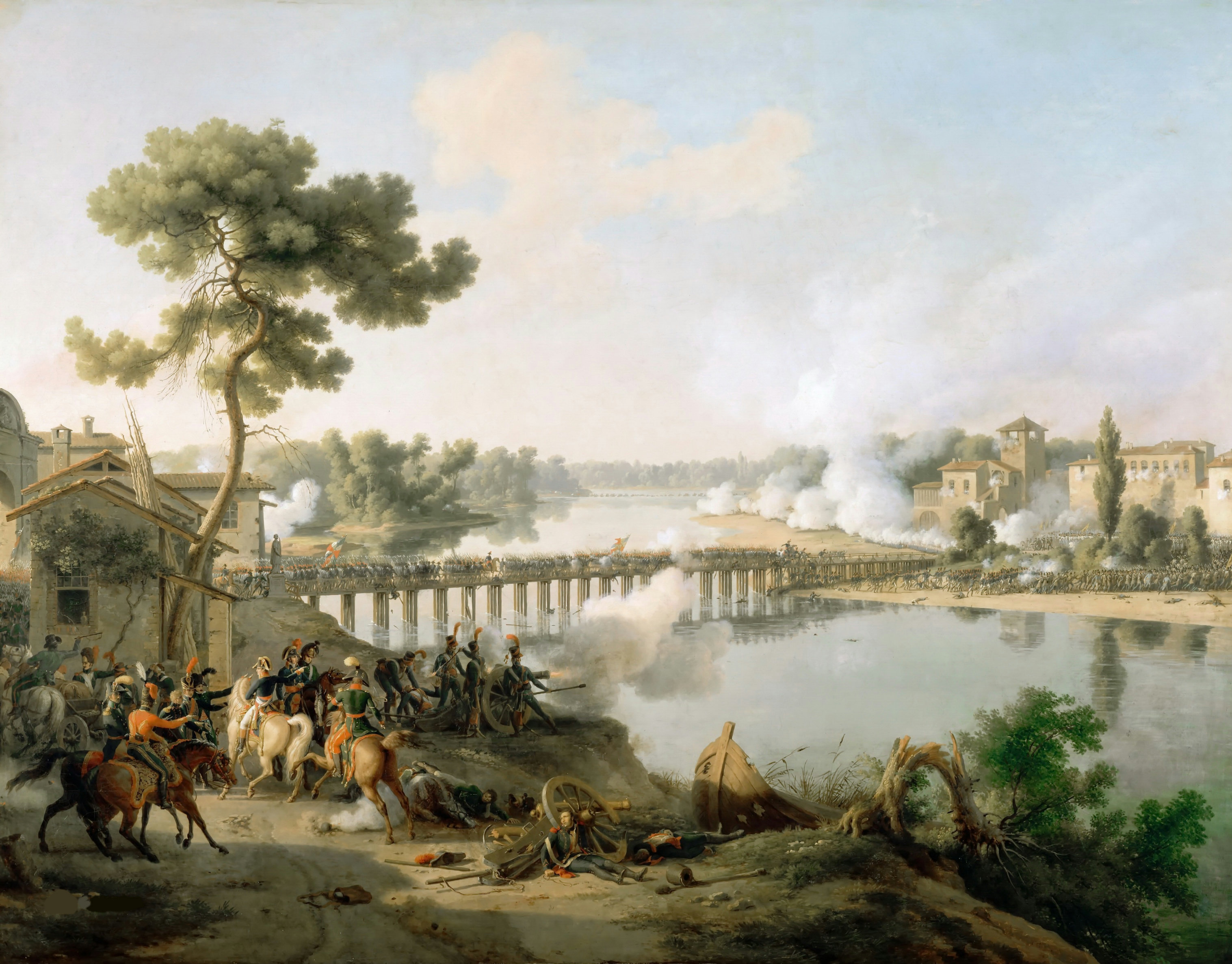
洛迪之戰，1796年5月10日

薩丁尼亞王國的崩潰使北義大利的反法同盟部隊陷入劣勢，拿破崙開始準備渡過波河，向倫巴底平原地區的奧軍進攻。他故意在停戰協定中提及法軍有在瓦倫扎渡河的權力，並調派部隊至該地附近，使博利厄率領的奧軍認為法軍將在該處渡河。5月7日，法軍開始經皮亞琴察渡過波河，安東·利普陶伊的部隊很快就注意到法軍的動作，雙方在豐比奧交戰，奧軍在增援抵達後仍不敵，法軍全軍渡過波河。博利厄因法軍威脅到奧軍的左翼與曼圖亞的聯繫，被迫放棄米蘭公國，在洛迪大橋留下12,600人的後衛部隊後，渡過阿達河向東退往克雷馬。5月10日，法軍追上正在經洛迪渡河的奧軍部隊，一鼓作氣攻下了洛迪，奧軍在阿達河西岸的防禦失守。當日下午，爭奪洛迪橋的戰鬥開始，這座狹長的木橋長約150米，為渡過阿達河的重要道路。拿破崙集中火砲壓制奧軍砲兵，站到橋頭附近下令突擊隊員衝過洛迪橋，但第一次衝鋒並未成功，直到安德烈·馬塞納將軍親率部隊衝鋒，成功肅清東岸的敵軍部隊。洛迪之戰令法軍傷亡350人，而奧軍則為335人傷亡與1,700人被俘。洛迪之戰被視為是拿破崙人生的轉折點，他在日後回憶中說道：「我曾經以為自己只是個將軍，但從那之後……我的凌雲壯志此時顯現。」
拿破崙在戰鬥結束後鞏固對米蘭公國的控制，派遣奥热罗將軍繼續尾隨奧軍，而马塞纳將軍與塞律里埃將軍則沿阿達河兩岸包圍皮齊蓋托內。皮齊蓋托內投降後，法軍部隊徑直前往米蘭，米蘭城於5月15日投降。同時，博利厄率領的奧軍撤退過明喬河河畔，等待援軍從蒂羅爾趕來，此時該區域的奧軍約有3萬人。5月30日，拿破崙率軍經博爾蓋托大橋強行渡過明喬河，奧軍被擊退後撤往阿迪杰河谷。6月3日，法軍已完全包圍了北義大利最重要的要塞曼托瓦。

### 四戰曼托瓦

#### 維爾姆澤的兩次攻勢

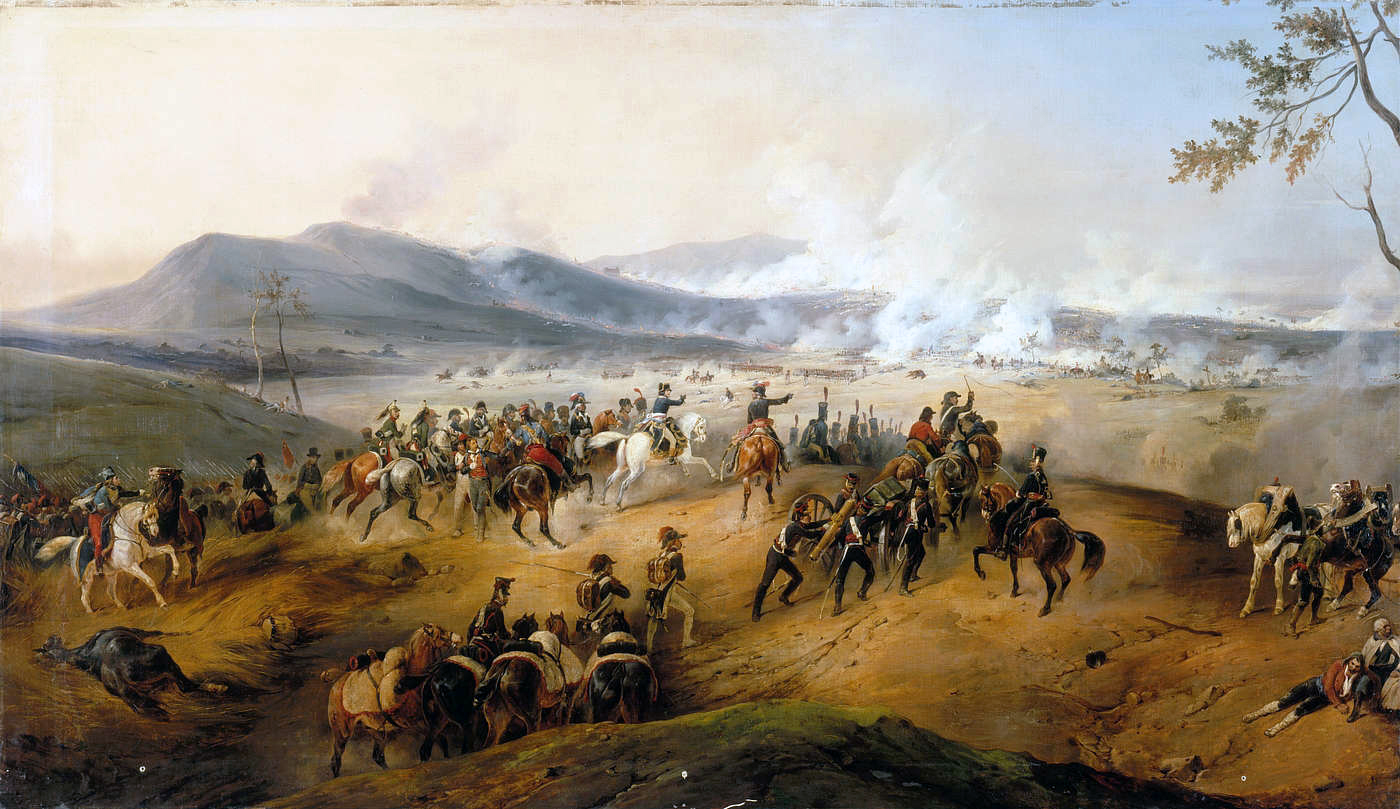
卡斯蒂廖內戰役中的法軍部隊

拿破崙穩住局勢及調動部隊與火砲後，於7月15日開始進攻1.3萬奧軍駐守的曼托瓦要塞。此時拿破崙帳下一共有4.4萬人，分別為讓·塞律里埃率領的1.1萬名圍城部隊，以及安德烈·馬塞納的1.6萬人、皮埃尔·奥热罗的6千人、皮埃爾·索雷的5千人、德皮努瓦的5千人及騎兵預備隊組成共3.3萬人的監視部隊。與此同時，奧地利司令約翰·彼得·德·博利厄被撤職，由經驗豐富的陸軍元帥達戈貝爾·西格蒙德·馮·維爾姆澤接管指揮。維爾姆澤的部隊總共約5萬人，從蒂羅爾兵分兩路向法軍進攻，維爾姆澤3.2萬人的主要部隊沿阿迪杰河谷推進，而闊斯達諾維奇1.8萬人的次要部隊則經加尔达湖西岸向利瓦與萨洛進攻。行軍過程中，維爾姆澤又從主力部隊中抽出部隊前往布倫塔河谷，使其主力減少至2.5萬人。7月29日，維爾姆澤的主要部隊在短暫接敵後擊退法軍，繼續向曼托瓦推進。7月30日，拿破崙放棄圍攻曼托瓦，集結部隊向闊斯達諾維奇的次要部隊進攻。他在8月3日至4日多次派出部隊打擊奧軍，切斷奧軍退路後迫使3,000名士兵投降。8月5日，拿破崙率主力向索尔费里诺推進，遇到維爾姆澤率領的部隊，法軍正面部隊先行佯攻，等到第二支部隊繞至奧軍後方後再全力進攻，維爾姆澤趕忙在被重創前撤離，在6日又被馬塞納在加尔达渔村擊敗，匆忙撤回特伦托。
8月底，被重創的維爾姆澤軍團補充完畢，兵力達到4.5萬人。奧軍再度兵分兩路，保羅·達維多維奇2萬人的部隊留守特伦托，維爾姆澤親率2.6萬人經布倫塔河谷南下向巴薩諾進軍。拿破崙知曉奧軍計劃後，留下圍城軍與在阿迪杰河下游的部分部隊，親率馬塞納將軍（1.3萬人）與奧熱羅將軍（9千人）經阿迪杰河谷向特倫托進攻，同時派遣沃布瓦將軍（1.1萬人）經加尔达湖西岸迂迴該地奧軍右翼。9月4日，馬塞納的部隊在羅韋雷托戰役擊敗達維多維奇的奧軍部隊，法軍傷亡750人，奧軍則傷亡3,000人，後者向北撤退至拉維斯。之後，拿破崙命令沃布瓦向北追擊，馬塞納與奧熱羅的部隊則向東進入布倫塔河谷，從後面進攻正向曼托瓦進軍的維爾姆澤部隊。9月7日，法軍部隊與奧軍後衛相遇，俘虜後者超過1,500人。隔日，馬塞納與奧熱羅的部隊從兩翼夾擊巴薩諾的奧軍，奧軍在混亂中撤退並有5,000人被俘，維爾姆澤只能在9月15日率殘兵逃入其曾試圖解圍的曼托瓦，讓城內的奧軍兵力增加至近3萬人。

#### 阿爾文齊的兩次攻勢

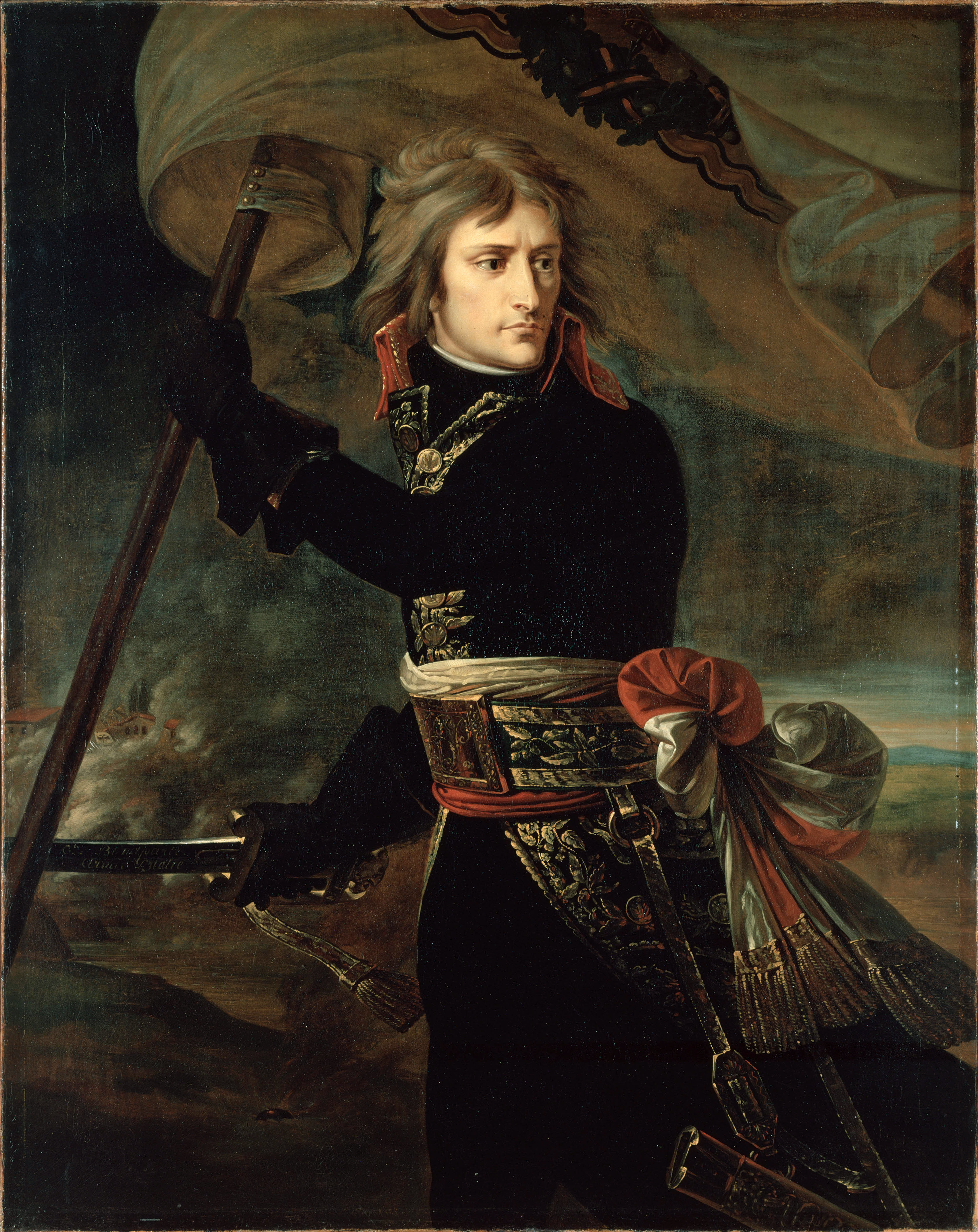
《阿科萊橋上的波拿巴》

10月下旬，奧軍司令部任命陸軍元帥約瑟夫·阿爾文齊指揮第三次解圍行動，其在弗留利地區共有2.8萬名野戰部隊，連同保羅·達維多維奇在蒂羅爾地區的2萬名野戰部隊，使奧軍總數接近5萬人。阿爾文齊計劃其主力部隊將向巴薩諾發起進攻，而達維多維奇則向特倫托進攻。此時拿破崙的軍團排除掉9千人的圍城部隊，約有3萬人的野戰部隊。他在不知道奧軍兵力的情況下，派遣沃布瓦師1萬人沿阿迪杰河谷前去把守特倫托，馬塞納師1萬人在布倫塔河谷把守巴薩諾，奧熱羅師1萬人則作為預備隊駐紮在中下游。11月2日，達維多維奇率奧軍以優勢兵力逼迫沃布瓦的部隊撤退至卡利亞諾。與此同時，阿爾文齊2.8萬人的部隊也迫使馬塞納撤出巴薩諾。11月6日，拿破崙下令1.6萬法軍進攻阿爾文齊在巴薩諾的陣地，但被奧軍擊退，只得撤退至布倫塔河後方防禦敵軍優勢兵力。同時，西邊的沃布瓦在卡利亞諾戰役再次被達維多維奇擊敗，於11月7日向里沃利撤退。11月12日，拿破崙在卡爾迪耶羅再次進攻奧軍，卻因氣候原因失利。此時拿破崙深陷危機，法軍對西邊的達維多維奇、要塞的維爾姆澤與東邊的阿爾文齊都居於劣勢，任何失敗都可能意味著法軍的毀滅。拿破崙決定主動出擊，於11月14日在维罗纳留下3,000人後，集中馬塞納與奧熱羅的1.7萬人向東迂迴阿爾文齊的側後方。法軍部隊經龍科渡過阿迪杰河進入阿迪杰與阿波內河之間的三角洲，馬塞納負責抵擋從左翼進攻的奧軍，奧熱羅則集中兵力試圖經阿科莱渡過阿波內河切斷奧軍的後方。15日，拿破崙率軍衝上阿科莱橋，但未能控制橋樑。拿破崙顧慮到正面久攻不下，派遣3,000人向南至阿爾巴雷多渡河迂迴奧軍的左翼，然而卻在此時收到沃布瓦的求援信，迫使其下令主力撤出三角洲。16日，阿爾文齊率主力前來佔領三角洲，但被重啟攻勢的拿破崙逐出。法軍再度對阿科莱與阿爾巴雷多進攻，卻久攻不下。16日晚，法軍工兵在阿科莱與阿爾巴雷多之間搭起浮橋，奧熱羅部隊的6,000人在隔天經渡橋過河。渡河後的法軍推進至阿科萊前與奧軍交戰，馬塞納的部隊也推進至對岸的阿科萊橋，阿科萊的奧軍在兩側法軍的猛攻下向東北撤退。拿破崙勝利後迅速回援西邊的沃布瓦，將達維多維奇逼回北邊。

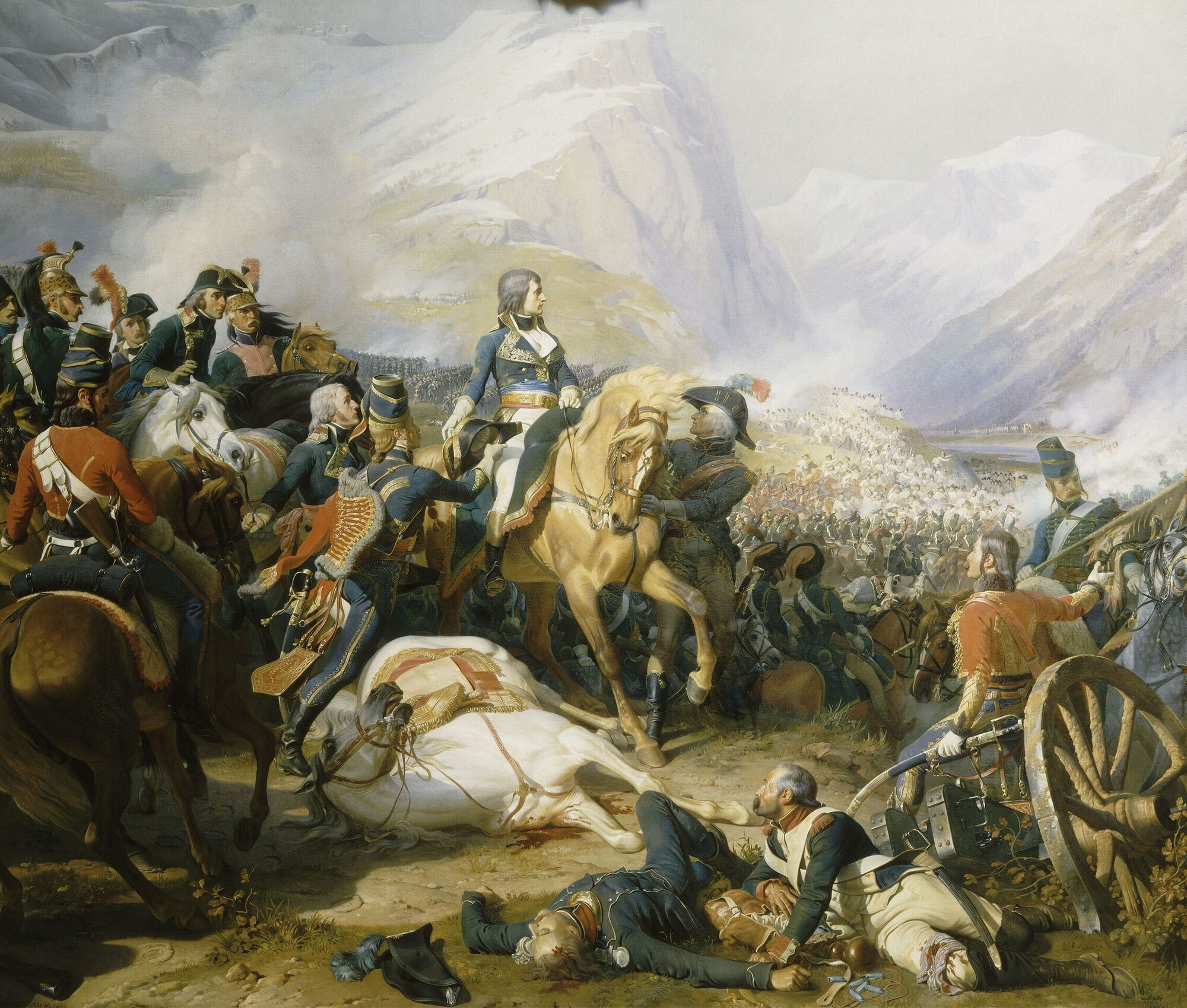
里沃利戰役中的拿破崙·波拿巴

1797年1月，奧軍元帥約瑟夫·阿爾文齊再次組織解圍行動，其兵力被分成三股進攻力量，其親率2.8萬人的主力部隊從特倫托經阿迪杰河谷向南推進，喬瓦尼·普羅韋拉9,000人的部隊與亞當·巴亞利奇6,000人的部隊則從帕多瓦向西前往阿迪杰河下游。而法軍3.4萬人的野戰部隊因情報不明，被迫分散部署於各區域。1月9日，普羅韋拉的前鋒部隊擊敗皮埃爾·奧熱羅的前衛部隊，攻佔下游的重要渡口洛尼戈，試圖與被困的奧軍會合。巴亞利奇則對維羅納發動進攻，佔領附近的卡尔迪耶罗並向聖米凱推進，但隨後被安德烈·馬塞納的部隊擊退。阿爾文齊的主力部隊也向南推進，但在12日被巴泰勒米·儒貝爾的部隊擊退。阿爾文齊在隔日重新進攻，將儒貝爾的部隊逼至里沃利台地，隨後儒貝爾通知拿破崙敵軍主力在此。拿破崙調派馬塞納與雷伊共1萬人前往支援儒貝爾，並接管儒貝爾部隊的指揮。1月14日，阿爾文齊將部隊分為幾個支隊，其親率的1.2萬人從台地北側進攻法軍正面，闊斯達諾維奇與武卡索維奇的1.1萬人沿河谷向法軍側面的隘口前進，而呂西尼昂的5千人則迂迴至台地南側。拿破崙抵達前線後開始調度，將8,000人移至北側的正面，1,000人調派至隘口防守，剩餘的1,000名步兵與200名騎兵則作為預備隊。上午4時法軍開始突襲奧軍，瓦解奧軍的攻勢，但因兵力不足再次收縮。上午10時，馬塞納的部隊抵達里沃利，拿破崙下令各部隊反擊，將奧軍重新逐回。奧軍派出的其餘部隊此時完成迂迴，法軍陷入了「最危難的時刻」。拿破崙表現沉著鎮定，調派部隊先擊潰隘口的部隊，並指揮法軍的右翼部隊將奧軍中央部隊趕到山腳下，俘虜超過1,000人。僅剩的呂西尼昂部隊，在左、中兩軍崩潰的情況下被法軍殲滅。15日，阿爾文齊集結敗兵，試圖再次發動反擊，卻再次被法軍擊潰。奧軍在兩天的戰役中共損失1.4萬人，其中有多達1.2萬人被俘。
與此同時，東側普羅韋拉的部隊向曼托瓦進軍，馬塞納與維克托的部隊在1月16日抵達勒菲弗瑞，與圍城的法軍三面夾擊普羅韋拉的部隊，迫使其六千人全數投降。拿破崙在五天的戰役中摧毀了整支奧軍野戰部隊，後者4.8萬人的部隊僅剩下1.3萬名士兵仍在列。2月2日，突圍無望的維爾姆澤率近2萬人向拿破崙投降，長達半年的曼托瓦圍城戰結束。

### 進軍維也納
拿破崙於2月3日開始進攻教皇國，其麾下維克托的部隊在法恩扎戰役擊潰教皇軍，然後向教皇國境內推進。2月19日，雙方簽訂《托倫蒂諾條約》，教皇將亞維農、博洛尼亚、费拉拉等地割讓予法國。之後，拿破崙的軍團人數增長至近8萬名士兵，其中包括拿破崙指揮的主力軍團4.4萬人、儒貝爾在蒂羅爾2萬人及位於教皇國與倫巴底共1.5萬人的衛戍部隊。3月10日，法軍各師從駐地出發，拿破崙率領3.5萬人分兩路開赴塔利亞門托河附近的瓦爾瓦索內，逼退奧軍後於16日到達。馬塞納於同日出發追擊呂西尼昂的部隊，於14日在隆加羅內俘虜包含呂西尼昂在內的500人，並在目標完成後靠近主力部隊。3月16日下午，拿破崙率部渡過塔利亞門托河，在瓦爾瓦索內之戰中擊退新上任的奧軍司令卡尔大公。奧軍戰敗後將部隊分為兩部向萊比赫與塔爾維斯撤退，但由於馬塞納於21日佔領塔爾維斯山口，往塔爾維斯撤退的奧軍遭到殲滅。馬塞納隨後擔任法軍的進攻箭頭，如入無人之境般快速進軍，於4月7日迫使奧軍停戰。4月18日，神圣罗马帝国皇帝弗朗茨二世的代表與拿破崙簽訂《萊奧本臨時和約》，該條約與隨後的《坎波福爾米奧條約》結束了第一次反法同盟戰爭，法國獲得奧屬尼德蘭、萊茵河左岸的德意志領土與整個義大利北部，持續千年的威尼斯共和国也遭法奧兩國肢解。拿破崙在時長一年的義大利戰役中取得驚人的成就，法軍以傷亡4.5萬人的代價俘虜16萬反法同盟聯軍士兵，並征服整個北義大利。他因此名利雙收，開始主導事後與奧地利的諸多談判。

## 遠征埃及
拿破崙在義大利戰役後成為法國軍政界的核心人物，並被任命為「英格蘭軍團」司令。1797年12月25日，他當選為其夢寐以求的法兰西学术院院士。1798年2月23日，拿破崙經過長時間的調查後向督政府報告，認為以目前情況強行登英並不可取，提出三種替代方案，於是督政府選擇遠征埃及，威嚇英國與英控印度的貿易。同年3月5日，督政府全權委託拿破崙籌劃並指揮埃及遠征，這場遠征對督政們來說有百利而無一害，如果拿破崙取得輝煌勝利，民眾將更支持政府；如果大敗而歸，拿破崙將名聲掃地。至於拿破崙，他對能夠征服埃及和恢復法國在印度的霸權感到十分欣喜。拿破崙在準備兩個半月後，將共3.8萬人和171門火砲的「東方軍團」分成14個步兵半旅與7個騎兵團，其中步兵被規劃為五個步兵師，由讓-巴蒂斯特·克勒貝爾、路易·德賽、路易·安德烈·邦、雅克-法蘭索瓦·梅努與讓·雷尼耶指揮，騎兵師則由托馬-亞歷山大·仲馬統一指揮，德加利耶海軍上將的地中海中隊負責運送這些部隊。拿破崙還在軍隊中安置了167名學者，並帶了125本供自己閱讀的書籍。

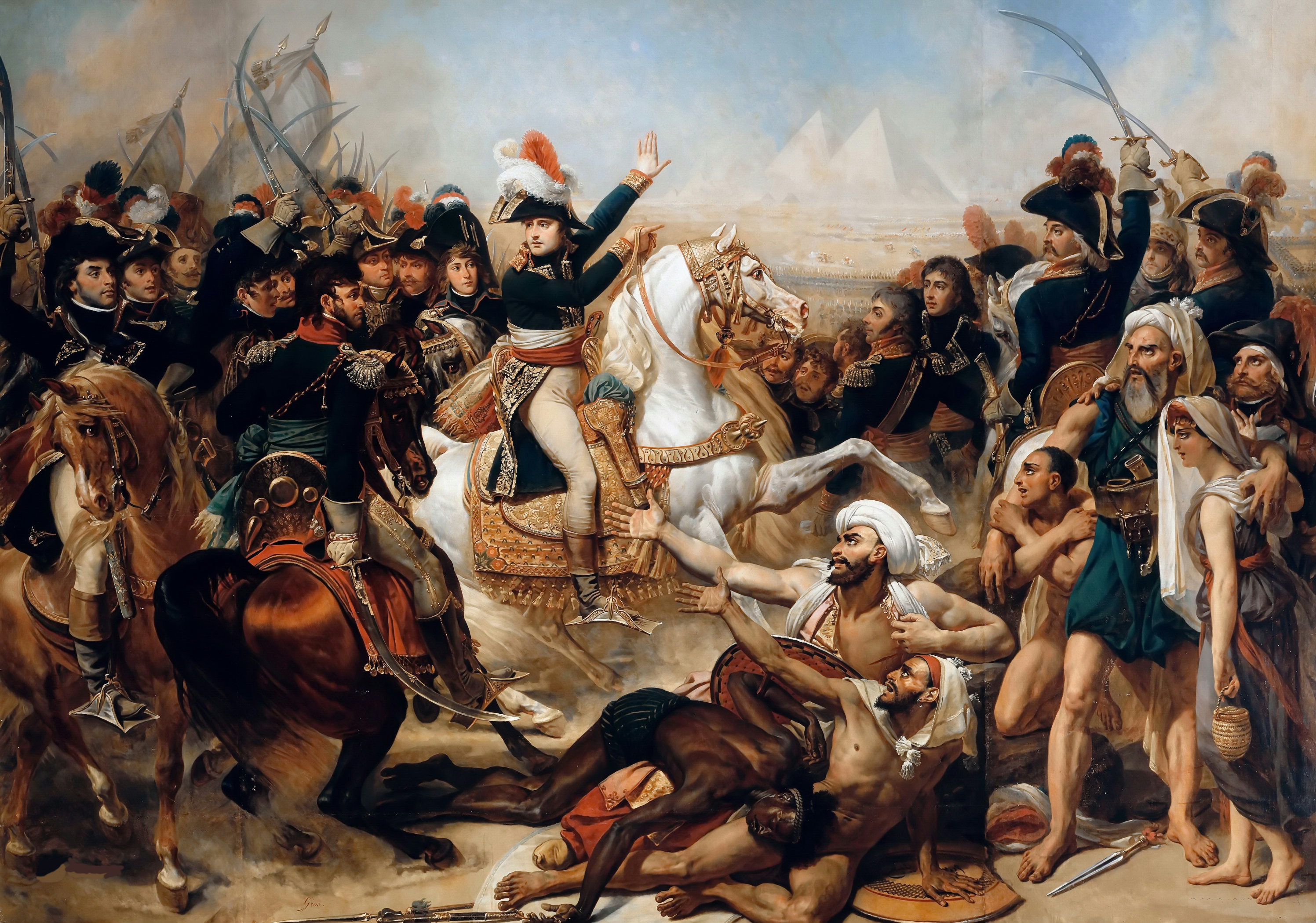
金字塔戰役，戰場距離金字塔有一段距離，需遙望才可注視到

東方軍團於1798年5月19日在土倫出海，補給船隊在沿途中與艦隊會合。6月9日，法軍艦隊抵達醫院騎士團的總部马耳他島，醫院騎士團大團長同意讓法軍獲得補給與淡水，但限制法軍入港的船隻數量。拿破崙因此決定隔日進攻騎士團，佔領全島後在當地建立了共和體制。法軍艦隊接著前行，一路上都幸運地未與英國海軍上將納爾遜的艦隊接觸。7月1日上午，法軍抵達亞歷山大里亞。隔日上午3時，三支法軍縱隊向亞歷山大里亞推進，在夜晚時攻佔該城。7月6日法軍推進至達曼胡爾，休息後於7月10日抵達尼羅河上的拉赫曼尼亞。7月11日，迪加師（接替受傷的克勒貝爾將軍）與河流船隊沿尼羅河從羅塞塔抵達拉赫曼尼亞。7月13日，法軍向南方的舒卜拉希特進攻，拿破崙將五個師都組成步兵方陣，輕鬆擊敗當面的马穆鲁克部隊。法軍接著沿著尼羅河西岸向開羅進軍，在恩巴貝村附近遭遇嚴陣以待的马穆鲁克主力，包括部署在西岸，由穆拉德貝伊率領的6千马穆鲁克騎兵、2萬埃及步兵與其後方的1.4萬阿拉伯騎兵，與部署在東岸，由易卜拉欣貝伊率領的6千马穆鲁克騎兵與1.4萬埃及步兵。7月21日金字塔戰役爆發，位於西岸的法軍組成五個空心方陣，穆拉德貝伊下令马穆鲁克騎兵進攻法軍右翼的德賽方陣與雷尼耶方陣，在損失大量人員後撤退。與此同時，法軍左翼的邦方陣與維亞爾方陣轉為進攻縱隊突入恩巴貝村，並將當地2千守軍殲滅或趕入河中。7月24日，法軍進入埃及首都開羅。穆拉德貝伊在德賽的追擊下撤往上埃及，易卜拉欣貝伊則撤往敘利亞。然而隨著英國皇家海軍在尼羅河河口重創法國海軍後，東方遠征軍與本土的聯繫中斷，埃及地區的法軍形勢開始惡化。

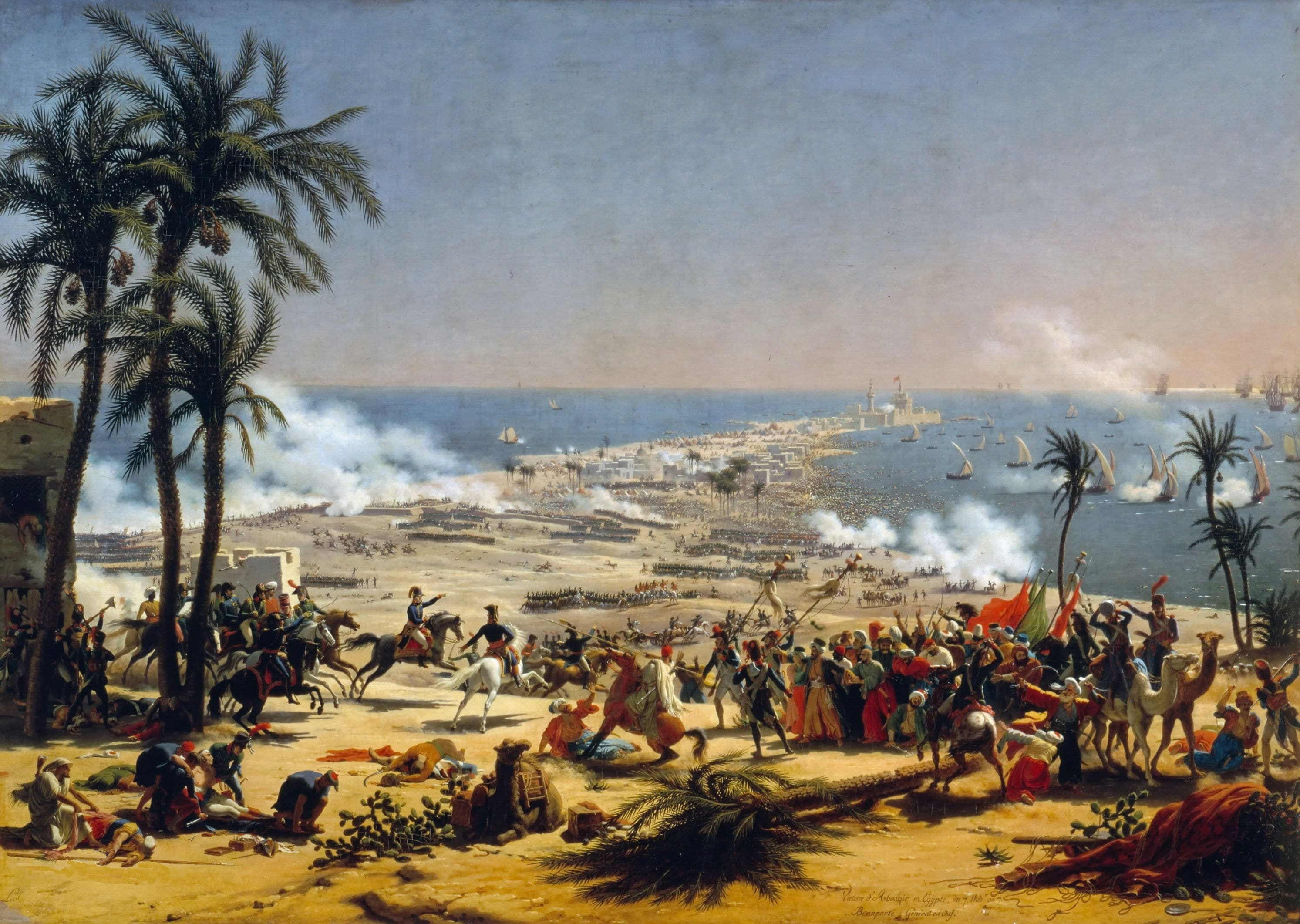
阿布基爾戰役 (1799年)

1798年12月，法軍得知奥斯曼帝国將經敘利亞與地中海向埃及進攻。拿破崙決定先下手為強，召集13,000人的部隊，在1799年2月5日離開埃及。2月19日，法軍攻下了阿里什城，然後再攻佔加薩。3月3日，法軍抵達雅法城下。3月7日，法軍發動猛烈的進攻，突破駐軍防線並俘虜2千多名奥斯曼軍。拿破崙不能釋放這批俘虜，因為他們會重新加入奥斯曼軍；也不能攜帶這批俘虜，因為法軍的補給不足。最終，他毅然下令槍決這些戰俘。3月17日，法軍推進至阿卡城下，該城城牆曾被加固，且有250門火砲，而法軍缺乏攻城火砲，只能派遣步兵徒然地進攻。之後，拿破崙得知一支奥斯曼部隊在加利利集結，於是派遣朱諾率領騎兵部隊前往偵查。4月上旬，拿破崙得知敵軍人數遠高於己方，於是再派遣一支由克勒貝爾指揮的部隊前去支援朱諾。4月16日，克萊貝爾約2千人的部隊在塔沃爾山與奥斯曼軍3.5萬人的部隊交火，法軍在一天的戰鬥後陷入絕境，但拿破崙即時趕到，移動至奥斯曼軍後方，將敵軍驅往约旦方向。之後，法軍內部開始傳播瘟疫，加上拿破崙知曉奥斯曼軍將在英國皇家海軍的幫助下登陸埃及，法軍遂於5月20日撤軍。法軍回到埃及後，一支2萬人組成的奥斯曼軍於7月中旬在阿布基爾登陸，該處是從海岸延伸出去的小半島，奥斯曼軍在此組成兩列陣線，等待法軍進攻。7月25日，拿破崙下令兩個步兵師分別進攻敵軍第一列的要塞，然後派遣缪拉指揮騎兵部隊進攻中軍，摧毀第一線兩翼的要塞。法軍步兵繼續向前，然後法軍砲兵成功轟開敵軍陣線，讓法軍騎兵部隊越過第二線，從後方進攻剩餘敵軍，將奥斯曼軍擊潰。奥斯曼軍在這天的戰鬥中共有9千人戰死、被俘或失蹤，另有1.1萬人溺水。
8月，拿破崙從英國海軍准將悉尼·史密斯得知歐洲各國在俄羅斯沙皇保羅一世的牽頭下已再度組建反法同盟，且法國在戰爭中丟失了義大利，在萊茵戰場中略顯頹勢，並面臨內部分裂。拿破崙相信他在法國能有更多作為，自作主張將埃及遠征軍交給讓-巴蒂斯特·克勒貝爾，於8月22日至23日夜間在亚历山大港登船返國。兩艘返國的艦艇成功躲過英國海軍封鎖，在科西嘉島停留一陣子後，於10月9日回到法國本土。

## 第一執政

### 霧月政變與執政府

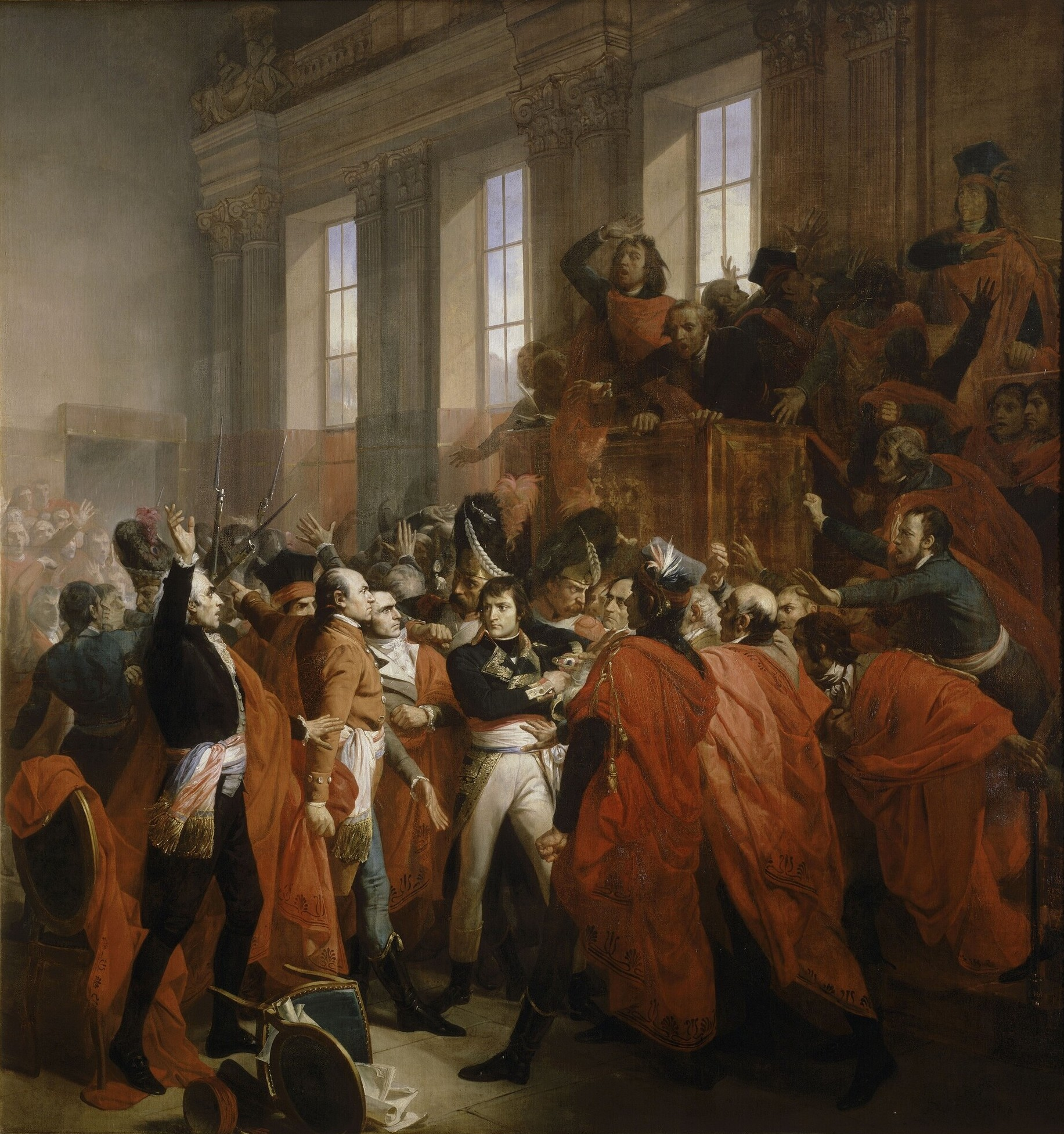
霧月政變中的拿破崙

1799年10月拿破崙抵達法國，迎接他的是民眾的歡呼與崇敬。此時法國的內外態勢已好轉，先前馬塞納在蘇黎世戰役取勝，布律納在荷蘭戰勝英俄遠征軍，俄羅斯退出第二次反法同盟。然而督政府的無能深入人心，略為好轉的局勢未能扭轉他們的風評，拿破崙被許多野心家視為能取代督政府的人物，其中包括西哀士督政、迪科督政、塔列朗、富歇等人與諸多軍官。之後，拿破崙與盟友規劃了政變過程，決定聯合巴黎地區的部隊。1799年11月9日，即共和曆霧月十八日早晨，元老院因有傳言議員會被攻擊，投票決定將兩院從杜伊勒里宫遷至郊外的聖克盧宮，任命拿破崙「執行此項決定」，將駐紮在巴黎的部隊交由他指揮。督政府遂被剝奪一切權力，保羅·巴拉斯在認清形勢後簽署退職聲明，而戈耶和穆蘭被莫罗逮捕，強迫他們辭去職務。霧月十九日，拿破崙前往聖克盧宮對議員講話，上議院元老院反應冷淡，但位於橘園廳的五百人院群情激憤，高呼：「打倒暴君！」、「打倒獨裁！」，並對拿破崙圍攻動粗，將他趕出會場。呂西安·波拿巴聲稱五百人院有議員被英國黃金買通，派遣議會衛隊衝入清場。幾個小時後，部分温顺的议员被重新召集起来开会，投票同意立法機構休會六週。休會期間，兩位前任督政西哀士、迪科與拿破崙組成臨時執政府，督政府就此結束。
拿破崙在成為三人執政後隨即二次政變，破壞西哀士主導的憲法草案取得絕對權力。1799年12月24日，臨時執政府頒布《共和八年憲法》。拿破崙成為第一執政，掌控行政大權，擁有頒佈法律、任免官員與軍官等權利，並免受立法機關監督。1800年2月17日，呂西安·波拿巴公布憲法公投結果，稱約3,011,007名法國人投出贊同票，僅有1,562人反對。他至少造假了150萬票，有意的使拿破崙的勝利更具壓倒性。拿破崙在憲法中積極保護財產權，以拉攏商人、雇主等商業階層，並透過創建國家憲兵與司法改革肅清嚴重的盜匪問題。他並未徹底清洗前政權，大部分督政府時期的議員仍留任，並積極爭取不同黨派的人才。此外，他勸說流亡者回國，爭取到不少舊制度貴族的支持。他接著解決西南法國嚴重的保王黨叛亂，利用赦免與剷除叛軍領導人，大致平定叛亂。1800年1月17日，拿破崙關停了全法國73家報社中的60家，開始控制國內輿論。
拿破崙建立了高度集權的行政結構，將原先由地方選舉的省長、區長與市長全部改為中央派遣，並推行成功的經濟改革，使兩年後的法國財政收入自美國獨立戰爭首次達到收支平衡。他透過創辦法兰西银行，穩定了極不穩定的法國貨幣幣值與匯率，製造了良好的商業循環，對日後的戰爭提供大量資金。

### 馬倫戈戰役

《跨越阿爾卑斯山聖伯納隘道的拿破崙》，雅克-路易·大衛繪

1800年1月25日，拿破崙向軍政大臣路易-亚历山大·贝尔蒂埃提出組建「預備軍團」的想法，多達6萬人的法軍將在第戎集合備戰，準備收復被反法同盟征服的北意大利。4月拿破崙為了欺騙外國間諜，故意在第戎公開檢閱由老弱殘兵與新兵組成的臨時部隊。法國的宣傳機構也在全力運作，使反法同盟堅信拿破崙的預備軍團不具戰鬥力。1800年5月6日，拿破崙離開巴黎，前往預備軍團的所在地日內瓦與洛桑。5月14日，拿破崙下令贝尔蒂埃名義指揮的預備軍團南進，經大圣伯纳德山口翻越阿爾卑斯山向北義大利進軍，該山口為崎嶇的羊腸小徑，且覆蓋著厚厚的積雪，對行軍造成嚴重不便。另外四路部隊也在拿破崙的命令下出發，沙布朗將軍的第五師經小聖伯納德山口，向沙蒂永進軍與貝爾蒂埃的主要部隊會合；蒂羅將軍來自義大利軍團的5,000人經塞尼山口，向都灵地區的奧軍進攻；貝當古將軍來自萊茵軍團的3,000人，經辛普朗山口向阿羅納進軍；蒙塞將軍來自萊茵軍團的1.4萬人，經聖哥達山口向倫巴底平原進軍。
5月27日，法軍的先鋒拉納的部隊佔領奧斯塔谷大區，在沙蒂永擊敗一支奧軍步兵團，但法軍隨後被巴爾堡的奧軍駐軍擋住，只能讓步兵部隊先行通過，攻佔下游的伊夫雷亞，而大部分火砲部隊則被留在身後。6月2日，該堡壘在沙布朗的第五師抵達後，因法軍的持續砲擊投降。5月26日，拿破崙抵達伊夫雷亞後設想了三個進攻方案：一、向都灵推進，進攻奧軍司令梅拉斯的主力部隊，同蒂羅將軍的部隊會合；二、南下馳援熱那亞，解除奧軍對城中法軍的圍困；三、直奔米蘭，奪取奧軍的補給基地，同蒙塞將軍的部隊會合。拿破崙分析過後決定採取第三方案，派出拉納向西進攻，其餘部隊直攻東面的米蘭。6月1日法軍強渡提契諾河，在行進間擊垮武卡索維奇將軍的一個師，迫使後者向贝加莫撤退。6月2日拿破崙再次以勝利者的姿態進入米蘭，並接續佔領帕維亞、布雷西亞等市鎮，將義大利地區的奧軍分割為兩部分。

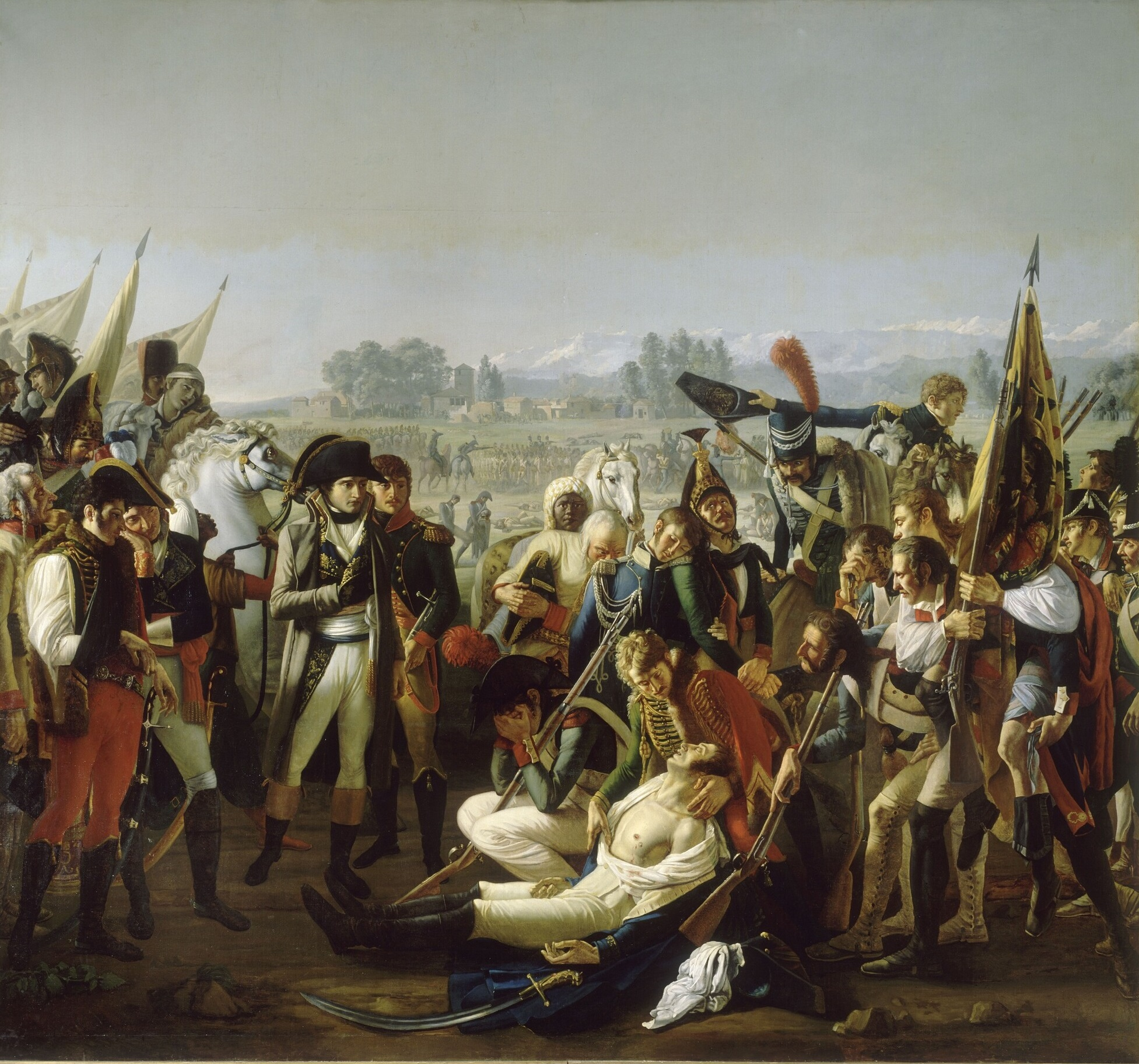
《德賽將軍之死》

梅拉斯收到情報後開始反攻，同時拿破崙也在接收到熱那亞淪陷的消息後進攻。6月9日拉納對卡斯泰焦的奧軍進攻，在戰鬥中被奧軍優勢兵力重壓，堅守至維克托的增援抵達，將奧軍部隊逐回蒙特貝洛。6月13日，拿破崙的部隊已渡過斯克里維亞河，他判斷梅拉斯意在向熱那亞撤退，分出部分預備隊由路易·德賽指揮前往塞拉瓦萊阻斷亚歷山德里亚到熱那亞的路徑。13日下午，法軍先鋒抵達馬倫戈平原，在激烈的戰鬥後將奧軍驅離過河。然而法軍誤報奧軍在過河時已將橋樑摧毀，讓拿破崙判斷梅拉斯完全放棄向東進攻的打算。14日上午9時，駐紮在亞歷山德里亞的奧軍部隊渡過博爾米達河，將法軍趕出馬倫戈，但克勒曼的重騎兵旅及時趕到，將冒進的奧軍擊退。上午10時，奧軍再度進攻奪下卡斯特爾切利奧洛村，拿破崙投入執政衛隊加強右翼，並派出作為預備隊的莫尼耶師奪回該村。上午11時，拿破崙向德賽送出緊急命令，要求其急行軍至馬倫戈。此時，人數佔優的奧軍持續如潮水般衝擊法軍，後者只能且戰且退，勉強維持著陣形全軍後撤。下午5時，德賽部隊抵達戰場，立即率領部隊在砲火的掩護下發動反擊，克勒曼的400名重騎兵也在側翼發動衝鋒，直接將敵軍切成兩段，徹底擊破了奧軍的士氣。馬倫戈戰役令奧軍陣亡963人、受傷5,518人、被俘2,921人，身為勝利者的法軍則無可考證，但不幸的德賽是其中一員。拿破崙雖對好友的死悲痛欲絕，但仍為了政治目的造假好友的遺言與作戰過程。6月15日雙方簽訂《亞歷山德里亞公約》，梅拉斯將部隊撤回明喬河以東。

### 戰後政治
戰役結束後，拿破崙決定盡快與反法同盟和談，將精力用於改革國內政治民生與鞏固其基本盤。然而他與奧地利的和平談判並不順利，於是雙方在停戰協定到期時，再度於德意志與意大利戰場交戰。1800年12月3日，莫罗將軍在霍恩林登戰役擊敗奧軍，致反法同盟無力繼續對法作戰。同月24日晚，拿破崙的車隊經過聖尼凱斯街時，炸彈在其馬車附近爆炸，致5人死亡與26人受傷。這場刺殺被認為是保王黨人的手筆，但拿破崙決定指認雅各賓黨人為刺殺主謀，以清洗法國境內的雅各賓黨人。1801年2月9日，法奧兩方簽訂《呂內維爾條約》，奧地利退出戰爭。之後，拿破崙試圖組建反英同盟，並與俄羅斯帝國建立良好聯繫，可能協助後者遠征英控印度。然而隨著俄國沙皇保罗一世於3月23日遇刺身亡，法俄親善化為泡影，繼任的亞歷山大一世決定親英。12月，拿破崙指派其妹夫夏爾·勒克萊爾領軍遠征聖多明戈島，鎮壓當地的黑人起義軍。1802年3月25日，法國與英國簽訂《亞眠和約》，結束第二次反法同盟戰爭。英國需向法國、西班牙、巴達維亞共和國歸還其自1793年獲取的幾乎所有領土，而法軍則需撤出那不勒斯、塔兰托、教宗国。然而英國政府很快發現他們在談判桌上犯下大錯，法國實際上僅用一點意大利土地就換回整個海外帝國，而英國只取得特立尼达岛與錫蘭。
與此同時，拿破崙與教皇庇護七世於1801年7月15日簽訂《教務專約》，承认天主教是絕大多數法國公民信仰的宗教，解決自大革命以來法國教士和信徒與羅馬教廷間的分裂。同時，他還啟動一項法律改革計劃，他與第二執政康巴塞雷斯及許多法學者組成委員會，將1789年後諸革命政府制定的14,000條法令、法律及42部地方法典融入單一法律系統，組成一本493頁的法典。這部被後世稱為《拿破崙法典》的民法典開歷史之先河，成為大陆法系的基礎。拿破崙還致力於統一度量衡與推行標準法語，在全國範圍推行公制，建立一套以千克和米為基礎的計量單位。他還深入改革政府及教育系統，在全國各處廣設公立中學。此外，大量基礎建設在法國各地開展，巴黎各處都有新的道路與建築在施工。1802年5月19日，議會通過一項法律創立榮譽軍團制度，3,750名新貴名流被拿破崙選為其中一員。8月22日，拿破崙被元老院宣布為終身執政，並可安排其繼任者。

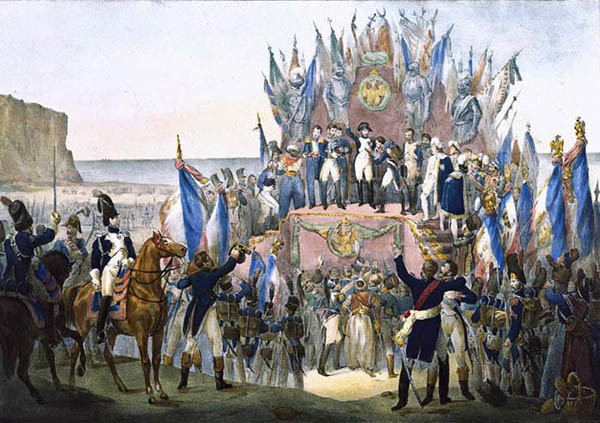
拿破崙在布洛涅大營頒發榮譽軍團勳章

拿破崙鼓勵經濟發展，建立商會、國際貿易港與公會，並因為殖民地經濟是法國對外貿易的重要一環，決定恢復法國海外帝國。他派遣部隊前往鎮壓海地革命，宣布繼續維持圣多明戈島的奴隸制，並聯合西班牙與荷蘭掌控墨西哥湾。1803年1月30日，法國《箴言報》發表塞巴斯蒂亚尼將軍參訪黎凡特的報告，並宣稱只要不足一萬的遠征軍就能奪回埃及，引起英方不滿。之後，拿破崙佔領瑞士後重新劃分該國，以致英國停止履行《亞眠和約》，不再將本地治里還給法國、好望角還給荷蘭，並拒絕從埃及亞歷山大與马耳他撤軍。2月9日，英國宣布暫停所有撤軍行動，除非法國就其在伊特鲁里亚、瑞士及黎凡特的行動做出解釋。3月8日，英王喬治三世發表演說，譴責法國並要求動員部隊。3月11日，拿破崙向英國大使惠特沃斯表示他認為英國想與法國開戰。同時，美國向法國聲明如果後者繼續佔有路易斯安那，其將在戰爭中站在英國一方。此時由於法國在美洲最重要的殖民地圣多明戈島已接近陷落，拿破崙決定出售路易斯安那予美國。1803年5月18日，英國對法宣戰，拿破崙開始在法國的海岸各地組建一支用於入侵英格蘭的大型軍團，其中軍團總部、近衛軍、蘇爾特元帥的第四軍、拉納元帥的第五軍位於滨海布洛涅；貝爾納多特元帥的第一軍位於漢諾威；馬爾蒙將軍的第二軍位於乌得勒支；達武元帥的第三軍位於布魯日；內伊元帥的第六軍位於蒙特勒伊；奧熱羅元帥的第七軍位於巴约讷。這支軍團因出色的素質、機動與流暢度，被認為是遠超其他軍隊的戰爭機器。法軍備戰期間，英國政治家積極聯合其他國家對抗法國，而拿破崙肆意逮捕並處死旅居國外的昂吉安公爵，更是引起歐洲各國的不滿。

## 法蘭西皇帝

### 加冕
1804年法國參政院因拿破崙在擔任第一執政期間曾遭遇過數次刺殺，在信件中向拿破崙提議，也許需要建立「其他制度」，以保障拿破崙的遺產、國家安定。同年3月28日，拿破崙回應道：「單單一條繼承原則就能抑制反革命。」在輿論的支持下，議院各會一致同意建立拿破崙皇朝，並選定「皇帝」的稱號。1804年5月18日，元老院法令正式授與第一執政拿破崙為法國皇帝。除此之外，元老院還任命六位顯貴組成帝國御前會議，第二執政讓-雅克·德·康巴塞雷斯被封為帝國大法官；第三執政夏爾-弗朗索瓦·勒布倫被封為帝國大司庫；約瑟夫·波拿巴被封為大選帝侯；路易·波拿巴被封為皇室統帥；欧仁·德·博阿尔内被封為首席國務大臣；若阿尚·缪拉被封為海軍元帥。拿破崙稱帝後合併執政衛隊和議會衛隊為帝國衛隊，並冊封18位有功將軍為「帝國元帥」。7月14日，在蒂雷納子爵等民族英雄的遺骨移至榮軍院的場合中，拿破崙首次授與了其建立的榮譽軍團勳章。8月7日，是否贊同建立世襲帝國的全民公投結果公布，拿破崙的稱帝得到人民的認同。12月1日，拿破崙與约瑟芬·德·博阿尔内因擔心1796年政府婚禮的效力不足，在加冕禮的前一天以天主教儀式成婚。

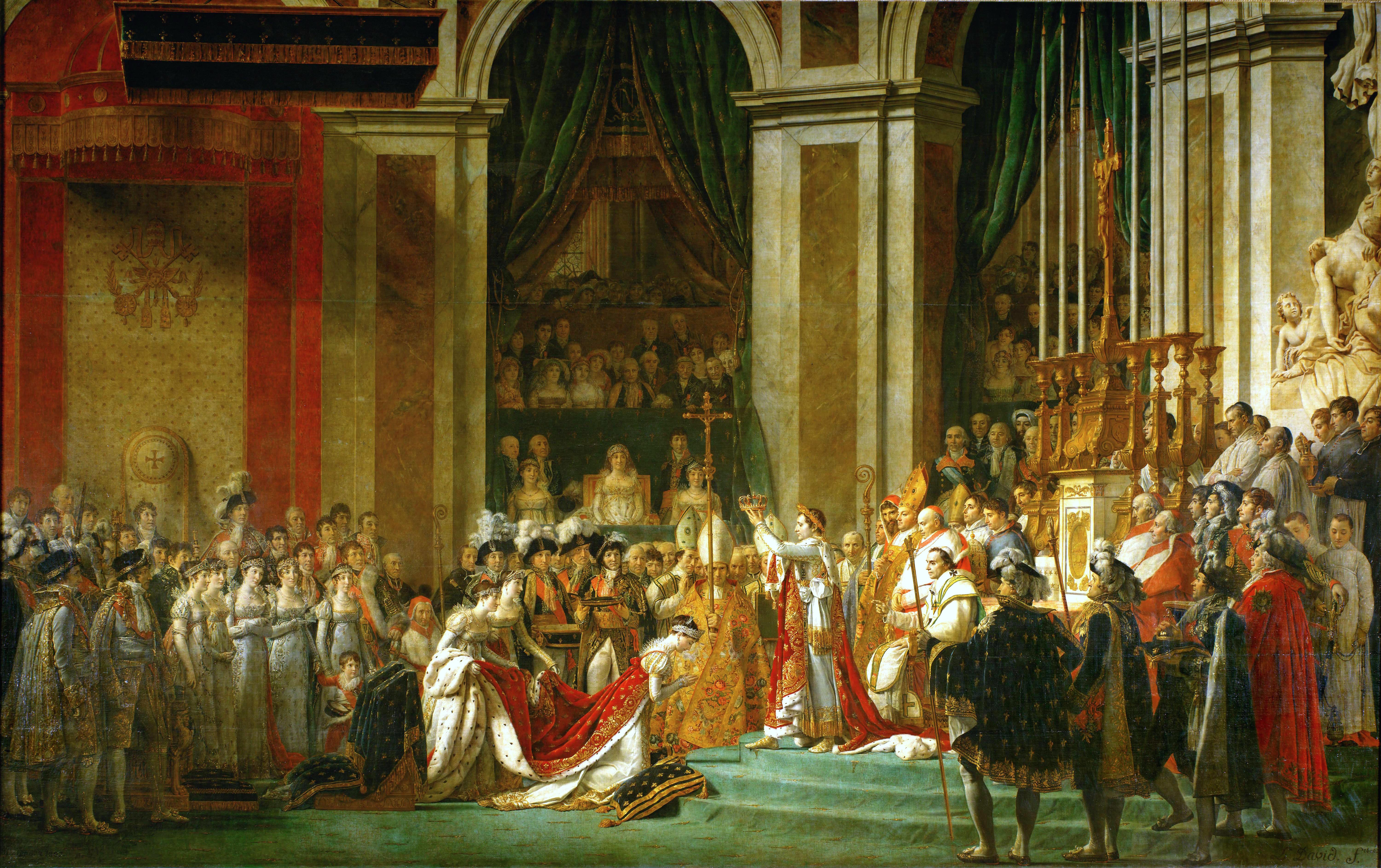
《拿破崙加冕》，雅克-路易·大衛繪

1804年12月2日，拿破崙與約瑟芬在巴黎聖母院加冕。上午10時，拿破崙乘坐非常華麗的加冕馬車從杜伊勒里宫啟程。上午11時，拿破崙抵達聖母院，換上拖到腳踝的鑲金絲緞長袍，外層套著以墨洛溫王朝的代表物——金色蜜蜂為主題的天鵝絨披風。上午11時45分，拿破崙前往正式典禮，按照波旁王朝的禮制，教皇庇護七世在他的頭部與雙手上塗抹三層香油，但並未懺悔與服用聖餐。拿破崙在加冕時使用兩頂皇冠——代表羅馬帝國的金色月桂花冠與查理曼加冕冠的複製品，正如與教皇排演過的情景，頭戴月桂花冠的拿破崙親自將查理曼加冕冠複製品舉過頭頂，象徵自我加冕，並為身旁的約瑟芬加冕。彌撒結束後，拿破崙發表加冕誓言：
我立誓維護共和國領土完整性；我發誓尊重信仰自由與《政教協定》中的法規，尊重平等、政治自由、公民自由與保護國有財產；我發誓無法律規定絕不加稅；我發誓維護榮譽軍團制度；我發誓只為法蘭西人民的利益、幸福與榮耀而統治。

### 第三次反法同盟
1805年8月9日，英國、俄羅斯與奧地利等國組建第三次反法同盟。聯軍投入超過40萬人作戰，其中包括25萬名奧軍與11.5萬俄軍，以及那不勒斯等國的部隊，並可能得到普魯士的支持。奧軍將分為三個主要部分，卡爾大公將指揮主力部隊進攻北意大利，斐迪南大公與卡爾·馬克將指揮第二支部隊與俄軍一同入侵南德意志，而預備部隊則將部署在蒂羅爾以隨時增援兩處。俄軍則將分為三階段進攻，米哈伊尔·库图佐夫將指揮第一階段部隊與奧軍一同入侵南德意志，莱温·本尼希森指揮第二階段部隊，伊萬·米赫爾松指揮第三階段部隊停留在立陶宛-普魯士邊境。此外，反法聯軍還將對那不勒斯與施特拉爾松德派遣遠征軍。拿破崙決定搶在聯軍集結完畢前進攻，於8月25日至8月26日指示貝爾蒂埃對「大軍團」下達行軍命令，法國陸軍開始從海岸營地強行軍至萊茵河，意圖在俄軍抵達中歐前擊敗奧地利。馬爾蒙的第二軍、達武的第三軍、蘇爾特的第四軍、拉納的第五軍及內伊的第六軍將組成主力部隊推進至萊茵河，而貝納多特的第一軍將停留在漢諾威、奧熱羅的第七軍將作為預備隊。9月10日，卡爾·馬克率領奧軍進入巴伐利亞，在乌尔姆等待俄軍增援部隊的到來。9月25日，除了位於漢諾威的第一軍與仍在國內的第七軍外，法軍主力部隊抵達萊茵河一線。

#### 烏爾姆戰役

烏爾姆戰役中法軍動向

9月26日至10月2日，法國「大軍團」各軍經不同地點渡過萊茵河，朝多瑙河方向推進。10月3日，法軍右翼（拉納第五軍、內伊第六軍、帝國衛隊、繆拉預備騎兵軍）抵達路德維希堡與斯图加特前，法軍中軍（蘇爾特第四軍、達武第三軍）向哈爾與英格尔芬根推進，法軍左翼（貝納多特第一軍、馬爾蒙第二軍、巴伐利亞軍）穿過普魯士領土抵達维尔茨堡，法軍整體逐漸順時針旋轉，從南北一線部署運動至平行多瑙河一線部署，準備包圍住奧軍的北面與東面。10月7日，法軍進攻多瑙河畔的多瑙沃特，蘇爾特軍、拉納軍與繆拉軍開始從乌尔姆以東渡河。10月8日，繆拉元帥在韋爾廷根擊潰一支6,000人的奧軍部隊。10月9日，蘇爾特元帥攻佔奥格斯堡與蘭茨貝格，徹底切斷奧軍向東撤退的路線；內伊元帥在金茨堡擊敗奧軍，在多瑙河南岸建立陣地。同時，英戈尔施塔特周遭的貝納多特軍、馬爾蒙軍、達武軍與巴伐利亞軍也渡過多瑙河，防止西面的俄軍前往救援奧軍。奧軍司令卡爾·馬克鑑於東面已被法軍阻斷，決定渡過多瑙河從北岸突圍。10月11日，奧軍2.3萬人的突圍部隊進攻位於北岸哈斯拉赫與容金根間的杜邦師，僅管後者僅有4,000餘人，但奧軍在付出慘重傷亡後撤回烏爾姆。10月13日，蘇爾特軍迂迴至梅明根，切斷奧軍撤往蒂羅爾的路線。卡爾·馬克再次嘗試突圍，下令兩支奧軍部隊向多瑙河北岸移動，但很快就被內伊在埃爾興根擊潰，一支部隊撤回烏爾姆，另一部則繼續向北逃竄，但被法軍騎兵追擊。10月15日，法軍各部包圍烏爾姆，迫使奧軍於19日投降。奧軍進入巴伐利亞的部隊損失6萬餘人，僅有金邁爾軍未被重創。
拿破崙準備進攻東面的库图佐夫部，下令內伊第六軍與剛抵達的奧熱羅第七軍繼續掃盪烏爾姆周遭的奧軍殘部，其餘部隊則向東追擊俄奧聯軍。10月26日，库图佐夫從布劳瑙向東方的韋爾斯撤退，並在半路與正趕來增援的奧軍相遇。10月30日，法軍前鋒在里德擊敗奧軍後衛部隊，然後在隔日於蘭巴赫擊敗另一支後衛。11月4日，俄奧聯軍撤至恩斯河東岸，嘗試在該河遲滯法軍攻勢。11月5日，達武軍進攻斯泰爾的聯軍部隊，奪下恩斯河的渡橋。拿破崙得知库图佐夫將繼續向東撤退後，下令主力部隊繼續追擊，並指派莫爾捷元帥指揮新成立的第八軍前往多瑙河北岸迂迴聯軍側翼。之後，法軍前鋒在阿姆施泰滕與聯軍後衛爆發戰鬥，後者成功遲滯法軍追擊。11月9日，庫圖佐夫下令經克雷姆斯轉移至多瑙河北岸，燒毀橋樑將法軍阻擋在南岸，放棄防守維也納。11月11日，庫圖佐夫進攻孤立在北岸的法軍第八軍，後者僅管人數遠不及對手，但有序地防守直到撤至多瑙河。11月13日，繆拉與拉納用詐術奪下本該被炸毀的塔伯爾大橋，法軍進入維也納，得以利用未被炸毀的大橋抵達北岸。繆拉隨後追上俄軍將軍巴格拉季昂的後衛部隊，但被後者假意和談欺騙，讓俄奧聯軍得以繼續撤退至摩拉維亞。11月16日，拿破崙劇烈地斥責繆拉的行為，後者趕忙進攻並重創俄軍後衛，但已讓俄奧聯軍大部隊逃脫。11月20日，拿破崙抵達布呂恩，並決定將作戰基地部署於此。

#### 奧斯特利茨戰役
此時戰略形勢仍對法軍相當不利，位於奧洛穆茨的庫圖佐夫部在得到增援後已達9萬人，另有3萬人將在年底前抵達；奧軍除正從北意大利移動至維也納周遭的卡爾大公部9萬人，還有位於波希米亚的斐迪南大公部1萬人；沙皇亚历山大一世與普王腓特烈·威廉三世簽訂《波茲坦條約》，後者承諾如果他未能調解法俄間的矛盾，普魯士將加入反法同盟，給予多達10萬生力軍。而位於庫圖佐夫部與卡爾大公部之間的法軍僅有10萬人，其中蘇爾特的第四軍、拉納的第五軍、帝國衛隊及輔助騎兵約5萬人位於布呂恩，達武的第三軍、莫尔捷的第八軍及輔助騎兵約5萬人位於維也納周邊。拿破崙鑑於法軍的位置非常不理想，設想聯軍各種可能的進攻路線及該如何反制。在東北面，他下令缪拉的騎兵軍分成三列部署在奧洛穆茨至布呂恩的道路，第一列由兩個輕騎兵旅位於維紹、第二列由一個龍騎兵師位於勞什尼茨、第三列由兩個重騎兵師位於普索里茨，蘇爾特的第四軍佔據普拉岑高地，拉納的第五軍、烏迪諾的擲彈兵師及帝國衛隊位於布呂恩周遭；在西北面，他下令貝納多特的第一軍分成兩列部署在布德維斯，第一列由巴伐利亞部隊組成、第二列由法國部隊位於伊格勞，負責打通往多瑙河的道路並將斐迪南大公部限制在波希米亚；在南面，他下令達武的第三軍分散，佔領布呂恩與維也納間的重要節點。

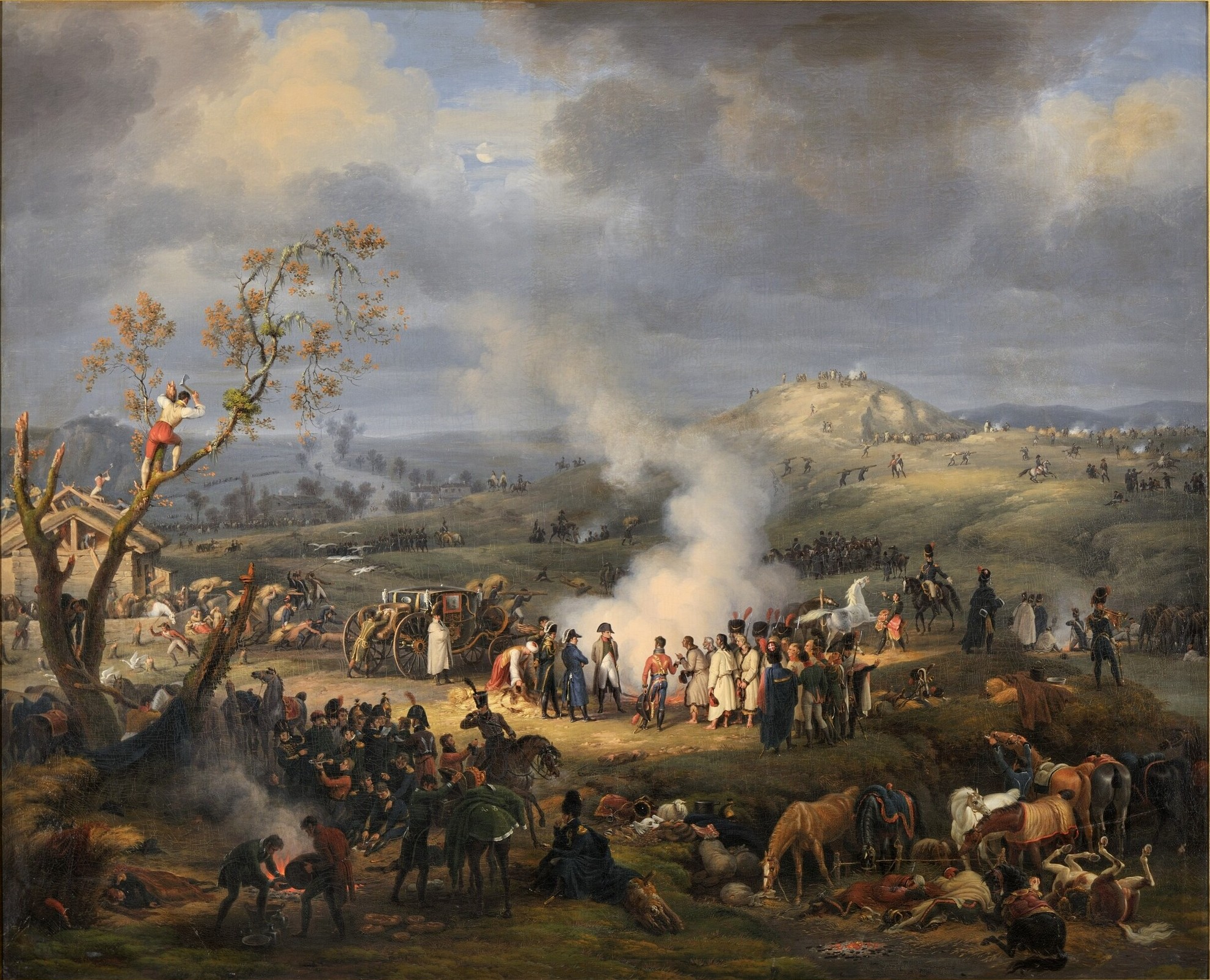
法軍軍官團在奧斯特利茨戰役

11月28日，俄奧聯軍前鋒與法軍騎兵交火後佔領維紹。拿破崙於當日下午4時得知消息後，於下午7時向貝爾納多特、達武及幾位騎兵司令發去集結命令，然後下令前哨騎兵後撤、蘇爾特軍放棄普拉岑高地撤退至哥德巴赫溪後方。拿破崙隨後派出特使薩瓦里提出要與沙皇亚历山大一世會面，營造出他並沒有要作戰的假象，並在沙皇特使多爾戈魯科夫公爵來訪時要求部隊假裝陷入混亂。12月1日，俄奧聯軍穿過奧斯特里茨村，開始爬上法軍撤出不久的普拉岑高地。拿破崙故意撤出該處並過度延展其右翼，誘使聯軍進攻該處。12月2日上午6時，法軍各部隊按照預定計劃進入起始位置，北翼為位於桑通山周圍的拉納軍、中軍為位於吉爾齊科維茨村與蓬托維茨村間的蘇爾特軍、南翼為位於哥德巴赫溪寬五公里正面的勒格朗師。而在後方，貝納多特軍將作為預備隊支援第一線部隊、繆拉預備騎兵軍將填補拉納軍與蘇爾特軍之間的缺口、烏迪諾擲彈兵師與帝國衛隊位於拿破崙總部所在的楚蘭山周遭。最後，達武軍仍在趕赴戰場，準備支援南翼的勒格朗師。12月2日上午7時，聯軍開始走下普拉岑高地進攻法軍，奧斯特利茨戰役爆發。在南面戰場，聯軍前衛金迈尔部進攻特爾尼茨村，雙方在村莊中不斷交手，聯軍直到增援抵達後於上午9時奪下特爾尼茨。與此同時，聯軍也對稍北的索科爾尼茨村及索科爾尼茨堡發動進攻，同樣在上午9時奪下兩要地，基本控制南翼哥德巴赫溪的關鍵渡河點。然而此時達武軍的弗里昂師與布爾西耶騎兵師趕到戰場，進攻特爾尼茨村及索科爾尼茨村，迫使聯軍停止渡河撤回東岸，成功以9千名法軍拖住近4萬名俄奧聯軍。在中路戰場，拿破崙觀察到普拉岑高地的動作後，於霧氣消散時下令蘇爾特元帥進攻，後者立即命令麾下的圣伊莱尔師與旺達姆師著手行動，前者進攻普拉岑高地西南部的普拉岑堡，後者進攻高地東北部的老葡萄園。法軍發動迅猛的攻勢佔領重要陣地，而聯軍迅速調動預備隊，企圖重奪普拉岑高地，雙方展開激烈的爭奪戰。俄奧聯軍在兩個小時的拉鋸戰中，多次嘗試擊退法軍未果，其陣線中央被蘇爾特軍突入，南北兩翼戰場徹底被分開。在北面戰場，法軍與聯軍的騎兵戰鬥了整個上午，直到中午後法軍步兵與騎兵發動反擊，迫使聯軍潰退。最後階段，蘇爾特軍從普拉岑高地進攻南翼的俄奧聯軍，正與達武軍對峙的聯軍腹背受敵、陷入崩潰，部分士兵涉險經冰凍的薩錢湖逃脫，部分則被殲滅，下午5時戰鬥落幕。
12月4日，拿破崙與神聖羅馬皇帝弗朗茨二世簽訂停戰協議，結束第三次反法同盟戰爭的主要戰局。12月26日，雙方簽訂《普雷斯堡和約》，奧地利帝國需支付大筆戰爭賠款、割讓威尼托與蒂羅爾、放棄其在中歐地區的影響力。這項和約導致法國附庸國義大利王國的擴張，以及神聖羅馬帝國事實上的滅亡。隔年7月，拿破崙統治的萊茵邦聯成立，成員包含被其升格的巴伐利亞王國、符騰堡王國、巴登大公國等。

### 第四次反法同盟
1805年12月15日，拿破崙派遣代表與普魯士王國代表簽署《美泉宮條約》，要求普王腓特烈·威廉三世割讓安斯巴赫、纳沙泰尔及克萊沃公國三地，並與法國結成反英聯盟，以換取後者渴望的漢諾威選侯國。1806年2月25日，普魯士同意條約並併吞漢諾威，開始對英貿易制裁。同年7月12日，拿破崙決定要組建萊茵邦聯，並得到普王的支持。然而普王後來發現拿破崙並沒有打算讓普魯士主導這個邦聯，普魯士朝堂反法情緒隨之爆發。同年7月底，普王更得知拿破崙打算重佔漢諾威，以將此地重歸英國換許英法兩國間的和平。普魯士王國遂於8月9日總動員，並於同日向俄羅斯沙皇亚历山大一世要求結盟。普王任命不伦瑞克公爵斐迪南為普軍總司令，並要求薩克森選侯國與黑森傭兵一同動員。拿破崙不曾料到普魯士會突然背棄與法國的聯盟，直到9月初得知普軍已向南推進至邊境上，遂打消讓法軍大部隊從德意志撤回本土的念頭，並下令召集1806年級的新兵。9月15日，拿破崙在知悉普軍已經進駐萨克森後下達行軍命令，要求奧熱羅的第七軍、內伊的第六軍及貝納多特的第一軍需在10月2日以前分別在法兰克福、纽伦堡和安斯巴赫集結；達武的第三軍及勒菲弗第五軍需在10月3日以前分別在班贝格和柯尼希斯霍芬集結；蘇爾特的第四軍需在10月4日以前在安贝格集結；路易·波拿巴的荷兰王国軍及莫尔捷的第八軍需擔任牽制部隊。

#### 耶拿戰役與佔領柏林
9月25日，拿破崙離開巴黎前往美因茨，然後再度啟程於10月2日抵達维尔茨堡，從贝尔蒂埃元帥手中接過指揮權。他決定將部隊分成三支並行的主力縱隊，組成能夠迅速相互增援的「營方陣」行軍陣形。10月7日，拿破崙下令法軍進入薩克森領土，穿過图林根山脈的三處通道。10月9日，法軍中軍前鋒貝納多特第一軍在施萊茨與普軍交戰，迫使後者撤至奧馬。10月10日，法軍左翼前鋒拉納第五軍在萨尔费尔德擊潰普軍，並擊斃路易·斐迪南亲王。10月11日，拿破崙得知位於北方的埃尔福特周遭聚集了大股普軍，遂下令法軍向左轉90度，試圖包抄普軍主力的側翼，切斷後者與柏林間的聯繫。他下令拉納第五軍及奧熱羅第七軍作為前鋒前往耶拿，達武第三軍作為中軍前往瑙姆堡，貝納多特第一軍與缪拉騎兵軍作為右翼前往蔡茨等地，最後蘇爾特第四軍、內伊第六軍及帝國衛隊作為主力。10月13日，拿破崙得知位於魏玛附近的普軍主力正在向北撤退後，下令主力部隊朝拉納所在的耶拿前進，以防普軍後衛部隊向其進攻，並下令達武第三軍與貝納多特第一軍向阿波尔达推進，準備從北方進攻普軍左翼。同日下午，拿破崙抵達耶拿，法軍此時已控制了耶拿旁的部分高地。

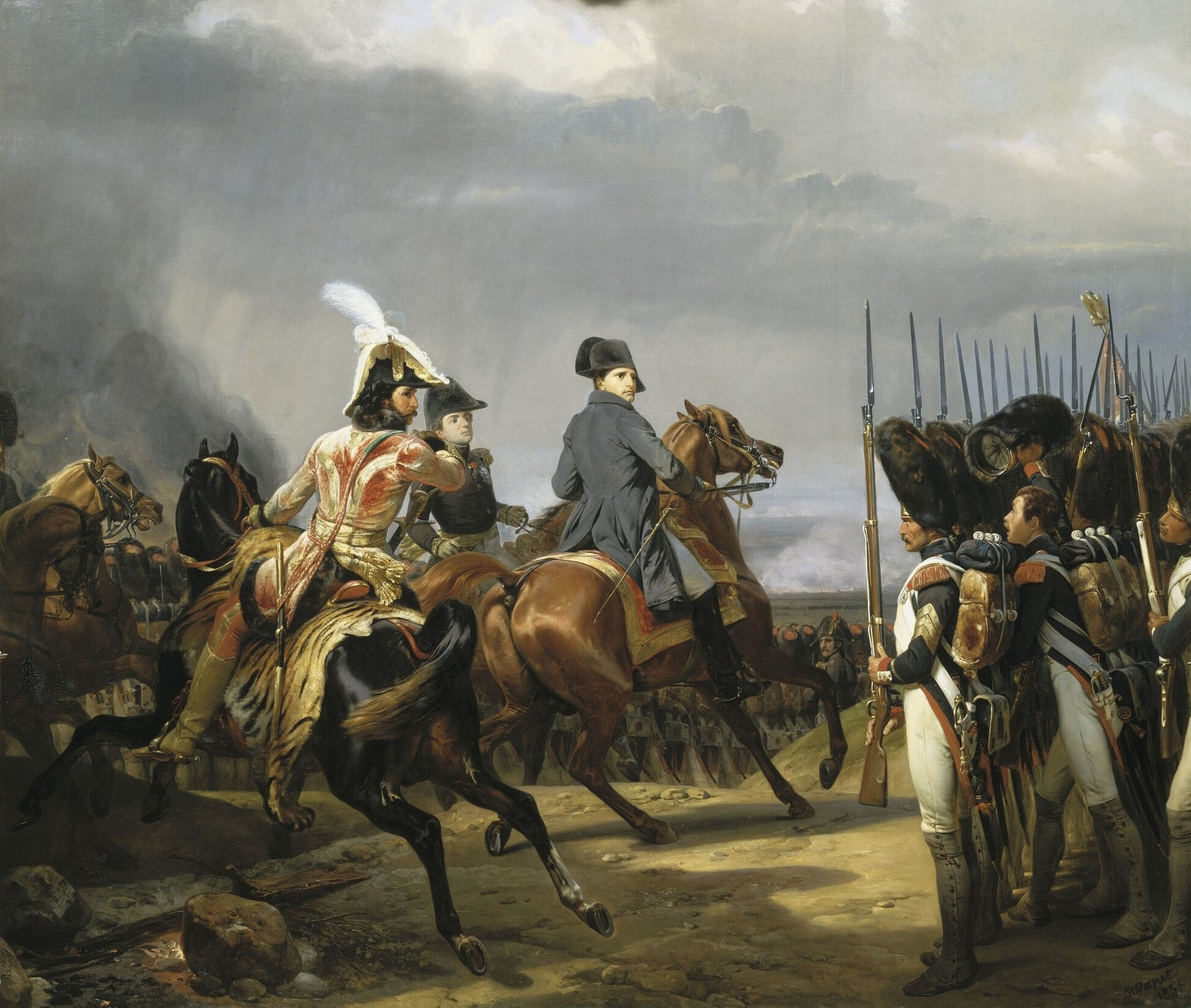
拿破崙在耶拿戰役檢閱部隊

10月14日上午6時，正面戰場的拉纳軍中的加赞師與絮歇師分別進攻據守科塞佩達村與克洛瑟維茨村的普軍，於上午9時奪下克洛瑟維茨村，並迫使普軍撤出科塞佩達村。在東面戰場，蘇爾特第四軍的圣伊莱尔師意外地與從多恩堡趕來的普軍相遇，在重整陣形後擊潰其部，並威脅到中路戰場正反攻的普軍，迫使後者向維爾岑海利根村撤退。與此同時，剛趕到戰場的內伊誤認法軍情況危急，遂未經請示即率部向普軍衝鋒，但因勢頭過猛險些陷入包圍。拿破崙隨後派遣拉纳軍、奧熱羅軍與帝国卫队前去解圍，擊退普軍救出內伊軍。之後，拉纳命令部隊散開，從各隱蔽地射擊普軍陣形，然後再向其發動正面進攻，輔以蘇爾特軍於右翼、奧熱羅軍於左翼的迂迴包抄，切斷普軍主力部隊與餘部的聯繫。中午時分，拿破崙下令總攻擊，法軍的推進使普軍不斷後撤，最終在缪拉統領的騎兵衝鋒下徹底崩潰。之後，一支從魏玛趕來的1.5萬名普軍援兵抵達戰場，但很快就遭遇到拉納軍與圣伊莱尔師的猛烈打擊，在撤退中被法軍胸甲騎兵擊潰。同日上午，北方的達武元帥因貝納多特拒絕合兵，只好率領2.6萬名法軍獨自從瑙姆堡向阿波尔达推進，但在上午7時意外地與普軍6.3萬人的主力部隊相遇。普軍出乎意料地未能突破法軍陣線，反倒被法軍的反擊擊敗，在撤退經過布特尔施泰特時與來自耶拿戰場的潰兵相遇。
拿破崙隨後將部隊分為兩部，蘇爾特第四軍、內伊第六軍與缪拉騎兵軍向北追擊普軍主力，貝納多特第一軍與達武第三軍則劍指柏林。10月16日，缪拉與內伊在爱尔福特俘虜1.2萬名普軍。10月17日，貝納多特在哈雷大敗普軍。10月24日，法軍騎兵進入柏林，而達武軍在隔日因其功績在城中勝利閱兵。10月28日，缪拉在普伦茨劳迫使1.4萬名普軍殘部投降。10月29日，拉薩爾輕騎兵旅在帕瑟瓦尔克與斯德丁之降俘虜近1萬名普軍。11月6日，三支法軍進攻呂貝克，在兩日中殺傷或俘虜近2萬名普軍。11月8日，內伊軍在馬德堡迫使2.5萬名普軍投降，普軍至此已有14.5萬人被殲滅。11月21日，拿破崙簽署《柏林敕令》創建「大陸體系」，意圖切斷英國與歐洲大陸間的貿易，迫使英國和談。

#### 冬季戰局與弗里德蘭戰役
11月24日，拿破崙離開柏林，跟上逐步推進至波兰的法軍大部隊，準備與從東面進軍的俄軍交戰。然而後者決定避其鋒芒，撤退過维斯瓦河，讓法軍於11月28日輕鬆佔領华沙。法軍進入波蘭地區後，補給能力與行軍條件大幅下降，而俄軍的兩個主力軍團本尼希森軍團與布克斯赫夫登軍團則因將軍相處不睦、缺乏人力，並不打算在總司令米哈伊爾·卡緬斯基抵達前與法軍交戰。之後，拿破崙將部隊分為兩翼，右翼達武第三軍、拉納第五軍及奧熱羅第七軍前往华沙附近與维斯瓦河上游，左翼貝納多特第一軍、內伊第六軍及蘇爾特第四軍前往托伦，缪拉騎兵軍則位於兩翼之間。10月23日晚，拿破崙下令達武第三軍的莫朗師夜襲恰尔诺沃的俄軍陣地，其餘部隊也在別處擊退俄軍，突破弗克拉河，迫使俄軍大部隊向東渡過納雷夫河撤退。10月26日，雙方分別在戈維明與普烏圖斯克爆發戰鬥，法軍在前處以優勢兵力壓制俄軍，迫使其於夜晚時撤出陣地；在後處則僅以拉納第五軍進攻兩倍於己的俄軍大部隊，不過其雖然深陷危局，但在達武第三軍的居丹師抵達後穩住陣腳，直到夜間俄軍司令本尼希森下令撤退。1807年1月，雙方皆進入冬營狀態，就地修整等待再戰。

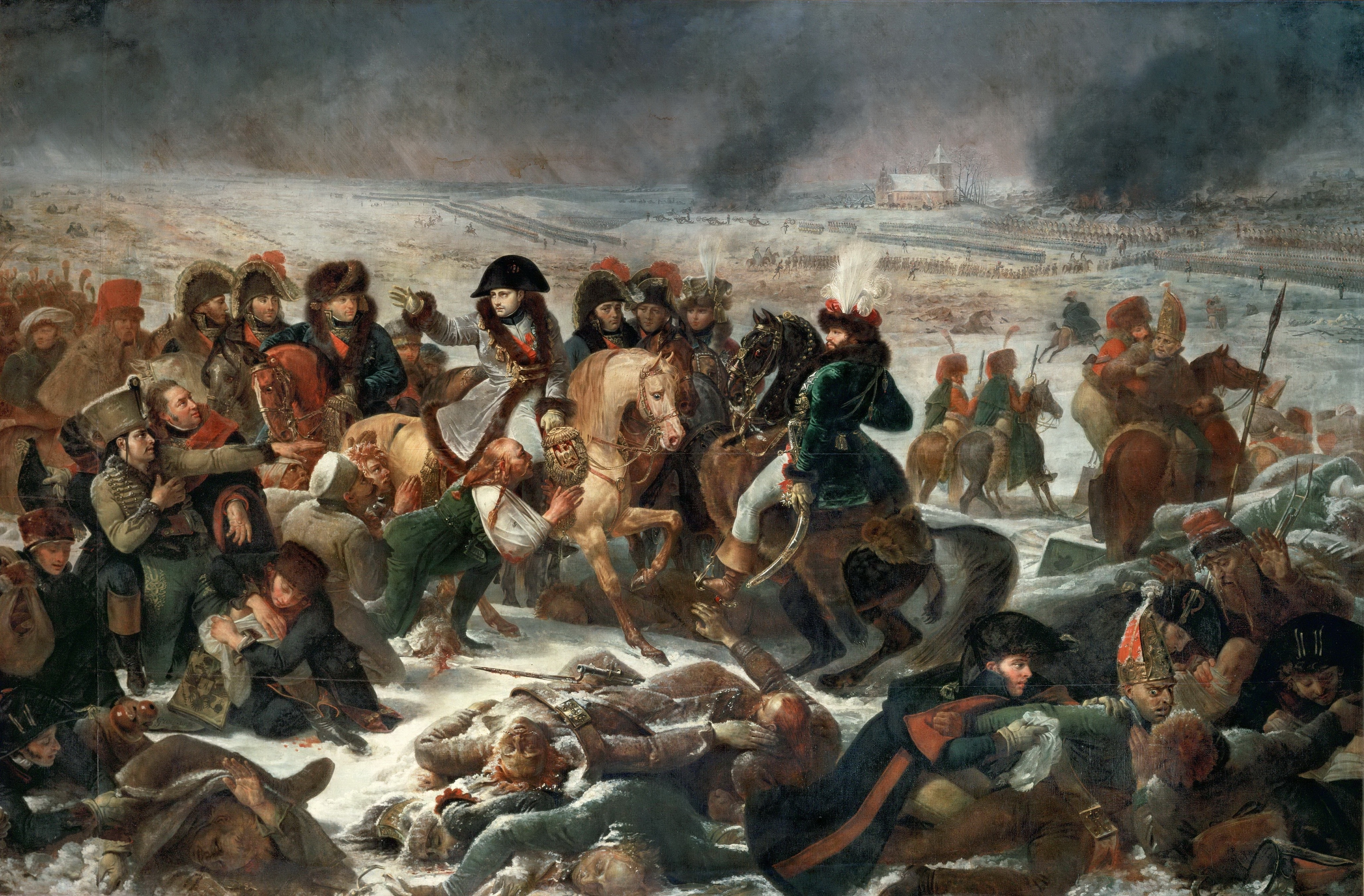
《拿破崙在埃勞的戰場上》

然而第六軍軍長内伊元帥出於其部隊所在地環境糟糕，決定向東北方向尋找更佳的地區，並在得知該方向僅有些許聯軍部隊後，下令直接進攻柯尼斯堡。之後，拿破崙遲來的冬營命令到達他的指揮處，使其決定趕緊向後撤退，但已發現其蹤跡的聯軍總司令本尼希森遂下令圍殲內伊第六軍。內伊隨後向貝納多特元帥求援，後者於1月25日在莫倫根進攻俄軍前鋒，成功擊退後者使法軍脫離危險。拿破崙得知目前情況後決定圍殲俄軍主力軍團，下令內伊第六軍及貝納多特第一軍繼續向西撤退，誘敵深入，而主力部隊則迅速北上，切斷俄軍退路。然而法軍總部傳給貝納多特的信件被意外攔截，本尼希森遂得知他的作為是「盲目地衝向毀滅」，立刻下令部隊向東撤退。俄軍最終撤退至普魯士-埃勞城附近，在城後建築了一個由西北向東延伸的陣地。2月7日，法軍與巴格拉季昂指揮的俄軍後衛部隊就埃勞城爆發殘酷的爭奪戰，最終在夜晚攻佔該城。儘管法軍與俄軍的人數懸殊，拿破崙仍決定在2月8日進攻，期盼其正面部隊能在其餘部隊抵達前拖住俄軍。2月8日上午8時，俄軍砲兵開始轟擊法軍陣線，埃劳战役爆發。拿破崙下令蘇爾特軍與奧熱羅軍開始進攻俄軍正面，以助達武軍對俄軍左翼的迂迴攻勢。上午10時，蘇爾特軍的圣伊莱尔師與奧熱羅軍頂著暴雪進攻俄軍左翼正面，但奧熱羅軍卻因為風雪偏離了預定方向，直接地步入雙方砲兵的火網之中。該軍的德雅爾丹師意外地衝入俄軍之中，很快就因為來自多方的打擊而潰退，而歐德雷師也同樣被俄軍擊潰，全軍不到一小時即傷亡超過5,000人。拿破崙隨後下令缪拉立刻對俄軍反擊，以補上法軍中路的缺口，後者遂率三個騎兵師向俄軍衝鋒，其中多普爾胸甲騎兵師迅速切開俄軍陣型，但也因勢頭過猛反被包圍。拿破崙於是再派出近衛騎兵衝擊俄軍陣線，成功救出被包圍的胸甲騎兵師，之後雙方中路的作戰陷入僵局。中午過後，達武軍與蘇爾特軍的圣伊莱尔師迂迴突破俄軍左翼陣線，迫使其放棄村莊撤至中路高地，本尼希森趕忙調派部隊前去增援，但未能阻止法軍繼續推進。然而此時普軍萊斯托克部抵達戰場，使聯軍多出一支生力軍，得以將部隊投入已瀕臨崩潰的左翼，開始反攻達武軍。而法軍内伊軍卻也在不久後抵達，使聯軍決定暫緩進攻，雙方在下午10時結束戰鬥。俄軍在晚間撤出戰場，而法軍則停留幾天後移動至帕薩格河與维斯瓦河下游間。

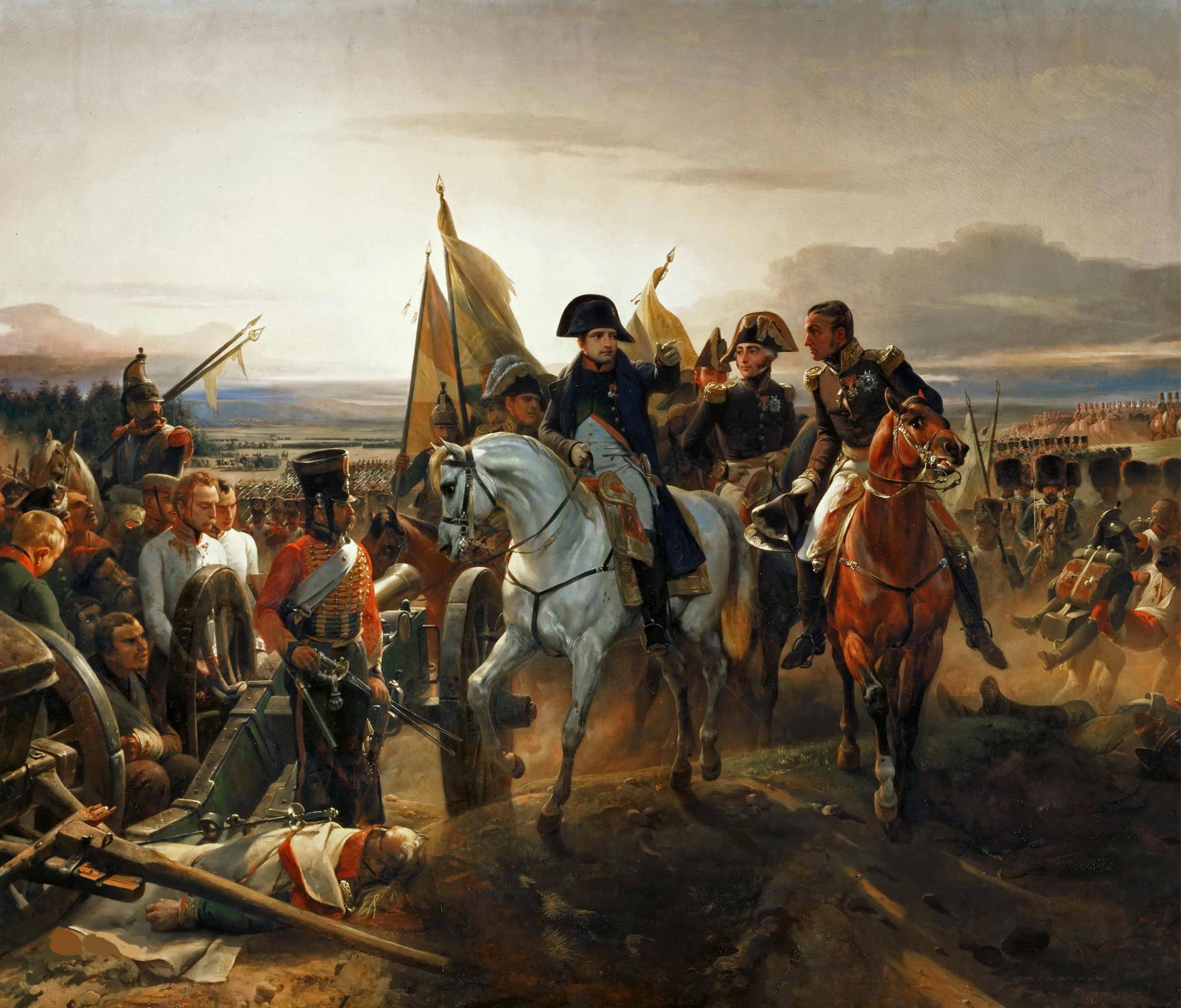
弗里德蘭戰役中的拿破崙

拿破崙開始就新一輪的戰役做準備，除派遣勒菲弗第十軍圍攻但澤外，他還加緊從國內提前徵招1808年度的新兵及從附庸國中動員部隊，並將前線部隊調至後方休養，使法軍總兵力在1807年5月時遠超聯軍。5月30日，俄軍總司令本尼希森得知但澤要塞已經淪陷，遂決定先向法軍進攻，以免落入被動局面。6月上旬，俄軍主力從多方向進攻孤立突前的内伊第六軍，試圖將後者殲滅。然而俄軍的攻勢並不協調，讓內伊得以倚靠地形穩健防守，成功從帕薩格河東岸撤回西岸。6月9日，隨著拿破崙抵達一線戰場，本尼希森下令俄軍撤回海爾斯貝格。拿破崙隨即下令部隊追擊，雙方於隔日在海爾斯貝格爆發戰鬥，法軍多次進攻仍未能突破俄軍陣地，雙方再度陷入僵持狀態。然而本尼希森在聽聞達武軍已經迂迴至其右翼後，下令全軍放棄陣地撤退過阿勒河。之後，拿破崙將部隊分為兩部，達武軍、蘇爾特軍及缪拉騎兵軍向北前往攻佔柯尼斯堡，其餘部隊則繼續向東。6月13日，法軍大军团前鋒拉納預備軍在弗里德蘭與俄軍後衛交火，本尼希森因受迫於沙皇亚历山大一世要求其與法軍決戰的命令，決定趁法軍兵力薄弱，集中兵力進攻該部。拿破崙得知消息後下令部隊全速增援，於6月14日下午抵達戰場。下午5時，拿破崙下令主力部隊進攻俄軍南翼，內伊軍先穿過森林向俄軍衝鋒，其後維克托軍的杜邦師也發動進攻，該軍之砲兵司令塞納蒙下令砲兵走在部隊最前，其麾下砲兵不斷向前移動及射擊，發射的霰彈重創俄軍部隊，使後者逐漸潰退。下午8時，法軍攻入弗里德蘭鎮內，雙方繼續激烈交火直至11時。
1807年6月19日，俄軍總司令本尼希森向法軍求和，雙方於21日正式停火。6月25日，拿破崙與沙皇亚历山大一世在蒂爾斯特附近的停火線涅曼河中央上的木筏會面，而普王腓特烈·威廉三世則無緣參與。兩者在第一天暢談了兩小時，然後在隔天邀請普王參與會議。之後幾天夜裡，拿破崙與沙皇間談論許多哲學、政治和戰略議題，直到法俄雙方於7月7日簽訂和約後結束。這紙條約與9日法普雙方簽訂的和約一起，被統稱為《提爾西特條約》。此條約宣告法國與俄羅斯結盟，雙方分別統治西、東半歐洲。俄羅斯與普魯士加入大陸體系；易北河以西的普魯士領土成為獨立的威斯特法倫王國，由拿破崙的幼弟熱羅姆統治；原屬波蘭的普魯士領土成為獨立的華沙公國，由拿破崙的盟友薩克森國王弗里德里希·奥古斯特統治。普魯士領土減少三分之一，僅剩450萬人口，兵力被限制在4.2萬人，並需賠付1.2億法郎。

### 入侵西班牙
1807年提爾西特條約簽訂後，拿破崙決定擴大大陸封鎖體系，將征服葡萄牙視為當務之急。1807年10月27日，法國與西班牙簽訂楓丹白露條約，法西兩國將派出聯軍進攻葡萄牙，並將其拆分成三個國家。法軍將領朱諾率軍越過比利牛斯山與西班牙合兵後，於11月30日進入里斯本。葡萄牙王室流亡巴西後，法國的盟國西班牙陷入了政治危機，國王卡洛斯四世與其子费尔南多相互爭鬥，拿破崙開始掌控西班牙的政局。1808年3月17日阿蘭胡埃斯爆發起義，卡洛斯四世與其首相曼努埃爾·戈多伊被推翻，19日费尔南多王子即位。幾天後，原就控制許多西班牙城鎮的法國軍隊佔領馬德里。5月2日，正當拿破崙在巴约讷會見卡洛斯與费尔南多父子時，馬德里爆發民眾起義，而拿破崙在幾日後便將哥哥约瑟夫扶上西班牙王位。隨後西班牙全國接連爆發起義，法軍未能如設想一般控制西班牙。杜邦將軍指揮的1.8萬法軍於7月19日在拜倫投降，朱諾將軍的部隊也在8月被韋爾斯利趕出葡萄牙，歐洲開始脫離法蘭西帝國的控制。

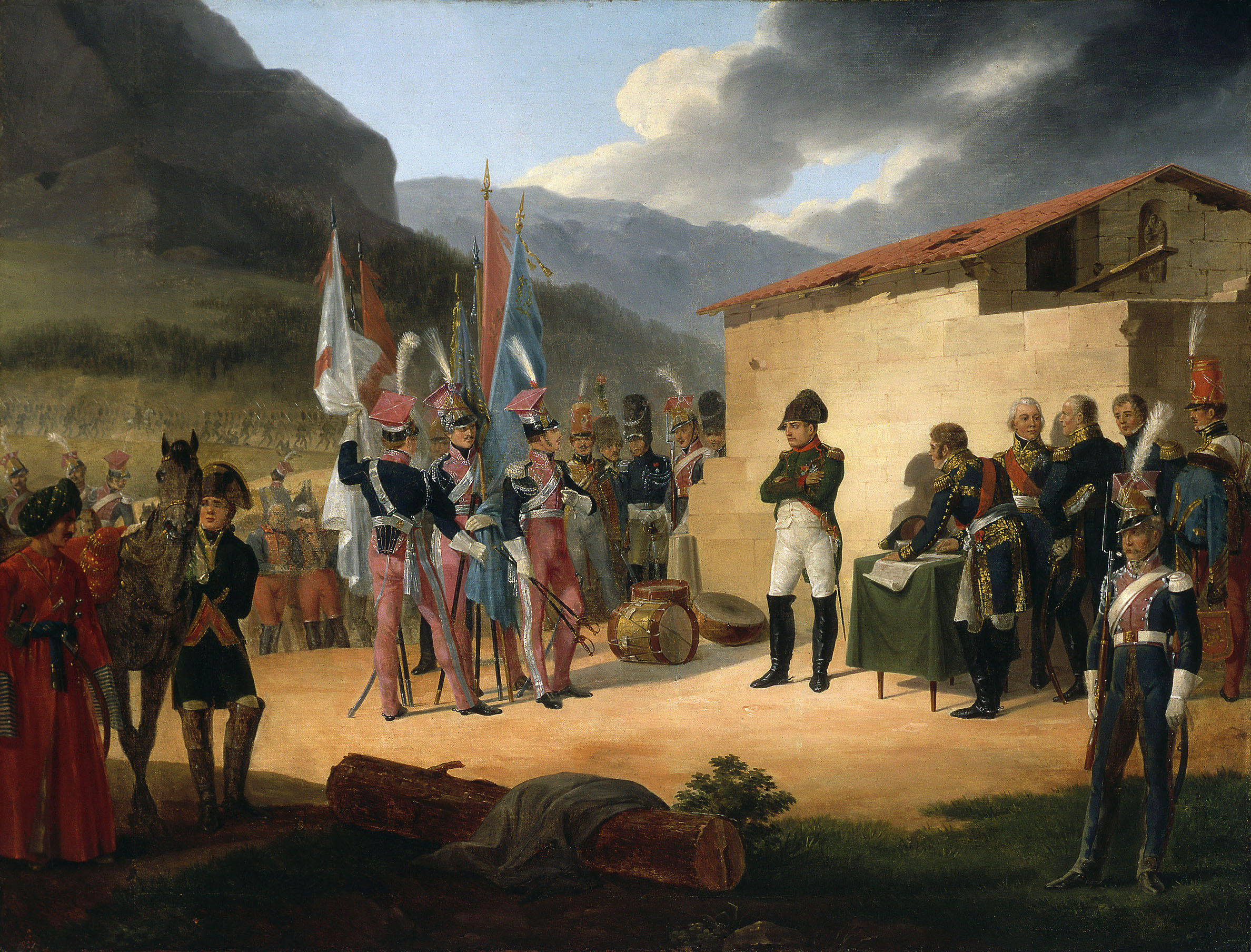
圖德拉戰役後的拿破崙

震怒的拿破崙決定親自干預西班牙戰場，他先在與俄羅斯沙皇亞歷山大一世會面的會談中認可俄羅斯對芬蘭與波蘭的控制，接著威嚇普魯士與奧地利，還向英國提出和平協議，以防止他國干涉。之後，他解散「大军团」，將該軍團中的13萬人調至西班牙戰場，與8萬新軍組成新成立的西班牙軍團（Armée d'Espagne）。這支軍團將面對12.5萬人的西班牙一線部隊、8萬人的西班牙二線部隊、民兵以及遠道而來的英國部隊。拿破崙計劃勒菲弗第四軍與維克托第一軍進攻布萊克的部隊，內伊第六軍與蒙塞第三軍進攻卡斯塔尼奧斯與帕拉福斯的部隊，將西班牙軍隊的兩翼殲滅，而他本人則率領主力部隊進攻西班牙中路。然而由於勒菲弗的冒進，布萊克的部隊免於覆滅的命運。儘管如此，維克托軍還是在11月10日追上布萊克的部隊，在埃斯皮諾薩將其擊潰。與此同時，蘇爾特元帥指揮的主力部隊前鋒在加莫納爾戰役打垮西軍，使西班牙中部地區門戶大開。在右翼與中路都取得成功後，拉納元帥指揮的第三軍也在幾天後的圖德拉戰役擊潰敵軍，瓦解左翼的威脅。11月30日，法軍中的波蘭騎兵在索莫謝拉戰役中，以一個中隊之力奪下四個西班牙炮兵陣地，打通通往馬德里的道路。12月4日，拿破崙進入西班牙首都馬德里。
拿破崙決定繼續征服西班牙南部與葡萄牙，抵達不久的莫爾捷第五軍與第三軍會合，投入血腥的薩拉戈薩圍城戰；聖西爾第七軍前往巴塞罗那，開始征服加泰罗尼亚地區；蘇爾特的部隊前往卡斯蒂利亚與莱昂地區，鎮壓當地的起義；勒菲弗第四軍與維克托第一軍分別向里斯本與塞维利亚推進。11月28日，英國遠征軍司令約翰·摩爾下令西班牙地區的所有英軍避戰。然而摩爾因為一些錯誤情報，決定取消撤退，在薩拉曼卡集中兵力後主動向北朝拿破崙進攻。拿破崙發現摩爾的行蹤後，立即集中兵力試圖殲滅這支部隊，摩爾的部隊被迫向科魯尼亞撤退。1809年1月1日，拿破崙將追擊英軍的任務轉交給蘇爾特元帥，改為處理其他重要事務。1月16日，法軍與英軍在科魯尼亞爆發戰鬥，英軍司令摩爾意外斃命，英軍搭乘艦隊撤離。法軍在1808年的雷霆一擊雖重創了西班牙正規軍，但並未瓦解西班牙的抵抗，最終讓此地成為法蘭西帝國崩潰的推手。

### 第五次反法同盟

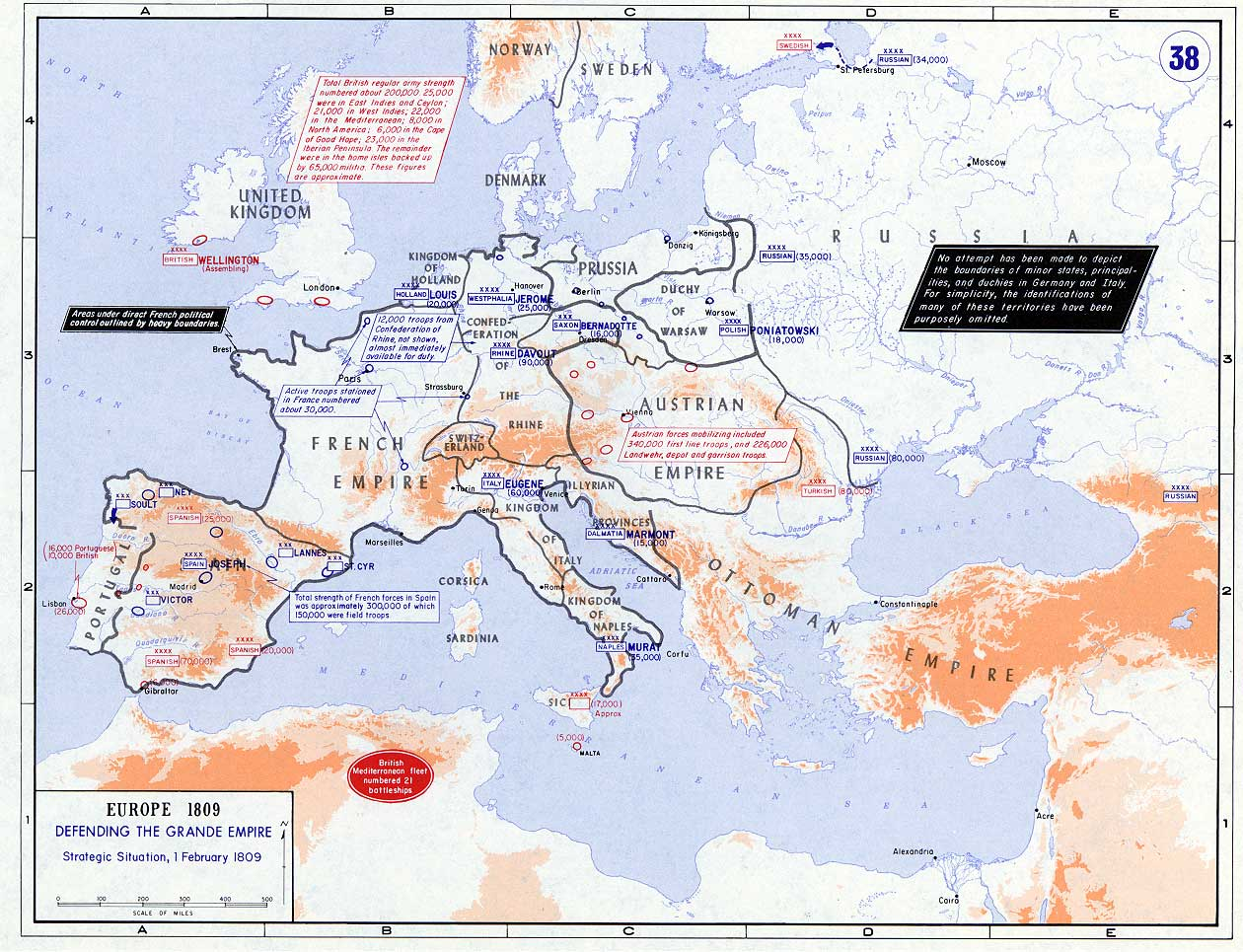
1809年初欧洲的战略形势图

1808年10月，拿破崙解散「大軍團」，從德意志地區撤出10.8萬人，以支援在西班牙作戰的法軍，剩餘部隊7.5萬人則改組為「萊茵軍團」，由達武元帥指揮。這讓奧地利帝國中的主戰派在朝堂上聲勢大振，並得到皇帝法蘭茲二世的支持。奧軍總司令卡爾大公雖對能否成功有所懷疑，但還是接受奧皇的決策開始備戰及動員部隊。第五次反法同盟正式成立，成員國包含奧地利、英國、葡萄牙、西班牙、西西里及薩丁尼亞等國，但主要由奧地利負責對法戰爭。1809年1月23日，拿破崙回到巴黎，提前徵招1810年度的新兵，為即將爆發的中歐戰事籌組兵力，並要求法國的德意志盟國必須動員，將部隊置於法軍指揮下。他指派貝爾蒂埃為新成立的「德意志軍團」司令，在3月30日為他擬定好面對戰況時的作戰策略。該策略共有兩套方案：ㄧ、如奧軍在4月15日後進攻，法軍將分成四個集團：達武的第三軍部署在纽伦堡以北，拉納的第二軍與貝西埃的騎兵預備隊部署在雷根斯堡，勒菲弗的第七軍掩護慕尼黑到施特勞賓附近的多瑙河地帶，馬塞納的第四軍部署在奧古斯堡以北的萊希河。二、如奧軍在4月15日前進攻，法軍將集中在多瑙沃特、英戈尔施塔特與奧古斯堡區域。

#### 雷根斯堡戰役
1809年4月10日上午3時至4時時分，奧地利陸軍越過國界進攻法國盟國巴伐利亞。奧軍的進展十分順利，僅有惡劣的道路狀況與凍結的雨水減緩了他們的推進速度，其在4月15日已兵臨伊薩爾河。拿破崙對奧軍的進展感到驚訝但並不擔憂，因為他認為他早已將對敵方案詳述給「德意志軍團」司令貝爾蒂埃，然而後者搞錯了兩套方案的使用，下令法軍無目的地行軍與反行軍，使部隊陷入混亂與危機。奧軍主力即將直插雷根斯堡以南的破口，並向孤立在雷根斯堡的達武第三軍進攻。4月17日上午4時，拿破崙抵達多瑙沃特，在收到局勢報告後開始調度，利用第三軍與第七軍牽制住奧軍，其餘法軍則向奧軍主力後方進攻。

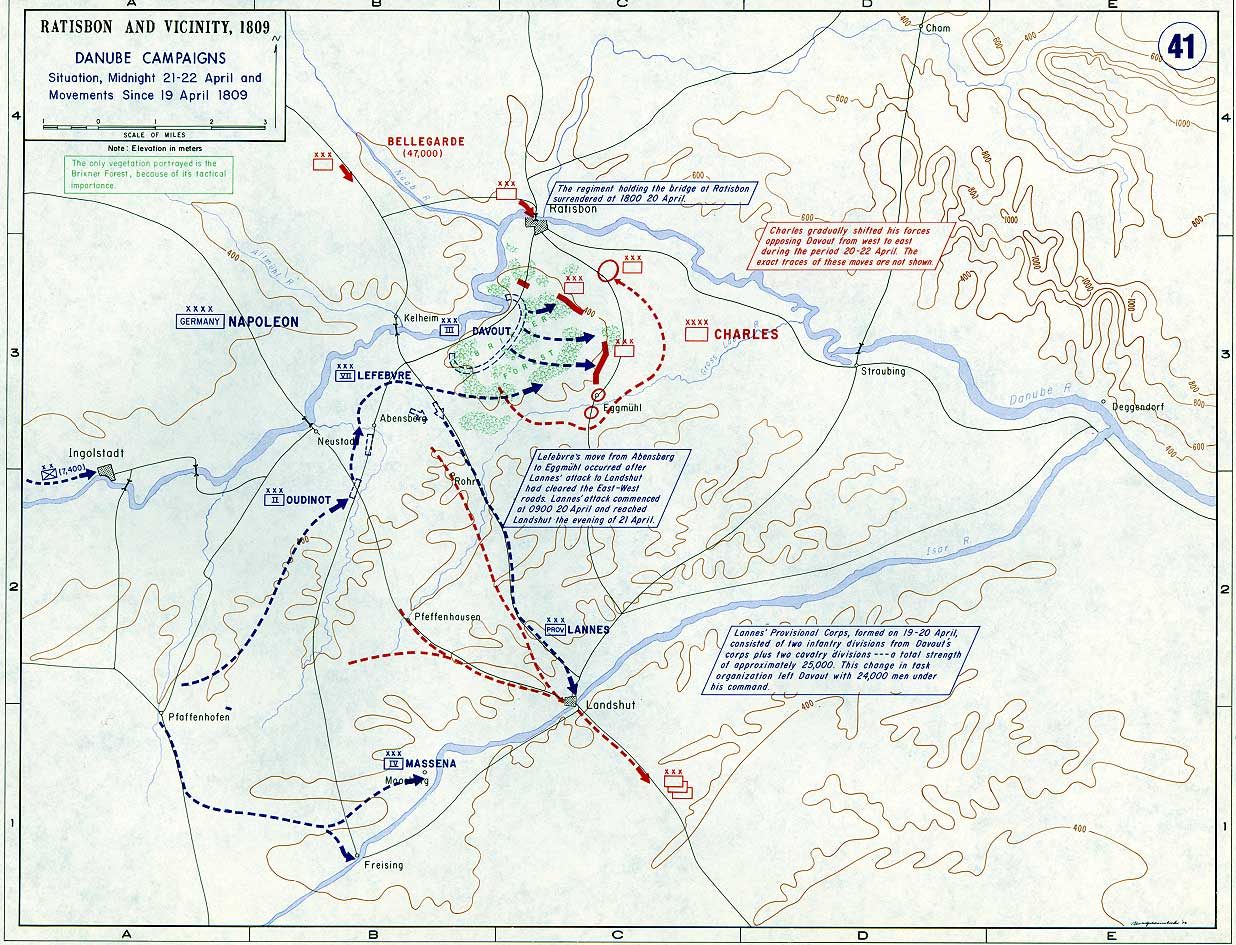
埃克米爾戰役，1809年4月

4月19日，從雷根斯堡向西南撤退的達武第三軍在托伊根-豪森遭到奧軍攔截，然而法軍成功擊敗兩倍與己的敵軍，打通與大部隊會合的道路。4月20日，拿破崙在阿本斯貝格之戰中粉碎奧軍的左翼部隊，迫使該部隊撤退超過12公里，並與大部隊分開。拿破崙遂誤以為他打擊的是奧軍主力，決定繼續追擊，在4月21日的蘭休特戰役後將敵軍驅過伊薩爾河。4月22日，拿破崙收到達武的求援信，得知埃克米爾的法軍正被卡爾大公親率的奧軍主力進攻。拿破崙率部急行軍至北，襲擊卡爾大公的側翼，驚訝的奧軍向雷根斯堡的多瑙河橋頭潰退。4月23日，追擊的法軍在雷根斯堡與卡爾大公的後衛交戰，最終奪下整座城市與渡橋，奧軍撤往波希米亞。法軍在數天的戰役中贏得五場戰鬥，以自身損失1.6萬人的代價，給予奧軍4.5萬人至5萬人的損失，奧軍僅因控制著雷根斯堡才沒有被殲滅。拿破崙於日後憶及此役時，曾譽之為其「平生最偉之戰」，蓋因其於數日之間徹底逆轉戰局走勢。
拿破崙戰勝之餘威，於4月24日決意進軍維也納，而不是追擊卡爾大公的主力軍團。乃以馬塞納第四軍擔任前衛部隊，命其追擊先前撤退的奧軍左翼。4月27日馬塞納渡過因河，至5月3日於埃伯斯貝格迫使奧軍撤退。5月8日，被追擊的奧軍部隊渡過多瑙河與卡爾大公的主力會合。5月13日，在拿破崙離開巴黎的三十天後，法軍攻陷奧地利帝國首都維也納。

#### 阿斯珀恩-埃斯靈與瓦格拉姆

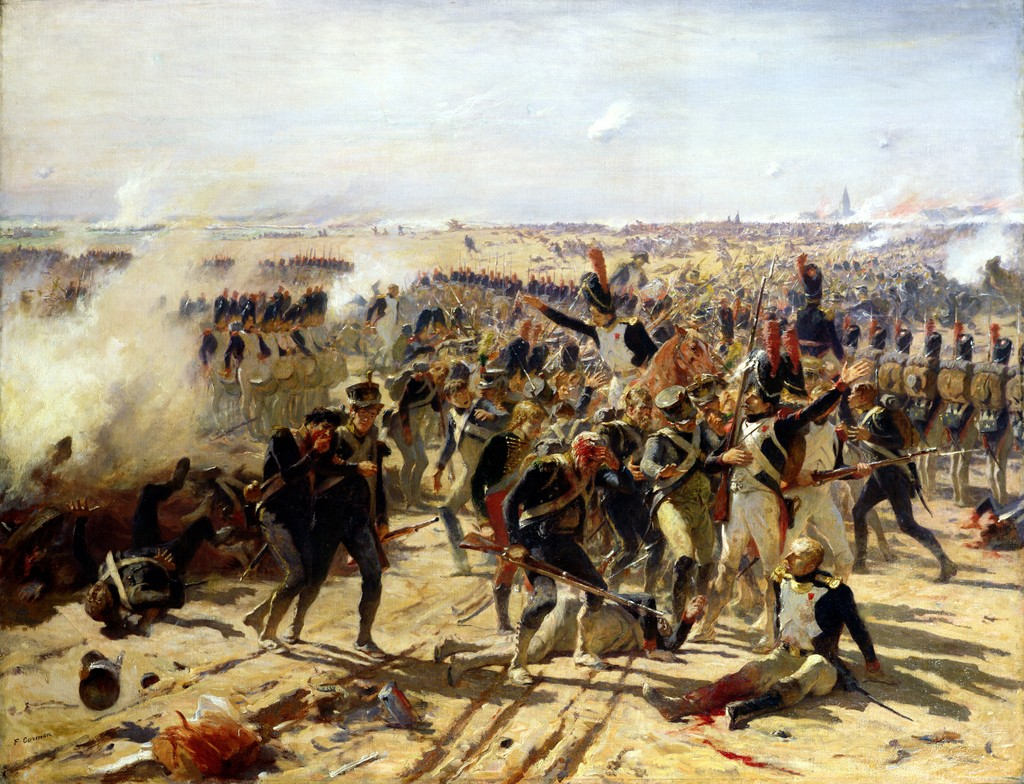
阿斯珀恩-埃斯灵之战

拿破崙攻陷維也納之舉，重創奧地利的戰爭潛力，並震懾潛在的反法同盟成員，但未能迫使卡爾大公在多瑙河以南與其決戰。他原先冀望經維也納渡過多瑙河之計，也因奧軍摧毀所有渡橋而破滅。之後，法軍選定多瑙河上的洛鮑島為新渡河點，周密準備後於5月19日佔領該島，然後繼續架橋前進，於5月20日佔領北岸的阿斯珀恩村與埃斯靈村。同日下午3時，卡爾大公得知法軍正在渡河，於是下令全軍向前推進，布陣成長12公里的弧線。8月21日，卡爾大公下令進攻已經過河的法軍，奧軍主力軍團（Hauptarmee）擁有多達9.8萬人和292門火砲，而馬塞納元帥指揮的北岸法軍只有2.4萬人和40門火砲（包含三個步兵師、4,500名輕騎兵與2,500名重騎兵）。此時拿破崙準備調兵支援馬塞納時，洶湧的多瑙河衝垮了法軍的渡橋。他於是改變法軍的部署，下領馬塞納指揮莫利托師與勒格朗師把守阿斯珀恩村，拉納指揮布代師把守埃斯靈村，貝西埃指揮騎兵部隊部署在兩村之間。兩軍交鋒後，阿斯珀恩村的法軍在重壓下丟失了部分村莊的控制權，而埃斯靈村的法軍繼續掌握全村。當日夜晚10時，法軍修復渡橋，北岸法軍增加至7.1萬人（6萬步兵與1.1萬騎兵）和152門火砲。5月22日，馬塞納在凌晨7時重奪阿斯珀恩村，拉納挫敗奧軍進攻埃斯靈村的部隊，拿破崙準備發動一次中路攻勢。拉納率領的第二軍在重騎兵的支援下，向奧軍中路衝擊，然而法軍的進攻很快就被阻止，且此時法軍的渡橋再度被摧毀。下午時分，雙方又再次在兩個村中交戰，法軍繼續控制著埃斯靈，而在阿斯珀恩與奧軍交纏。下午4時，拿破崙決定撤回洛鮑島，由馬塞納掩護大部隊撤退。阿斯珀恩-埃斯靈之戰令奧軍傷亡2.3萬人，而法軍則為2萬人，其中包含拿破崙的好友拉納元帥。

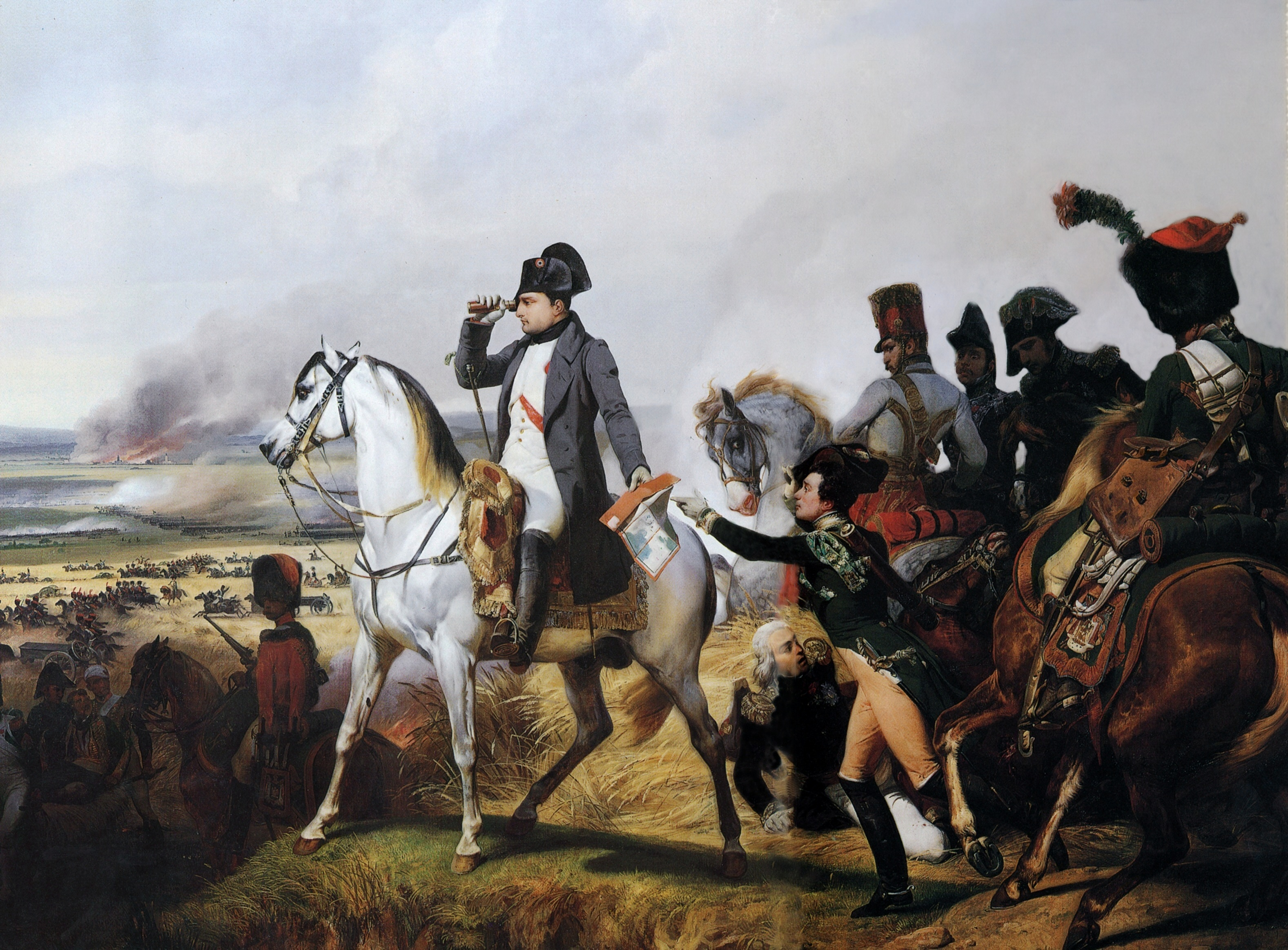
拿破崙在瓦格拉姆之戰

拿破崙於5月下旬下令除第四軍外的法軍撤出洛鮑島，回到多瑙河南岸。法軍在接下來的六週中將許多火砲移至洛鮑島，並召集了馬爾蒙的達爾馬提亞軍、貝納多特的第九軍、歐仁親王的義大利軍團（下轄麥克唐納軍和格勒尼耶軍）與弗雷德的巴伐利亞師，這些部隊加上先前抵達的達武第三軍，讓法軍激增至17.2萬人與475門火砲。7月4日夜晚法軍開始行動，超過15萬人與400門火砲在24小時內渡過多瑙河，在7月5日夜晚前奪下阿斯珀恩村與埃斯靈村。法軍推進至馬希費爾德平原，開始向瓦格拉姆的奧軍發動進攻，但由於指揮系統的出錯，法軍各部隊並未同時展開行動，數次攻勢都以失敗告終。7月5日深夜，先前尚未過河的馬爾蒙軍與巴伐利亞師也抵達戰場，拿破崙調整部署，將馬塞納軍從左翼調往中路，留下該軍的布代師把守法軍的左翼阿斯珀恩村，達武軍所在的右翼則將作為主攻方向，發動側翼攻勢席捲奧軍的陣線。7月6日上午4時，奧地利第四軍對達武軍發動進攻，成功驅離達武的前衛部隊，但其餘法軍部隊迅速增援，孤立的奧地利第四軍深陷險境，卡爾大公下令該部隊撤回初始位置。之後，奧軍第一軍擊潰中路的貝納多特軍，佔領阿德克拉村。左側的馬塞納軍立即前往支援，阿德克拉村數次易主，最終被馬塞納奪回。與此同時，孤立的布代師在左翼直面奧軍第六軍的進攻，放棄了阿斯珀恩村與埃斯靈村，奧軍第三軍也行軍至馬塞納軍的側翼，法軍的左翼與中路瀕臨崩潰。拿破崙隨即做出一系列「創造軍事歷史」的決策，他告知右翼的達武軍準備發動側翼進攻，並下令馬塞納軍撤出重要的阿德克拉村，向左轉90度前往阻擊左後方的奧軍第六軍；麥克唐納軍的三個師也向左轉90度，組成空心方陣向奧軍中路反擊；勞里斯頓的砲兵部隊組成超過100門火砲的大砲陣，負責掩護馬塞納部隊留下的巨大缺口與支援麥克唐納部隊的進攻；烏迪諾軍則在達武軍進攻後，向奧軍的高地衝鋒。之後，法軍投入除了老近卫军外的全部部隊，奧軍陣線全線受阻，下午2時30分卡爾大公下令撤退。瓦格拉姆之戰是當時歐洲最大規模的戰役，兩支軍隊在戰役中共傷亡與被俘將近7.4萬人。法軍在戰鬥中精妙的機動作戰，體現拿破崙在大規模戰役的天才和法軍出色的指揮層與基層素質。
7月9日，拿破崙得知撤退中的奧軍主力軍團（Hauptarmee）正經過茲奈姆；7月10日，馬爾蒙率第十一軍追上奧軍，他為了阻止奧軍繼續撤退，下令其部進攻三倍兵力的奧軍。7月11日，拿破崙與馬塞納率軍抵達戰場，將兵力劣勢拉低至二比一。當日夜晚，雙方宣布停火，並在12日簽署停戰協議。然而奧地利皇帝法蘭茲一世隨後否決掉這項協議，因為他認為4萬名英軍剛在荷蘭瓦爾赫倫島登陸，奧地利可能在求和前取得更好的談判地位，但這次遠征以災難告終，奧地利只得在9月時開始談判。1809年10月14日，法國與奧地利簽訂《申布倫條約》，奧地利損失350萬人口，兵力被限制在15萬人，並被迫加入大陸體系。拿破崙隨後於12月16日因帝國繼承人問題與约瑟芬·德·博阿尔内離婚，並於1810年4月1日與奧地利公主瑪麗·路易絲結婚。

### 俄法戰爭

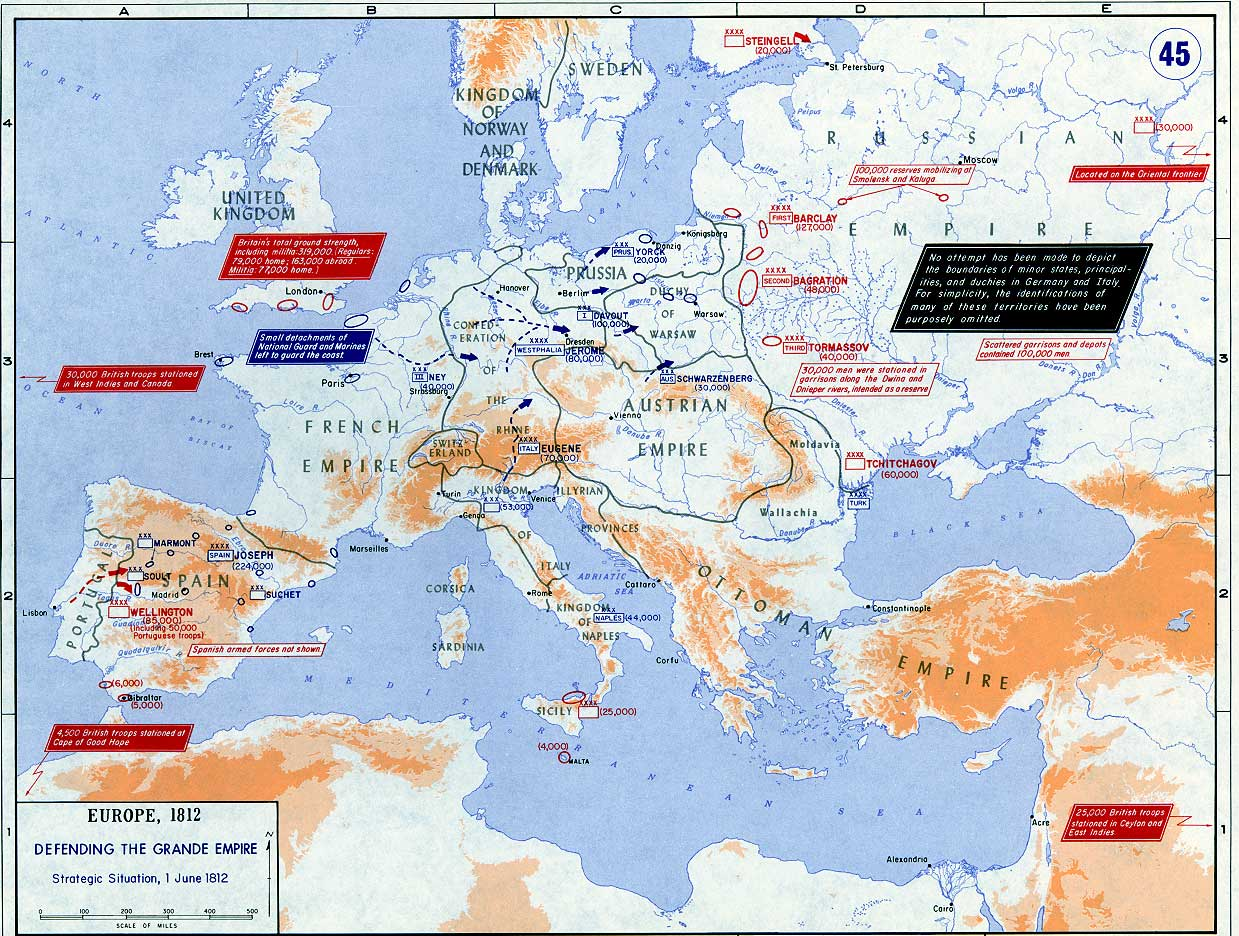
1812年初歐洲的戰略形勢圖

1810年法俄同盟之間的嫌隙開始擴大，主要問題出自兩國對波蘭問題的不同看法，以及俄羅斯經濟在大陆封锁體系下面臨的困境。俄羅斯瀕臨崩潰的經濟迫使其放開對中立國與英國的貿易，這一舉動嚴重違反拿破崙建構的大陸體系，法軍準備對俄羅斯帝國發動大規模入侵。法俄兩國在明白戰爭不可避免後，都開始了雙方有史以來最大規模的備戰計劃。俄羅斯在1810年開始將法國視為敵人後，針對將採取進攻或防守戰略發生了激烈的辯論，直到1812年才決定採用防守戰略。1810年9月，沙皇亞歷山大一世批准巴克萊-德托利的建議，同意擴充軍隊、實施深層的軍事與社會改革，俄軍正規軍到1812年6月時已有60萬人在列。拿破崙徵招了1811年與1812年的新兵與北德意志地區的駐軍，組成十二個軍（八個普通軍與四個騎兵軍），在維斯瓦河谷組建了一個大型後勤基地，並在但澤、斯德丁、华沙等地組建了後勤基地與車隊，供給整個「大軍團」40天的戰役補給。拿破崙希望儘早與俄軍接觸，於三週內在邊境區域取得決定性勝利。整個大軍團在1812年春共有60萬人、1,372門火砲與18萬匹馬，其中一半的部隊都來自於法蘭西帝國的盟友。

#### 入侵

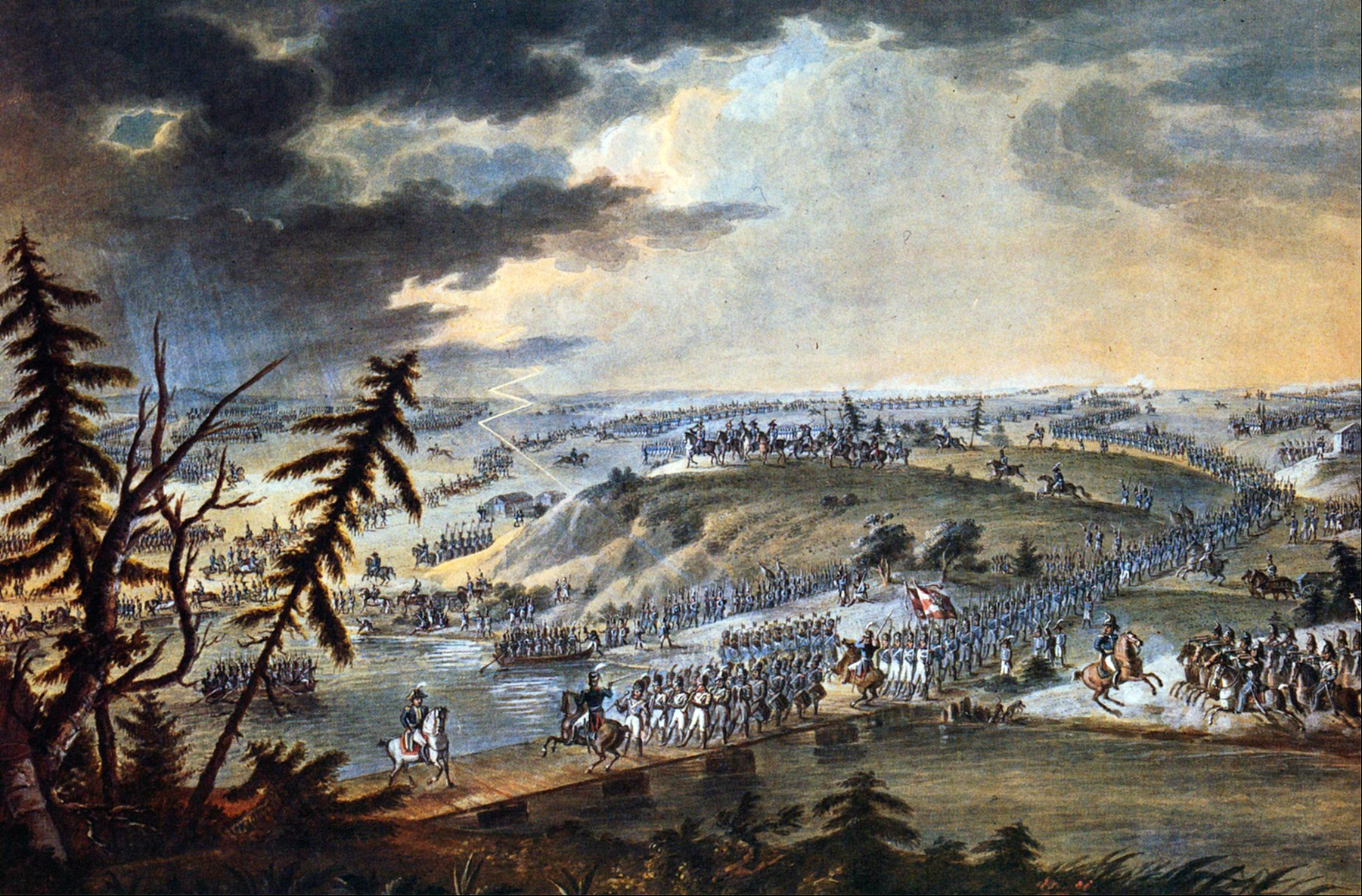
法軍渡過尼曼河

1812年6月24日清晨埃布萊將軍的舟橋兵在尼曼河架起三座浮橋，法國大軍團部隊信心十足地渡過河流，俄法戰爭爆發。拿破崙指揮的主力部隊在同日經考納斯過河，人數超過23萬名士兵，其中有帝國衛隊、達武第一軍、烏迪諾第二軍、內伊第三軍、南蘇蒂第一騎兵軍與蒙布蘭第二騎兵軍。歐仁親王指揮的第二波部隊在6月30日經皮利約納過河，人數約6.7萬名士兵，其中有歐仁第四軍、聖西爾第六軍與格魯希第三騎兵軍。這兩支部隊將打擊巴克萊-德托利的俄軍第一西方軍團。熱羅姆·波拿巴指揮的第三波部隊在7月1日經格羅德諾過河，人數約7.8萬人，其中有波尼亞托夫斯基第五軍、雷尼耶第七軍、旺達姆第八軍與拉圖爾-莫布爾第四騎兵軍。這支部隊將打擊巴格拉季昂的俄軍第二西方軍團。此外還有北翼的麥克唐納第十軍與南翼的施瓦岑貝格奧地利軍。
拿破崙打算使用一次大型的側翼機動作戰，如果這次作戰取得成功，法軍將包圍兩個俄軍西方軍團，並用優勢兵力粉碎敵軍。然而俄軍軍團成功躲過災難，他們在6月28日拿破崙抵達維爾納前就已向東方撤退。拿破崙發現俄軍第一西方軍團撤往德里薩營地的行動導致兩個俄軍軍團間的缺口增大，他抓住機會，下令達武的第一軍與熱羅姆的部隊分別從北方與西方包圍俄軍第二西方軍團，但由於熱羅姆的延誤，巴格拉季昂成功率領軍團逃脫包圍圈。儘管如此，達武仍堵住了巴格拉季昂經由明斯克向第一西方軍團會合的道路。此時法軍由於俄軍的焦土戰略與後勤問題，受到的消耗更大於俄軍，已經出現大量非戰鬥減員。熱羅姆·波拿巴因為戰事指揮不力被拿破崙撤職，達武元帥接管熱羅姆的原部隊。7月20日達武佔領莫吉廖夫，並在7月23日擊敗巴格拉季昂的部隊，俄軍兩軍會師的計劃再次失敗。與此同時，巴克萊-德托利的部隊在7月23日抵達維捷布斯克，並派出奧斯特曼-托爾斯泰伯爵的第四軍減緩法軍的推進。7月25日，法軍在奧斯特羅夫諾擊敗俄軍第四軍。7月26日夜晚，巴克萊得知巴格拉季昂的行軍已被挫敗，兩支軍團近期內不可能會師。他在隔日下午下令撤出維捷布斯克，繼續向東朝斯摩棱斯克撤退。8月2日，俄軍第一與第二西方軍團終於在斯摩棱斯克會師，俄軍第一階段的大規模撤退結束。

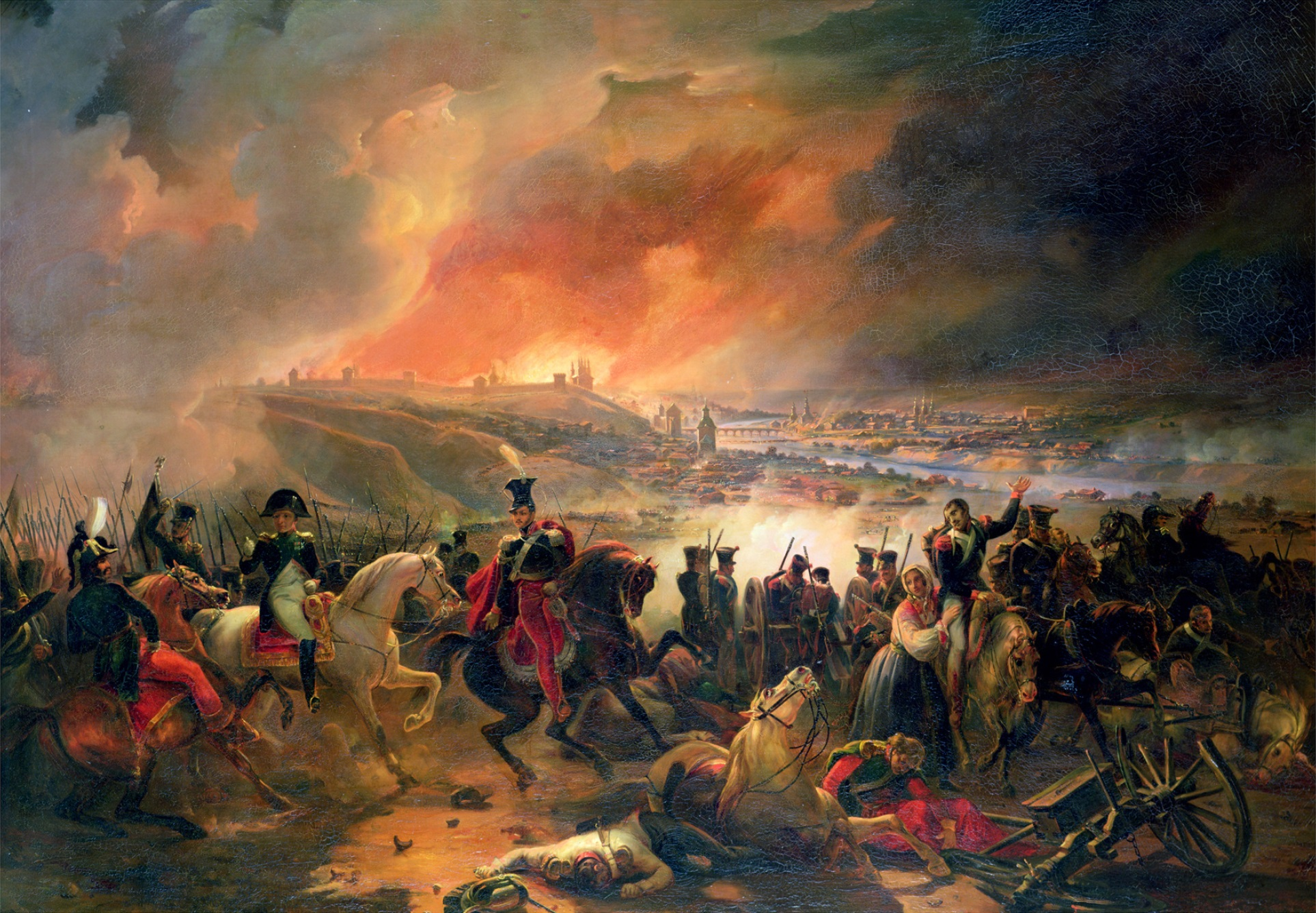
斯摩棱斯克戰役，1812年8月18日

此時的俄軍高層陷入黨派相爭，波羅的海德意志人出身的巴克莱-德托利為首的德裔集團與喬治亞人出身的巴格拉季昂為首的俄裔集團在作戰計劃上發生分歧，儘管巴克莱是兩個軍團的總司令，但巴格拉季昂提出的進攻計劃得到軍隊的支持。拿破崙預料到俄軍主動進攻的意圖，展開名為「斯摩棱斯克機動」的高超作戰，法軍全軍組成「營方陣」（bataillon carré），發動征俄以來最接近勝利的進軍。8月10日拿破崙下令開始行動，法軍的行動在龐大的騎兵掩護下並未被俄軍發現。8月13日深夜埃布萊將軍的舟橋兵在第聂伯河架起三座浮橋，法國大軍團部隊迅速渡河抵達左岸，在隔日天亮時開始向斯摩棱斯克推進。8月14日下午，法軍向克拉斯內進攻，駐守在當地的俄軍部隊被迫後撤，俄軍將領也終於確認法軍的真實動向。8月16日，法軍第三軍與騎兵軍趕到斯摩棱斯克城下，但直至日暮時都未能攻下城市。8月17日拿破崙對斯摩棱斯克發動強攻，試圖殲滅，而非驅逐剛撤退回城中的俄軍第一與第二西方軍團。當日夜晚，巴克萊在一眾高級將領的反對下，下令俄軍撤出斯摩棱斯克城，這一反常的行徑（放棄「抵禦西方入侵的象徵」、「歷史名城」斯摩棱斯克）使拿破崙的盤算落空。俄軍的撤退遭遇到許多困難，法軍在8月19日趕在俄軍第一西方軍團抵達前逼近盧比諾，這支軍團幾乎面临覆灭，但由於朱諾第八軍不為所動，未能对俄军实现包抄，致使其成功逃脫，繼續向莫斯科撤退。

#### 博羅季諾戰役與莫斯科
到目前為止，俄羅斯軍隊不斷後撤的情勢已經嚴重影響到總司令米哈伊尔·巴克莱-德托利的威信，俄羅斯軍方與貴族中要求替換指揮官的聲音愈發強烈。8月20日，曾在奧斯特利茨戰役中擔任俄軍總司令的米哈伊爾·庫圖佐夫成為新任總指揮，巴克萊繼續擔任第一西方軍團司令。8月29日，庫圖佐夫抵達察廖夫與軍隊會合，他在視察部隊後決定繼續後撤，並向沙皇亞歷山大一世保證他會發動一場保衛莫斯科的陣地戰。8月31日，俄軍抵達庫圖佐夫預定的作戰地點格扎特斯克，但參謀長萊溫·馮·本尼希森表示他找到更好的作戰位置，該地位於莫斯科以西115公里的博羅季諾村旁。俄軍在9月3日抵達博羅季諾，並在其後幾日得到來自米拉多維奇將軍部下與當地民兵共3萬多人的支援。俄軍到達目的地後，立即修建臨時的防禦工事，並將部隊布置到規劃的陣地中：實力較強的巴克萊第一西方軍團被布置在俄軍陣地的右翼與中路，該區域包含一個綽號「拉耶夫斯基堡」的野戰工事；實力較弱的巴格拉季昂第二西方軍團被布置在俄軍陣地的左翼，該區域包含三個綽號「巴格拉季昂箭頭堡」的野戰工事。8月31日拿破崙得知俄軍更換最高指揮，9月5日法軍抵達博羅季諾附近。拿破崙在同日下令對俄軍左翼的舍瓦爾季諾多面堡發動進攻，達武第一軍的孔龐師、波尼亞托夫斯基第五軍的克拉辛斯基師與克尼亞傑維奇師在南蘇蒂騎兵軍與蒙布蘭騎兵軍的支援下攻擊多面堡。法軍在激烈的刺刀戰後奪取堡壘，但隨後被增援的俄軍趕出戰場，直到午夜時分才最終控制戰場。

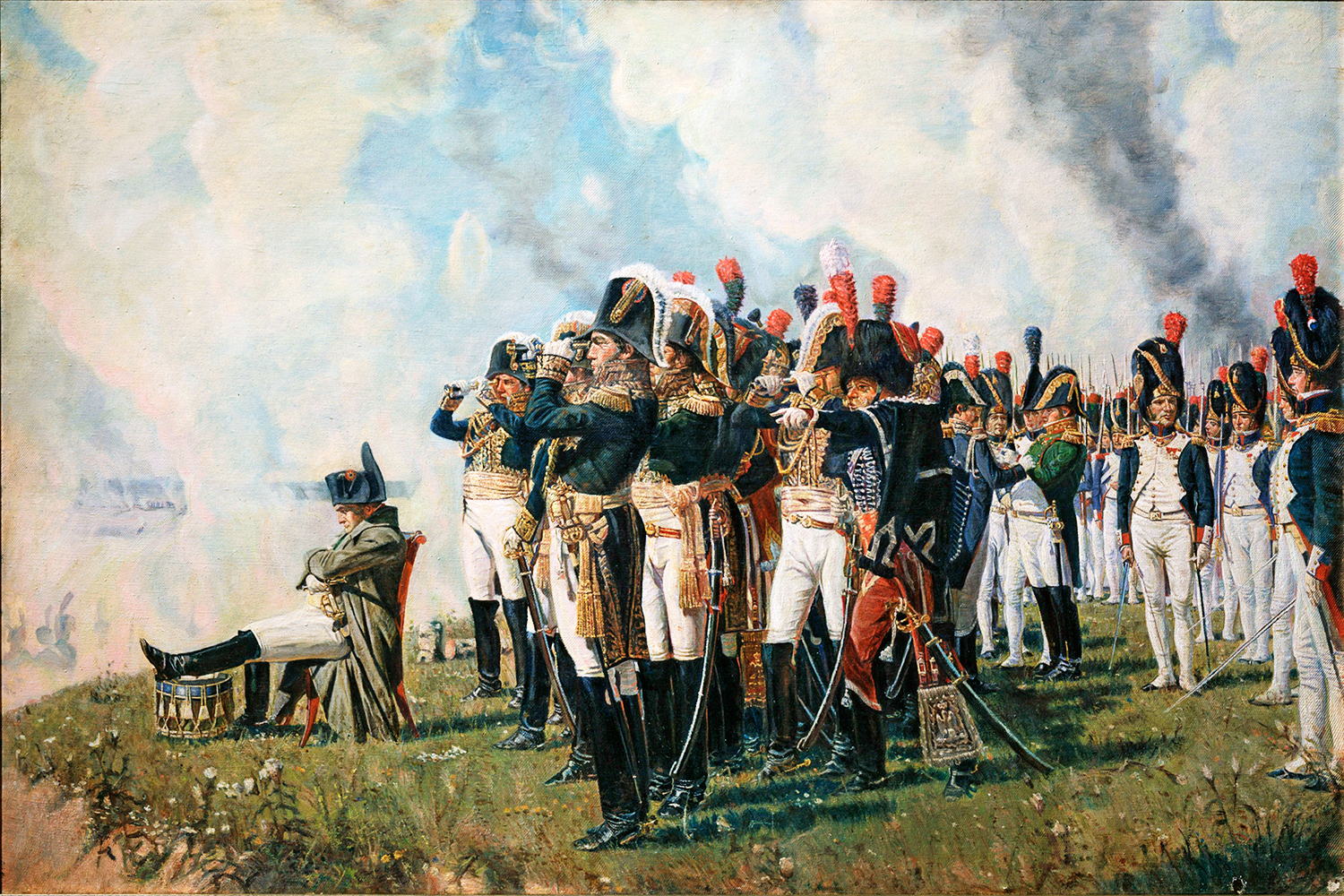
博羅季諾戰役中的拿破崙

1812年9月7日上午6點三個大型法軍砲兵連開火射擊，雙方砲兵部隊劇烈交火，博羅季諾戰役爆發。歐仁親王第四軍率先行動，向博羅季諾的俄軍發動進攻，將損失慘重的俄軍近衛列兵團逐出戰場，趕過科洛恰河。佔據博羅季諾的法軍部隊向俄軍潰兵展開追擊，但在渡河後被俄軍擊退。巴克莱-德托利隨即下令部隊撤回主要陣地，法軍砲兵成功向前推進，使其得以在良好陣地中佈置火砲打擊「拉耶夫斯基堡」與位於高爾基的俄軍砲兵陣地。上午8時，波尼亞托夫斯基第五軍與俄軍左翼的第三軍交鋒，俄軍在法軍推進後放棄烏季察村，移至東側的陣地繼續與法軍戰鬥。上午10時，拿破崙下令達武第一軍進攻「巴格拉季昂箭頭堡」，而內伊第三軍也在不久後投入戰鬥，俄軍部分部隊遭到毀滅性打擊，包含巴格拉季昂在內的部分高級將領都因傷退出戰鬥。與此同時，在博羅季諾修整的歐仁親王第四軍向「拉耶夫斯基堡」進攻，俄軍在猛烈的砲火與法軍衝鋒的打擊下迅速潰逃，但法軍被隨後抵達的俄軍擊敗。此時，拿破崙下令達武第一軍的弗里昂師、南蘇蒂第一騎兵軍與拉圖爾-莫布爾第四騎兵軍向謝苗諾夫斯科耶村進攻，俄軍在激烈的戰鬥後放棄謝苗諾夫斯科耶，其中路陣地瀕臨崩潰。然而當繆拉向拿破崙尋求增援時，發著高燒的拿破崙表示拒絕動用近衛軍預備隊，使法軍錯過一個絕佳機會。隨後拿破崙收到報告說一支龐大的俄軍部隊正迂迴至法軍左翼，他立即下令第三騎兵軍司令格魯希前去阻擊，並將正進攻俄軍中路的部隊調至法軍左翼。雖然格魯希輕鬆摧毀進攻的俄軍騎兵部隊，但由於大量法軍被調至左翼去遏制進攻，俄軍得以穩固其殘破的中路。9日8日，庫圖佐夫下令俄軍向東撤退，被迫丟下數以千計的傷員。這場戰役令13萬人的法軍部隊傷亡35,000人，而15萬人的俄軍部隊則為45,000至50,000人，其中有超過21,000人為巴格拉季昂的第二西方軍團。
9月14日至15日，拿破崙率軍進入莫斯科，將其總部置於克里姆林宫。此時大部分的居民均已撤離，城市中大部分地區陷入火海，超過四分之三的建築物在接下來幾天被焚毀。俄羅斯部隊被認為是這場大火的肇事者，庫圖佐夫等人出於焦土戰略下令焚毀城中的軍火庫與房屋，但法軍的無秩序行為無疑進一步加劇火勢。拿破崙在接下來幾個星期等待沙皇亚历山大一世同意和談的消息，但後者始終未將其視為一個選項，而是利用前者天真的想法讓法軍停留在莫斯科。10月中旬，拿破崙終於下令撤離莫斯科。

#### 向別列津納河撤退
1812年10月19日，由於無法迫使俄羅斯談和，拿破崙下令撤出莫斯科，向俄軍的補給基地卡盧加推進。他沿著通往塔魯季諾的舊卡盧加路推進，接著在半路經福明斯科耶改道至新卡盧加路，意圖搶在俄軍之前抵達卡盧加。俄軍總司令庫圖佐夫在10月22日得知法軍的動向後，下令多赫圖羅夫將軍前往小雅羅斯拉韋茨阻擊法軍前進。10月23日晚間，歐仁親王指揮的法軍前衛攻入城鎮。10月24日，俄軍先遣部隊進入城鎮，雙方戰線在城鎮中來回拉鋸，直到法軍在日落時控制了城鎮。庫圖佐夫在次日退往卡盧加，拿破崙則在兩天後決定向莫扎伊斯克撤退，抵達該地後再向斯摩棱斯克撤退。這次撤退對法軍來說是場災難，他們在無糧的情況下沿著荒蕪的道路高速撤退，拋棄了大量輜重、傷病員與馬匹。法軍在10月底時抵達莫扎伊斯克，開始沿著「莫斯科-斯摩棱斯克道路」向斯摩棱斯克撤退。俄軍將領米洛拉多維奇在11月3日試圖切斷達武指揮的後衛部隊與其餘法軍的聯繫，但由於其他法軍部隊的迅速增援而失敗，達武軍的多數部隊成功逃脫。這場戰鬥再次證明法軍的脆弱，他們幾乎沒有任何騎兵、砲兵部隊也虛弱不堪，拿破崙本部第一次在俄法戰爭中承受遠高於俄軍的損失。11月9日拿破崙抵達斯摩棱斯克，並在五天後繼續向邊境撤退。此時法軍已從剛離開莫斯科時的10萬人銳減至4.1萬人在列。

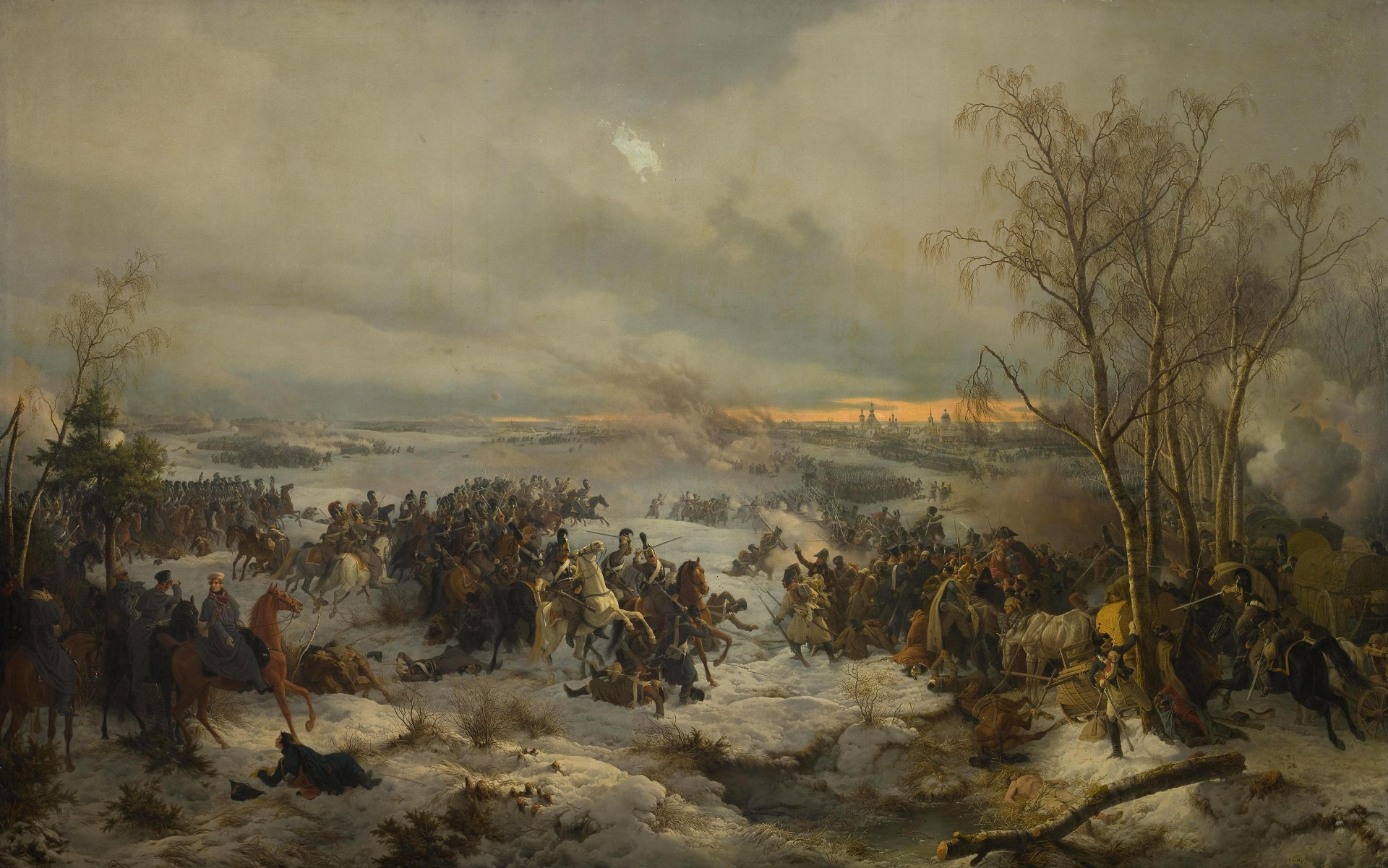
克拉斯内戰役

11月15日傍晚，拿破崙與近衛軍抵達克拉斯內村，以此為據點等待仍在斯摩棱斯克的部隊。同日下午11點，法軍近衛第二師向附近的俄軍發動夜襲，計劃在午夜時進攻。11月16日凌晨2時，法軍分成三路縱隊突襲庫特科沃村的俄軍部隊，兩翼夾擊後將對手擊潰並控制村莊。同日上午，歐仁親王的第四軍離開斯摩棱斯克，承受著俄軍猛烈的砲火與優勢兵力的圍剿，在夜色中繞路突圍與拿破崙會合。11月17日，8萬俄軍聚集在拿破崙的右翼，試圖切斷其與達武第一軍與內伊第三軍的聯繫。此時拿破崙僅剩下1.4萬名近衛步兵、幾個中隊的近衛騎兵、400名騎兵與殘存的歐仁第四軍，他下令莫爾捷元帥的5,000人的青年近衛軍把守克拉斯內東部與東南部的地帶，接應即將抵達的達武第一軍。隨後拿破崙指揮近衛軍向俄軍進攻，成功迫使驚訝的敵軍向南撤退，確保向西撤退的路徑依然對法軍敞開。與此同時，俄軍優勢火力不斷打擊試圖與拿破崙會合的達武軍，並在火砲撕裂法軍的陣型後發動騎兵衝鋒，但莫朗第一師成功穩住局勢，將龐大的騎兵部隊驅離。在達武軍抵達後，拿破崙下令青年近衛軍與第一軍的殘部全力抵抗，讓老近衛軍、近衛騎兵與第一軍第五師優先撤離。幾個小時後，莫爾捷下令崩潰的部隊撤出戰場。11月18日，內伊元帥率領的孤軍在其他法軍先行撤退後試圖通過克拉斯內，但在強攻失敗後只能趁夜色向北繞道撤離，越過第聂伯河與拿破崙會合。這一系列從11月15日至11月18日的克拉斯內消耗戰，嚴重打擊瀕臨崩潰的法軍，有多達1萬名法軍死傷與2萬名法軍被俘虜、凍死或餓死。但總結來說，法軍指揮層仍展現持久的韌性，特別是內伊元帥所部，他憑藉超人的勇猛率殘部越過冰封的第聂伯河，實現奇蹟般的壯舉。

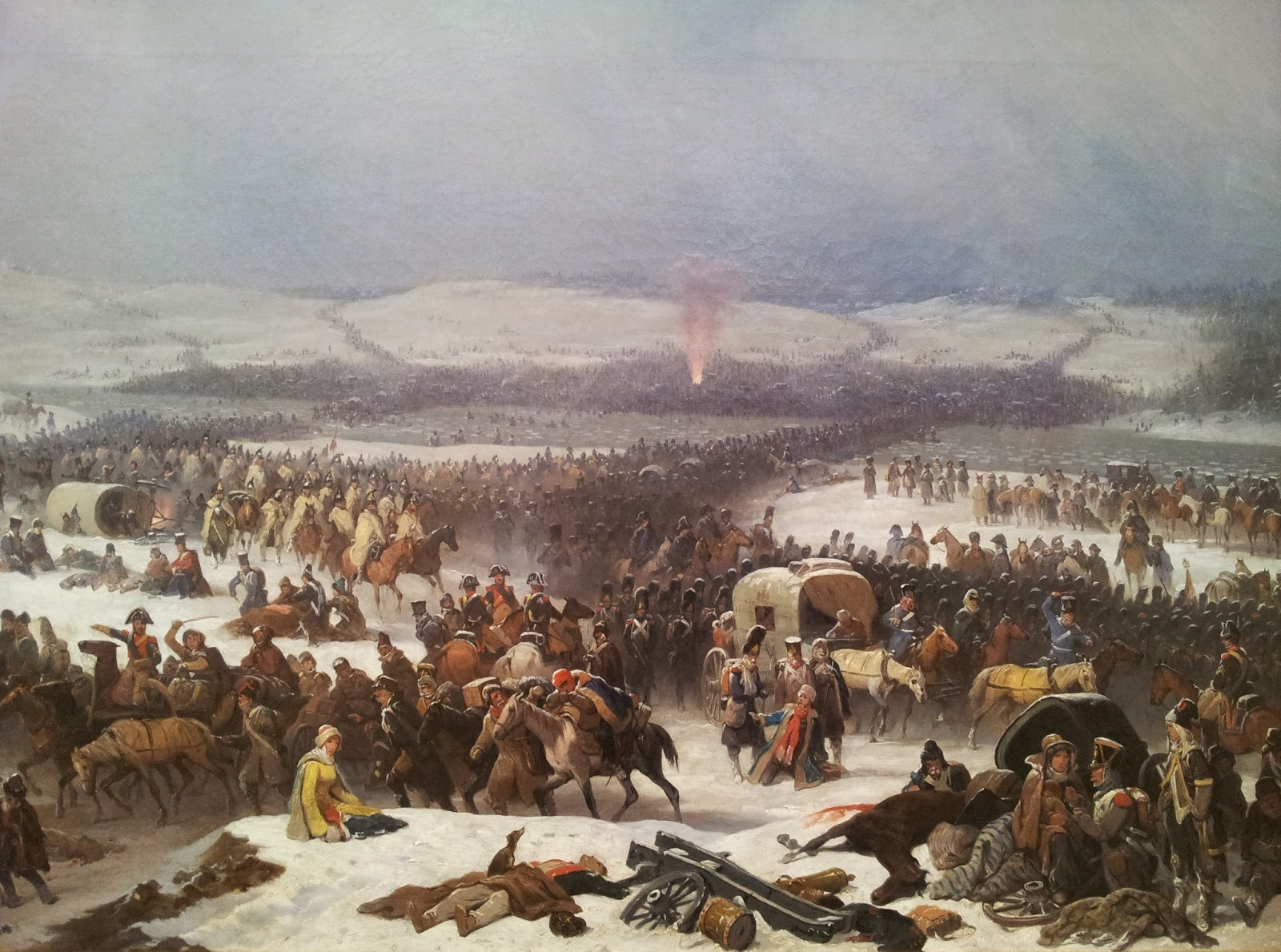
法軍横渡別列津納河

儘管庫圖佐夫的主力部隊已被落在法軍身後，但帕维尔·奇恰戈夫的俄軍第三西方軍團與彼得·维特根施泰因的第一軍仍從南北兩面夾擊法軍。11月20日至21日，第三西方軍團攻下法軍基地明斯克與鲍里索夫大橋，在别列津纳河西岸布陣攔截法軍退路。拿破崙則在鲍里索夫以南12公里的烏霍洛達架橋，假裝要從該處趕往明斯克，騙過奇恰戈夫後於26日在鲍里索夫以北18公里的斯圖江卡架橋渡河。11月27日，奇恰戈夫趕忙率部北上阻擊已渡河的西岸法軍，而维特根施泰因則先切斷帕爾圖諾師的退路，然後進攻留在東岸的维克托第九軍。11月28日，東岸的维特根施泰因部繼續猛攻维克托軍，後者僅管處於人數劣勢仍在整天的作戰中擋住俄軍，最終成功過河；而西岸的奇恰戈夫部則起初成功重創法軍，但部分部隊被内伊率騎兵擊潰，最終讓法軍幸運脫身。

### 第六次反法同盟
1812年12月5日「大軍團」殘部抵達維爾諾，拿破崙將軍隊交給缪拉後，返回巴黎以穩住國內局勢與徵招新軍。拿破崙抵達巴黎後，立即徵招超過35萬名新軍，解決至關緊要的兵源問題。然而這支新軍不僅缺乏有作戰經驗的老兵與軍官，還缺少大量騎兵與馬匹。1813年3月12日，拿破崙發布新軍的編制，達武元帥指揮第一軍、維克托元帥指揮第二軍、內伊元帥指揮第三軍、貝特朗將軍指揮第四軍、勞里斯頓將軍指揮第五軍、馬爾蒙元帥指揮第六軍、雷尼耶將軍指揮第七軍、波尼亞托夫斯基親王指揮第八軍、奧熱羅元帥指揮第九軍、拉普將軍指揮第十軍、麥克唐納元帥指揮第十一軍，以及一支綜合兵種的近衛軍，這些部隊將分別部署在歐仁親王指揮的「易北軍團」與他本人指揮的「美茵軍團」。在拿破崙備戰的同時，俄羅斯帝國陸軍越過奧得河並成功拉攏普魯士王國與瑞典王國，組建第六次反法同盟。

#### 呂岑戰役至休戰

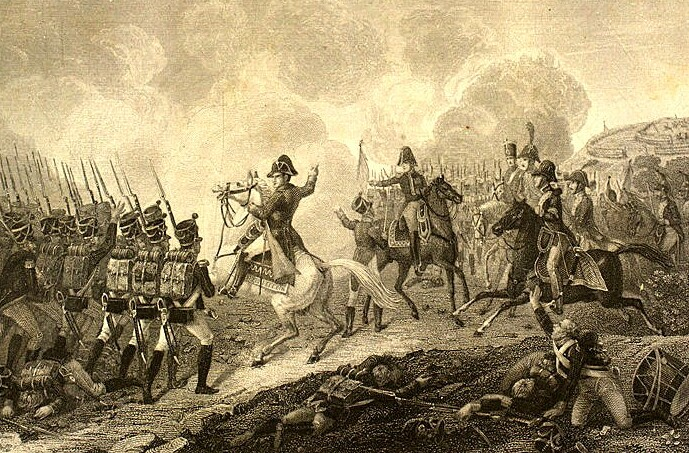
呂岑戰役中的拿破崙

1813年4月17日拿破崙抵達美因茨，處理「美茵軍團」糟糕的行政與財政情況。4月30日他在魏森費爾斯建立了大本營，組建一支新軍——第十二軍，並與南下的「易北軍團」會師。5月1日上午，拿破崙渡過萨尔河向萊比錫推進，在里帕赫溪流與敵軍前哨相遇，近衛騎兵司令貝西埃元帥在戰鬥中不幸身亡。5月2日，聯軍司令維特根施泰因下令普軍進攻呂岑北部的法軍部隊，隨即於上午11時30分同內伊指揮的第三軍交火。普軍在40分鐘的砲擊後，向大格爾申村與斯塔爾西埃德爾村進攻，隨後原先的突擊戰變成慘烈的拉鋸戰，雙方不斷爭奪戰場上的村落。下午2時30分拿破崙抵達戰場，加強瀕臨崩潰的中軍部隊，並下令增援部隊迅速趕來。黃昏時分，麥克唐納軍以包抄行動威脅聯軍右翼，貝特朗軍則威嚇聯軍左翼。下午6時，拿破崙下令近衛軍進攻聯軍中路，使法軍兩翼部隊得以抵達預定位置，迫使聯軍撤出戰場。
聯軍在戰鬥後向東退往德累斯顿，並在幾天後放棄該地繼續撤退。拿破崙在幾天後將追擊不善的「易北軍團」解散，重新建立一支由內伊元帥指揮的軍團。5月8日拿破崙進入德勒斯登，並爭取到薩克森國王弗里德里希·奧古斯特一世的支持。聯軍於5月12日抵達包岑，在該地修整一星期，並得到巴克萊-德托利部隊的增援。5月20日包岑戰役爆發，拿破崙下令法軍總攻包岑的聯軍戰線，聯軍的行動如同拿破崙的計劃，俄皇亞歷山大一世加強了其左翼部隊，並未發覺其右翼的弱點。隔日上午，法軍繼續對聯軍整條戰線進攻，但也開始打擊聯軍右翼遠端巴克萊-德托利的部隊。然而正當法軍擊敗巴克萊，得以包抄並切斷聯軍退路時，內伊元帥沖昏了頭，轉而進攻聯軍自身右側的布呂歇爾，讓聯軍安然撤退逃過一場殲滅戰。對拿破崙而言，包岑戰役的結果令人失望，他並未打出一場決定性勝利，如弗里德蘭戰役一樣的大勝從他手中溜走。5月22日，當法軍在賴興巴赫接敵時，拿破崙又失去了一位好友，宮廷司禮官弗柳爾公爵熱羅·迪羅克被砲彈擊中身亡。深陷分歧與混亂的聯軍向上西利西亞撤退，在發現當地防備空虛又缺乏補給後，在6月2日決定渡過奧得河退往波蘭。然而令人驚訝的是，拿破崙接受非參戰國奧地利的調停，命令他的使者於6月4日締結《普萊斯維茨休戰協定》。儘管他有許多做出此決定的理由，包含需要整頓他弱於聯軍的騎兵部隊、安置大量的傷病員、避免拉長補給線和建立要塞化的補給基地，但這些作法得到的利益都無法與繼續向波蘭推進、分割俄普聯軍和讓奧地利保持中立等諸多好處比擬。拿破崙後自述，此乃其生平最悖謬的決斷之一。

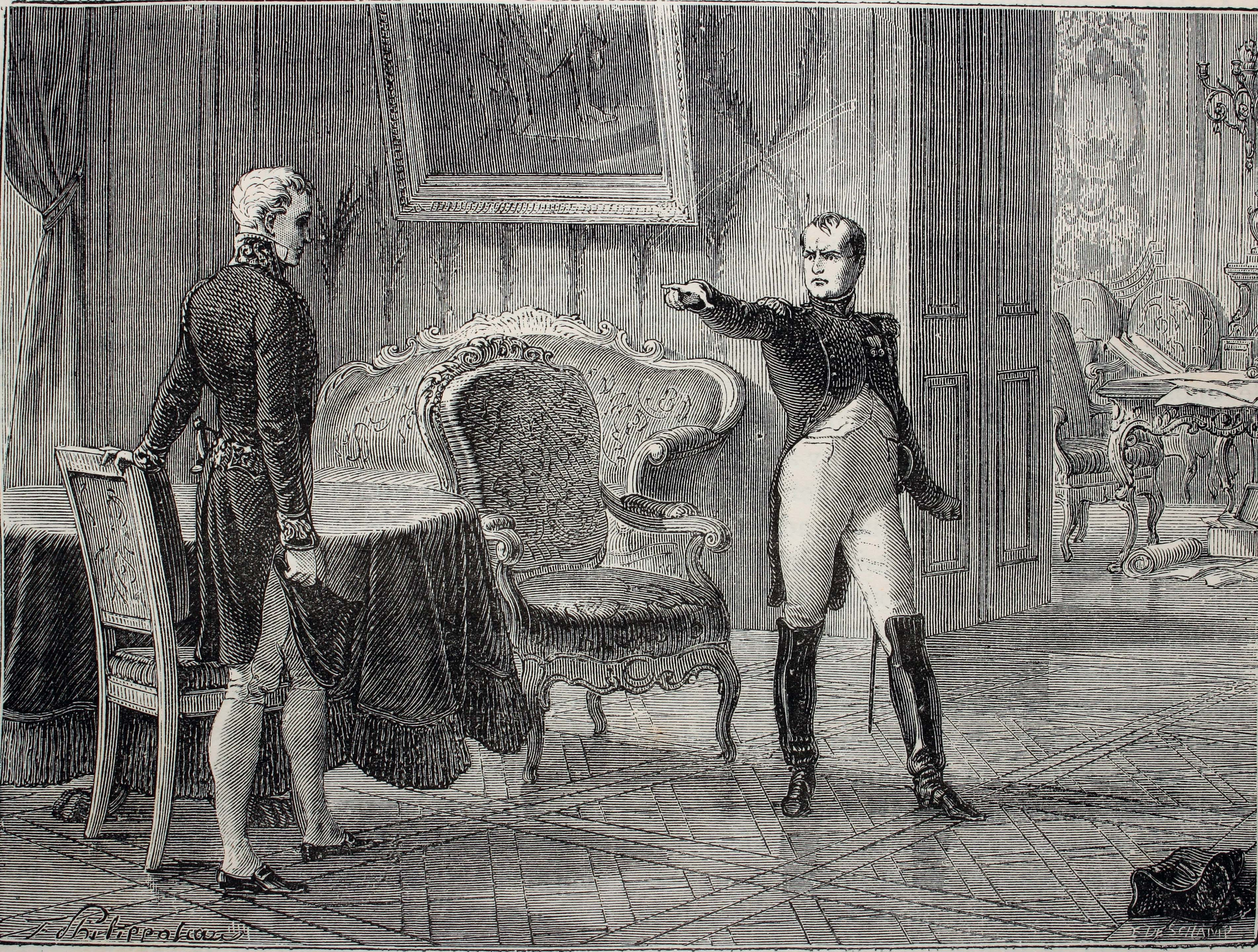
拿破崙與梅特涅會談

停戰期間，雙方都加緊恢復自身受重創的部隊，並展開一系列外交談判。6月上旬，仍處於中立狀態的奧地利帝國高層展開一系列會談，決定是否加入對法戰爭。最終他們提出一些基本和平條件，分別為下列四點：華沙大公國必須被俄羅斯、奧地利與普魯士瓜分；普魯士必须拿回但澤，拿破崙還需撤出所有位於普魯士與波蘭的要塞；伊利里亞必須歸還奧地利；漢堡與呂北克需立刻恢復獨立，其他被法國佔領的北海與波羅的海沿海要塞應在適當時間獨立。6月26日，拿破崙與奧地利外交大臣梅特涅在德累斯顿馬科利尼宮的中華室會面，梅特涅在會談中提出的條件似乎遠超原先擬定的和平协议，導致會談没有结果。到了7月29日，在布拉格舉行的談判再次無疾而終。8月7日，梅特涅再次重申四點基本和平條件，但高傲的拿破崙無法接受他眼中的恥辱和平。
在奧地利對法宣戰後，奧地利陸軍元帥施瓦岑貝格親王被任命為聯軍總指揮。聯軍的作戰原則上應該遵循著1813年7月10日至12日俄羅斯、普魯士、瑞典在特拉亨貝格擬定對法作戰的「特拉亨貝格計劃」，其中宣稱：「除非其他聯軍軍團能夠加入會戰，否則所有聯軍軍團現在都必須迴避與拿破崙本人作戰。」按照該計畫，聯軍組建了三個軍團，其中有總指揮施瓦岑貝格親自指揮的「波希米亞軍團」，其人數約22萬名士兵，由12萬奧軍與10萬俄普聯軍組成；瑞典王儲貝納多特指揮的「北方軍團」，其人數約11萬人，由普俄瑞聯軍組成；普魯士將軍布呂歇爾指揮的「西里西亞軍團」，其人數約8.5萬名士兵，由普俄聯軍組成。

#### 德勒斯登與萊比錫

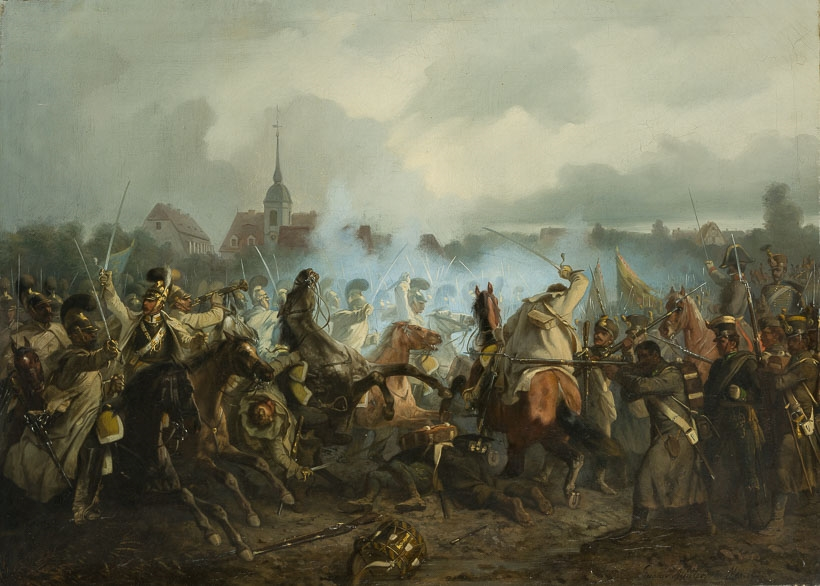
德勒斯登戰役，古斯塔夫·穆勒繪

1813年8月10日，雙方協議的停火時限截止。布呂歇爾率先進攻，於8月13日入侵西里西亞境內的中立區域，成功吸引住法軍的注意力。8月21日，布呂歇爾在布布爾河發現拿破崙抵達後，決定避戰撤回原先出發的卡茨巴赫河。拿破崙持續追擊聯軍，讓聯軍在8月21日至23日傷亡或失蹤達8千人。8月23日，拿破崙在意識到德累斯顿有危險後，率領近衛軍、馬爾蒙軍與維克托軍折返迎擊入侵薩克森的施瓦岑貝格，將留下的部隊編成「布布爾軍團」，交由麥克唐納元帥指揮。8月26日，拿破崙抵達德勒斯登。下午4時聯軍發動進攻，雙方的滑膛槍因為連續的大雨失去作用，僅能倚靠大砲與刺刀搏殺，聯軍沒有取得任何進展，而受拿破崙之令迂迴聯軍右翼的法軍部隊取得成功，佔領聯軍的主要撤退路徑。27日，拿破崙對聯軍兩翼發起反攻，左翼的奧軍部隊受到毀滅性打擊，約1.6萬人被俘虜。下午時分，施瓦岑貝格下令撤軍，將聯軍分成三支部隊後經不同路徑撤往波希米亚。

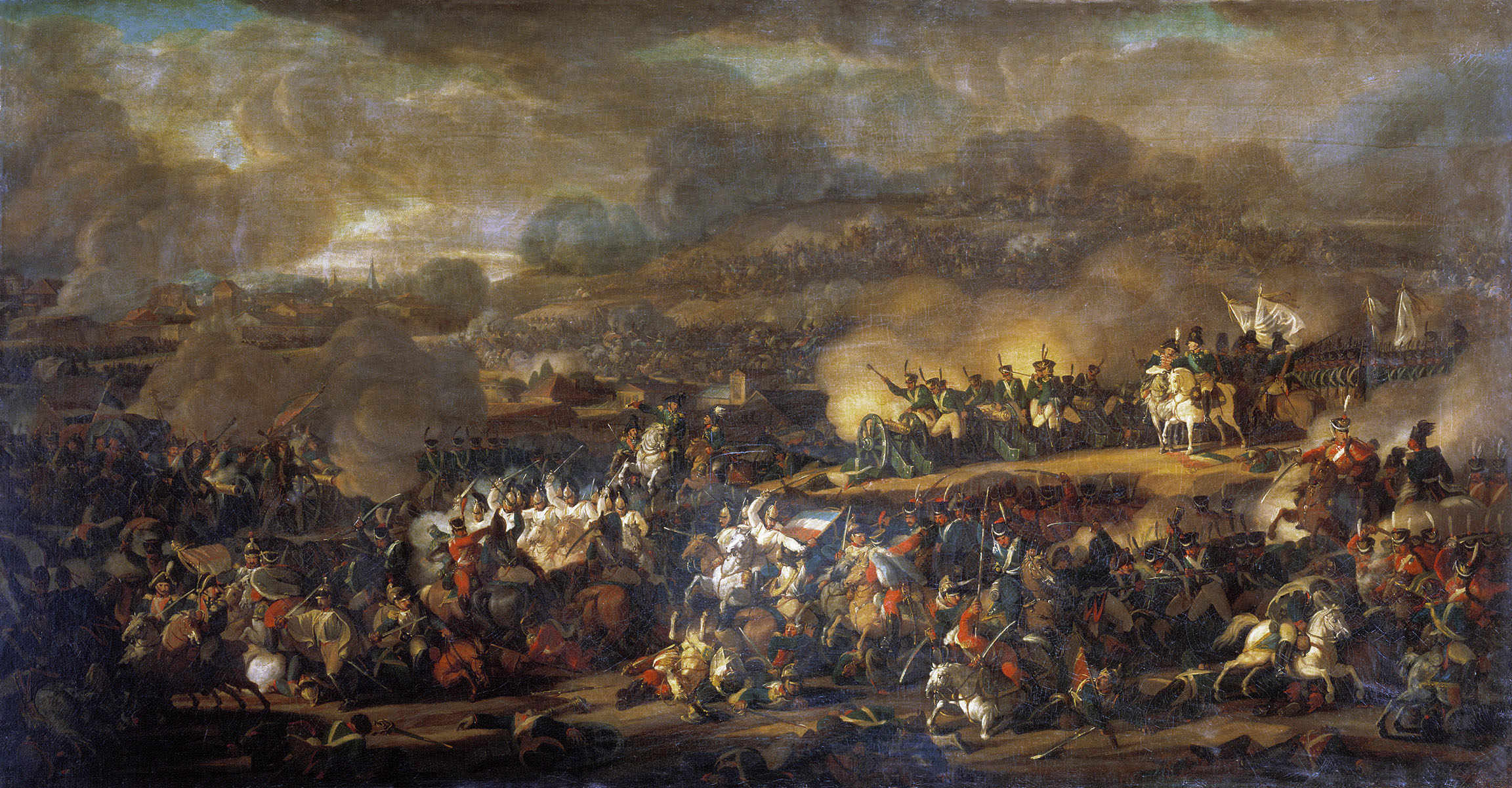
萊比錫戰役，又稱民族之戰

拿破崙在會戰勝利後下令追擊敵軍，旺達姆軍作為進攻箭頭進入波希米亞，但在無支援的情況遭到敵軍殲滅。9月6日，向柏林進軍的内伊軍被打的潰不成軍。這兩次失利與先前烏迪諾和麥克唐納的慘敗，讓主動權轉移到聯軍手中。9月27日，聯軍作戰計劃開始，施瓦岑貝格開始北進前往萊比錫、布呂歇爾與貝納多特的部隊也在兩天後開始北進。反法同盟決心將三個軍團都聚集在萊比錫，與拿破崙展開一場決定性會戰。10月7日，拿破崙離開德勒斯登前往迈森，在權衡後向萊比錫進軍，於14日抵達萊比錫。10月16日早晨，聯軍發動向心進攻，四個攻擊集團從多個地點對法軍打擊，「民族會戰」就此開始。聯軍在北線奪下重要陣地，但在西線與南線都被法軍擊退。下午2時，繆拉元帥在大量火砲的掩護下，向南線的聯軍中央陣地發動騎兵衝鋒，與此同時，麥克唐納軍打擊南線聯軍的右翼，但這次大型衝鋒未能擊破聯軍陣線。傍晚時分兩軍停止交戰，法軍在這一天損失了2.5萬人，聯軍損失了3萬人，然而聯軍的增援部隊抵達後迅速填補損失，並加劇法軍的兵力劣勢。10月17日，雙方都在修整部隊與等待援軍，聯軍在增援抵達後增加至30萬人與1,500門大砲，法軍則不足20萬人與900門大砲。10月18日上午，聯軍開始進攻，但除了在左翼有些進展外，大量陣地仍把持在法軍手中，甚至有些部隊被法軍擊潰。拿破崙面對聯軍優勢兵力的攻擊，遂下令撤出部分陣地收縮防禦，但此時法軍中的薩克森與符騰堡部隊叛逃，而且法軍的砲彈也即將用盡，讓拿破崙意識到別無選擇只能撤退。10月19日，各防線的法軍撤退進入萊比錫，向西面唯一的逃脫路線林德瑙渡口前進。然而一名工兵班長撤退期間喪失理智，在看到聯軍到來時慌忙炸掉法軍唯一的渡河橋樑，讓負責後衛作戰的士兵與城中醫院的傷病員都成了俘虜。拿破崙的大軍團在萊比錫戰役中遭到致命性打擊，別無選擇只能向萊茵河撤退，法軍徹底丟失德意志地區的控制權。

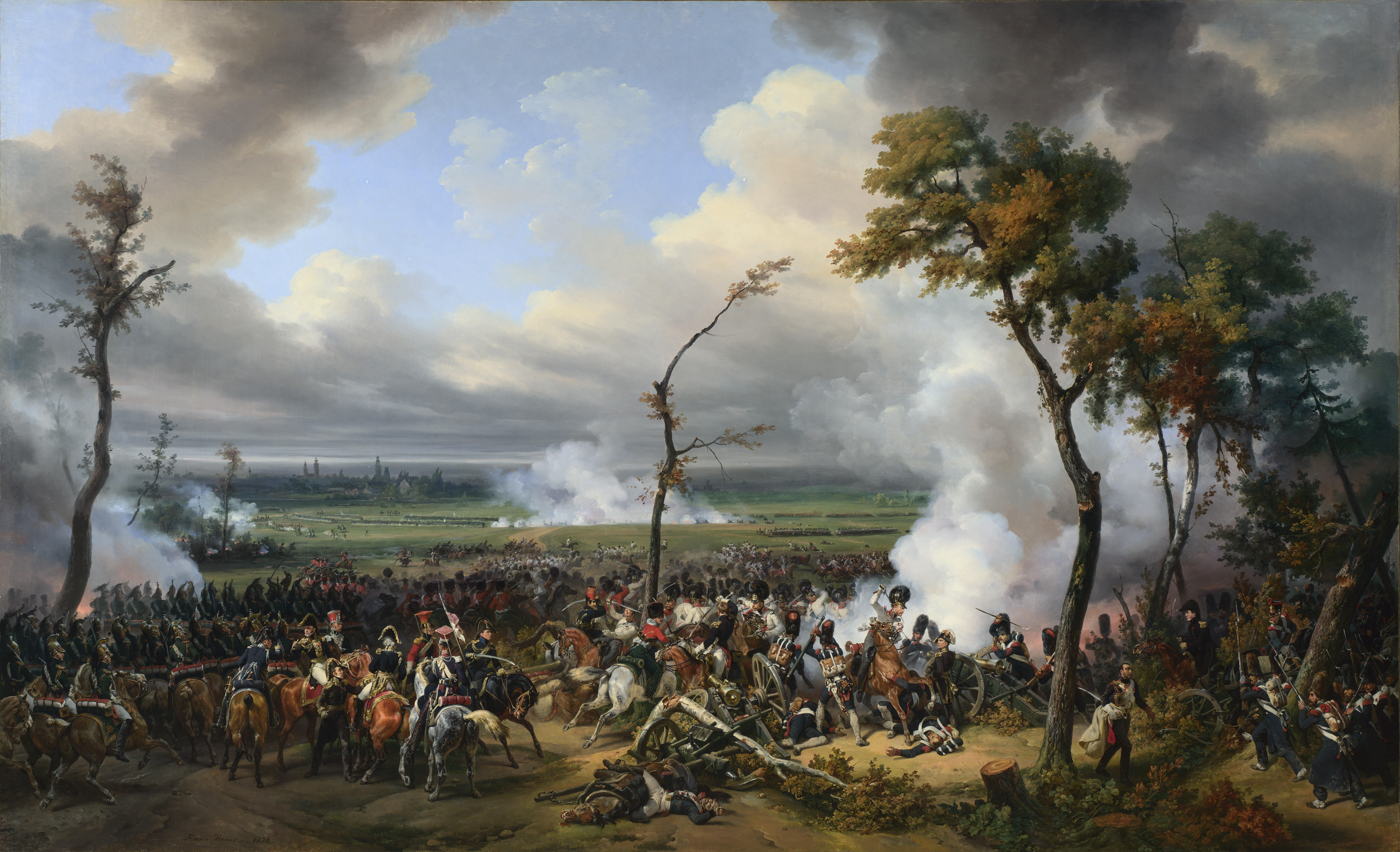
哈瑙戰役

法軍成功以超越敵軍大部隊的行軍速度躲過追擊，並在過程中擊退普魯士騎兵的突襲。拿破崙計劃穿過金齊希河谷抵達美因茨，於10月28日遭遇試圖阻攔的巴伐利亞-奧地利聯軍。這支部隊紀律高且有充沛補給，與混亂且缺乏補給的法軍部隊相反，且有著4.3萬人對1.7萬人的兵力優勢。30日上午，雙方前衛部隊開始交手，但皆未能取得任何決定性成果，下午時分，法軍近衛砲兵司令德魯奧將火砲迂迴至聯軍側翼，利用大砲轟擊與騎兵衝鋒，迫使聯軍撤回哈瑙。第二天，馬爾蒙元帥率領增援部隊抵達，隨後攻佔哈瑙城，掃清法軍前進的阻礙。法軍大部隊於11月2日抵達法蘭克福，隨後拿破崙將部隊交給馬爾蒙後，率先返回巴黎備戰。

#### 法蘭西戰役與流放厄爾巴島
1813年12月下旬，施瓦岑貝格的波希米亞軍團與布呂歇爾的西里西亞軍團渡過萊茵河，突破法國的邊境防線。1814年1月25日，拿破崙離開巴黎，前往位於沙隆的軍事總部，試圖在布呂歇爾與施瓦岑貝格會合前將前者殲滅。1月29日，拿破崙向坐鎮布列訥堡的布呂歇爾發動進攻，法軍左翼受到聯軍猛烈的打擊，但右翼在夜色的掩護下成功攻入布列訥，迫使布呂歇爾向南方的特拉訥高地撤退。2月1日正午，布呂歇爾向拿破崙的新總部拉羅蒂耶爾進攻，具有兩倍兵力優勢的聯軍撲向法軍單薄的陣線，但對法軍左翼跟右翼的攻勢都陷入泥沼。不過巴伐利亞部隊的抵達最終迫使法軍的左翼部隊撤退，俄軍的預備隊也在傍晚奪下拉羅蒂耶爾村，讓拿破崙嚐到法國土地上的首敗。戰後次日，聯軍在布列訥堡召開會議，決定將兩個主力軍團分開作戰，布呂歇爾將向西北進軍直攻巴黎，施瓦岑貝格則沿著塞納河谷向巴黎推進。這項策略是個致命錯誤，使拿破崙能輕鬆地在兩支敵軍軍團中施展內線作戰。

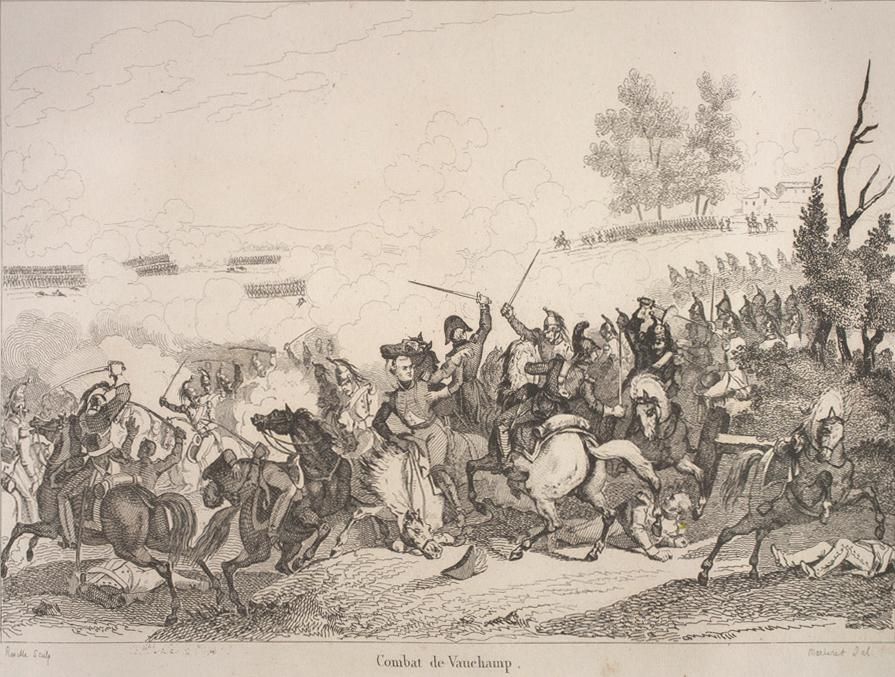
沃尚之戰的雕刻

布呂歇爾在會議結束後率軍北上，下令薩肯將軍的前衛部隊追擊撤退中的麥克唐納第十一軍，而他本人則在韋爾蒂等待與克萊斯特將軍會合。此時布呂歇爾的軍團已經分成三個行軍梯隊：薩肯的第一梯隊推進至蒙米拉伊；奥爾蘇菲耶夫的第二梯隊推進至尚波貝爾；其親自指揮的第三梯隊則仍在後頭。2月10日上午10時，拿破崙向尚波貝爾進攻，扎哈爾·德米特里耶維奇·奥爾蘇菲耶夫的部隊受到毀滅性打擊，5,000名俄軍士兵僅有1,500人逃脫。隔日上午5時，拿破崙在蒙米拉伊進攻已被孤立的薩肯軍，後者在被擊敗後向北撤退與約克將軍的部隊會合。拿破崙馬不停蹄地繼續追擊薩肯的部隊，在蒂埃里堡之戰中擊敗剛會師的聯軍部隊，將其趕過馬恩河。2月14日上午8時，拿破崙回援正被布呂歇爾進攻的馬爾蒙軍，布呂歇爾意識到拿破崙抵達後急忙撤退，格魯希的騎兵殺入聯軍右翼，摧毀普軍的一個大型旅，接著迂迴至普軍後方擋住退路。普軍看似已無望突圍，但泥濘的土地救了普軍，使其得以突破法軍的封鎖向沙隆撤退。拿破崙在擊敗布呂歇爾後，快速南下進攻施瓦岑貝格，在2月17日上午突襲維特根施泰因麾下的俄軍前衛，4,000名的俄軍前衛除了脫逃的騎兵以外全數被殲滅，拿破崙隨後將整個波希米亞軍團趕過塞納河。2月18日，奉施瓦岑貝格之令堅守在蒙特羅的聯軍部隊被法軍擊敗，波希米亞軍團加速向特魯瓦撤退。二月中旬的聯軍陷入低谷，法軍不斷的勝利加劇了聯軍的內部矛盾，拿破崙的失敗再次看似遙不可及。

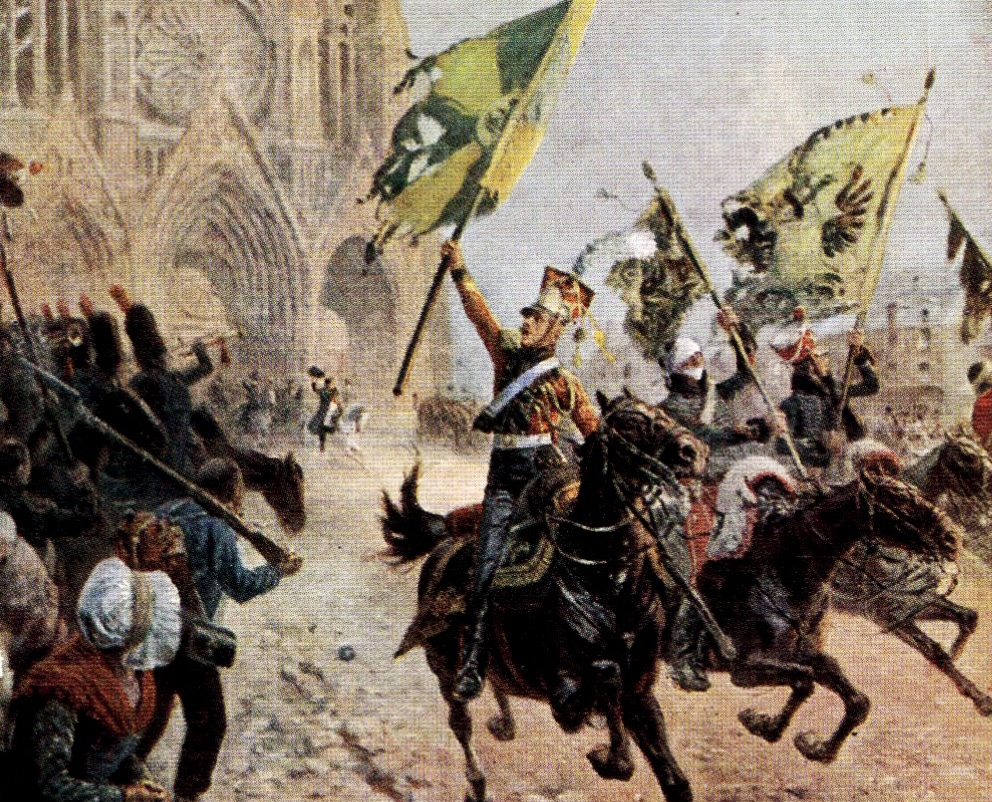
兰斯战役中的法軍騎兵

1814年2月25日，聯軍領導人在奥布河畔巴尔的會議中達成一致，波希米亞軍團將撤退至朗格勒，而得到增援的布呂歇爾西里西亞軍團將向北進軍。2月26日，拿破崙從梅里附近啟程追擊布呂歇爾。法軍於3月5日在贝里欧巴克渡過埃納河，向拉昂推進。3月7日上午10時，法軍向部署在克拉奧訥台地的聯軍後衛部隊進攻，布呂歇爾由於擔心戰況不利，下令指揮官沃龍佐夫將軍撤退，法軍奪下戰場。拿破崙在掃清障礙後繼續追擊聯軍，於3月9日對拉昂地區的聯軍進攻，但他嚴重低估聯軍的數量，且他部隊的兩翼還無法合併，被迫在隔天撤出戰場。拿破崙隨後重整旗鼓，於3月13日襲擊聖普列斯特將軍在兰斯的部隊，驚訝的聯軍幾乎毫無抵抗，超過6,000人傷亡與被俘。3月17日，拿破崙率領2萬人南下進攻施瓦岑貝格，但在3月21日時發現他面對著整個施瓦岑貝格軍團，別無選擇只能撤退。聯軍在隨後的討論中決定直接進攻巴黎，並下令溫岑格羅德將軍率8千人的騎兵部隊追蹤拿破崙的部隊。3月25日，聯軍擊敗馬爾蒙與莫爾捷的部隊，打通前往巴黎的道路。3月26日，拿破崙在聖迪濟耶之戰中擊敗溫岑格羅德，但已趕不及回援巴黎。3月31日，法軍在焚燒完1,417面繳獲的敵軍旗幟與其他戰利品後，獻出巴黎城。
1814年4月13日，拿破崙簽署《楓丹白露條約》，放棄法國皇位，但得以保留帝號並作为厄尔巴公国主权亲王終身統治厄爾巴島，同時享有每年250萬法郎的津貼。4月20日，拿破崙離開楓丹白露宮，前往厄爾巴島。他在離別前命令兩排老近卫军圍住他，對他們說出一段離別感言。最後，他舉起左手說：「再見！不要忘記我！永別了，我的孩子們！」樂隊隨後奏響稱頌曲《為了皇帝》。官兵們全體流淚，並高喊「皇帝萬歲！」。4月27日上午10時，拿破崙與隨從抵達法國南部海港弗雷瑞斯，登上英國皇家海軍巡航艦「無畏號」，然後於5月4日下午2時在厄尔巴岛费拉约港上岸。他隨後開始治理這座小島，建立一系列基礎設施與推動政府改革，並在閒暇時閱讀大量書籍。5月29日中午，约瑟芬·德·博阿尔内在马尔迈松城堡因肺結核去世，拿破崙得知消息後下令為她哀悼兩日。幾個月後，拿破崙的母親萊蒂西亞與妹妹波利娜分別前來探訪，而他的前情人瑪麗·瓦莱夫斯卡也曾攜其私生子亞歷山大·科隆納-瓦萊夫斯基前來探望他。與此同時，拿破崙也密切關注法國國內局勢與歐洲大事，當他在1815年2月13日得知軍隊中仍有許多他的支持者後，下定決心返回法國重奪帝位。

### 百日王朝
1815年2月26日，拿破崙登船從厄爾巴島啟程返回法國，陪同他的是一支1,026人的小部隊，由551名老近衛軍擲彈兵、94名波蘭槍騎兵與301名科西嘉騰躍兵組成。3月1日，他在法國地中海海岸的儒昂灣登陸，沿著如今被稱為「拿破崙之路」的路線向法國內陸進發。3月7日，第五線列步兵團的一個營擋住通往格勒诺布尔的路線，拿破崙冷靜地向他們走去，喊道：「第五團的士兵們，你們認得我？如果你們中有人想打死他的皇帝，我就在這裡。」那支部隊隨即丟下波旁王朝的帽徽，加入拿破崙的行列。之後，內伊元帥也轉換立場，帶著原本要抓捕拿破崙的部隊加入拿破崙。拿破崙向西北的進軍成為一系列凱旋式的進軍，大量部隊都加入了他的行列。3月20日，廣受民眾與軍隊歡迎的拿破崙返回杜伊勒里宫，重新成為法國的統治者，史稱「百日王朝」。他繼承了復辟王朝留下的20萬軍隊，並下令国民自卫军為他提供15萬新兵。而反法同盟方面，其司令部計劃出兵60萬人，並在6月底各部隊到期後，分多路發動進攻。初夏，拿破崙共擁有36萬名訓練有素的士兵，其中最精銳的12.5萬人被編成「北方軍團」。拿破崙決心主動出擊，在龐大的俄軍與奧軍抵達前，先擊敗在低地集結的23萬英軍與普軍。

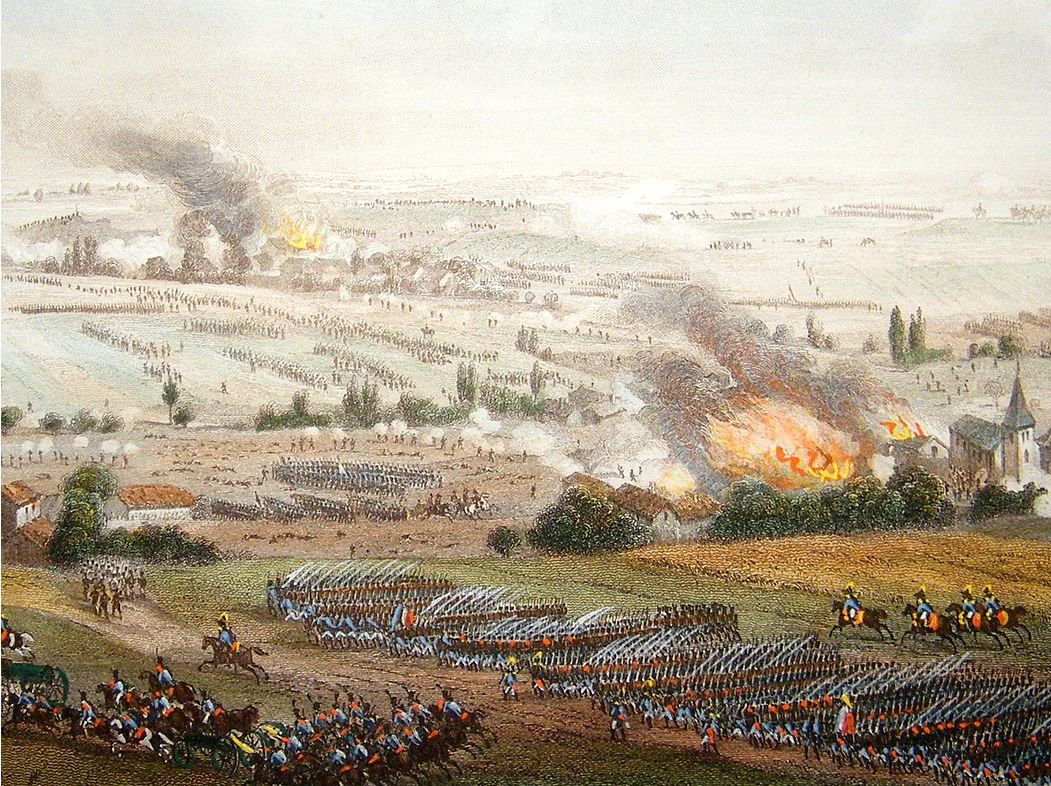
利尼戰役，西奧多·雲格繪

6月14日，拿破崙將所有作戰部隊移至邊境，並下令在第二天早晨入侵尼德蘭。法軍將在第一階段推進至沙勒羅瓦與桑布爾河渡口，重點打擊普魯士軍隊。6月15日凌晨4時30分，法軍對沙勒羅瓦周圍的普魯士齊滕軍進攻，在中午時分奪下沙勒羅瓦，接著繼續向東北追擊普軍。下午時分，向弗勒呂斯推進的法軍在日利村遭遇一支7,000人的普魯士旅，後者在下午6時法軍進攻時開始撤退，於是拿破崙下令勒托爾率領四個中隊展開追擊，成功擊潰一個普軍營，而其餘普軍後衛也大多被殲滅，通往布魯塞爾的道路門戶大開，威靈頓的部隊也被暴露在法軍矛頭之下。6月15日這天，法軍損失了600人，普軍損失則為2,000人。同日深夜，當威靈頓公爵得知法軍行軍的情報後，喊道：「上帝啊，我上了拿破崙的當！」6月16日凌晨，拿破崙將軍團分為兩部，由內伊指揮的左翼向四臂村進軍，由格魯希指揮的右翼向松布雷夫進軍，而拿破崙則職掌近衛軍組成的預備隊，視情況穿梭於兩翼之間。下午2時30分，格魯希的部隊開始對利尼戰場的普軍進攻，內伊的部隊也同時在四臂村與聯軍交火，拿破崙隨後下令協助內伊部隊的德隆第一軍立即前往利尼，當這支部隊抵達時，普軍的左翼與中路部隊應已經被法軍牽制，使其能夠輕鬆突入普軍右翼。然而接近夜晚時，抵達利尼附近的第一軍又被內伊召回，使拿破崙期望的殲滅戰未能發生，普軍撤出戰場。第一軍因混亂的参谋工作接收到相互矛盾的命令，在兩個戰場間來回穿梭，未能增援任何一處戰場，讓兩處的法軍都無法取得預定的輝煌勝利。

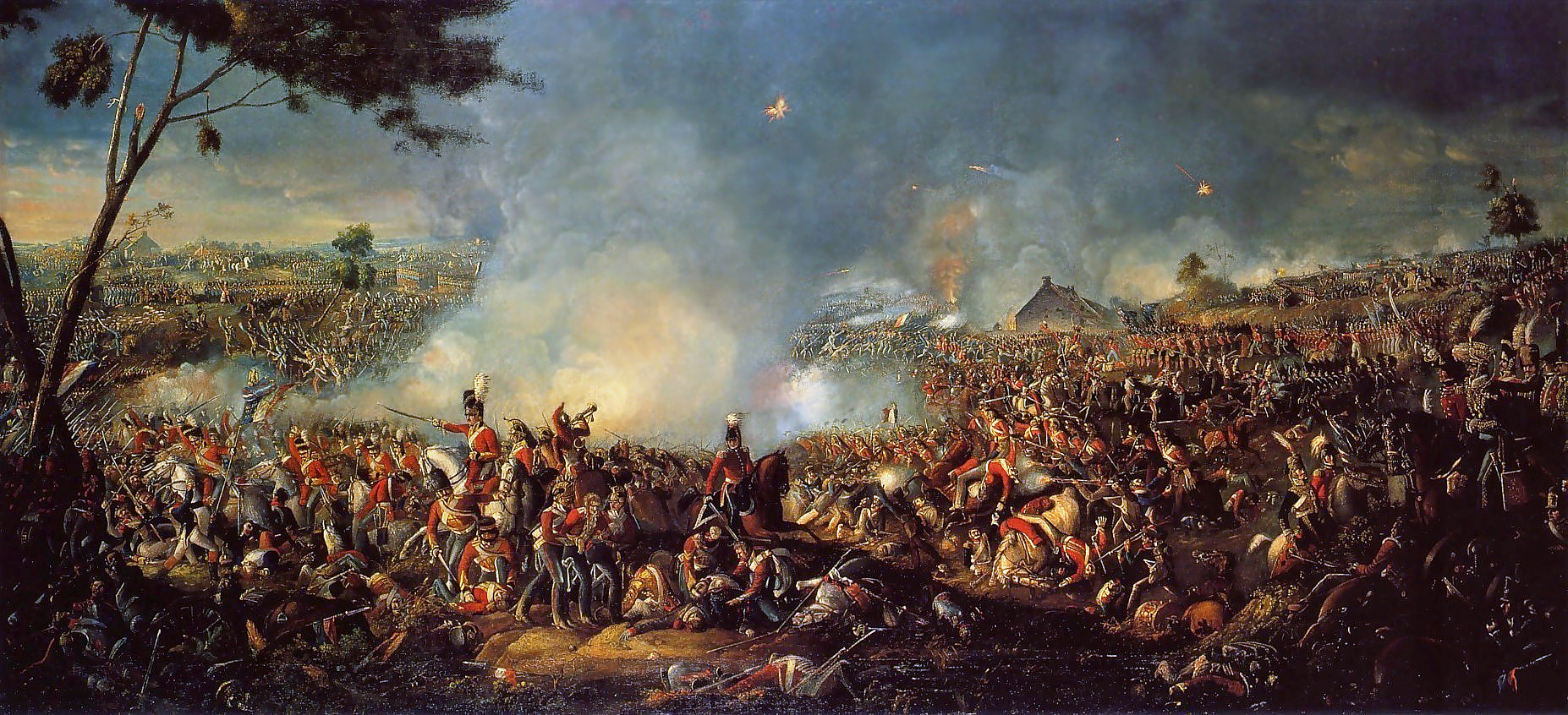
滑鐵盧戰役，威廉·薩德勒繪

6日17日，距離利尼不遠的普軍開始向瓦夫爾撤退，四臂村的英軍則向滑鐵盧附近的蒙聖讓撤退。拿破崙試圖在英軍撤退前發動襲擊，親自率軍向四臂村推進，並派遣格魯希率領3萬多人緊緊咬住撤退中的普軍。拿破崙的部隊撲空，但成功引起聯軍陣線後的恐慌。法軍主力7萬多人在半夜抵達滑鐵盧附近，因天气不佳至6月18日中午才對烏古蒙的英軍發動進攻。然而烏古蒙農舍的英軍面對法軍部隊的不斷衝擊，死死地守住這塊重要據點。1時，拿破崙下令大砲群轟擊聯軍陣地，接著德隆第一軍的四個進攻縱隊開始向聯軍的左翼進軍，成功行進過整個山谷，並重創山丘前的聯軍部隊。法軍在山頂距離勝利僅有咫尺之遥，然而英軍騎兵在此時發動衝鋒，法軍進攻部隊陷入混亂，撤回己方陣線。追击中的英軍騎兵秩序失控，向著法軍火砲陣地直衝而來，法军骑兵随即发起反击，把精疲力竭的敌人打得溃不成军，威靈頓的主力騎兵部隊近乎覆滅。下午4時，米約將軍率領2,500名胸甲騎兵，協同1,500名近衛槍騎兵與獵槍兵，對聯軍陣線發動衝鋒，前者退下後4,000名法軍騎兵又向聯軍步兵衝鋒，但由于缺乏炮兵配合未能衝破步兵方陣，反使法軍的騎兵力量損失大半。同時，普魯士部隊趕到，迫使法軍調兵至普朗斯努瓦抵禦新到來的敵軍。下午5時，內伊元帥下令8千名法軍步兵進攻聯軍陣線，但再次被聯軍擊退。然而其他法軍部隊成功攻下聯軍的重要據點拉艾聖，聯軍的中路陣線已經搖搖欲墜。法軍行進至山丘頂後，許多聯軍部隊後撤或潰散，陷入絕望的威靈頓「眼睛凝聚著淚水」，聯軍陣線接近崩潰。下午7時30分，拿破崙投入他最後的預備隊——中近衛軍的五个营，聯軍在接敵後潰退，法軍再次推進至山頂。然而荷兰师迅速对缺口完成补位，缺乏掩护的近衛軍在防线前被英军近卫步兵的齐射击溃，法軍全軍也在連鎖反應下瓦解，向熱納普撤退。拿破崙的北方軍團在滑鐵盧戰役中遭到致命性打擊，撤退的部隊與原先派往瓦夫爾的格魯希部撤回國內，法軍已無任何戰略主動權。
1815年6月22日，拿破崙宣布退位，將帝位轉交給他的繼承人拿破仑二世。他在6月15日離開巴黎前往马尔迈松，考慮移民美國但最終未成行。7月15日早上8點，拿破崙登上「柏勒洛豐號」向英軍投降。7月31日，英軍代表向拿破崙說明他將被流放至聖赫勒拿島，拿破崙雖對此深感不滿，還是於8月7日轉至「諾森伯蘭號」上，與26位隨員一同前往聖赫勒拿。

## 流放聖赫勒拿島

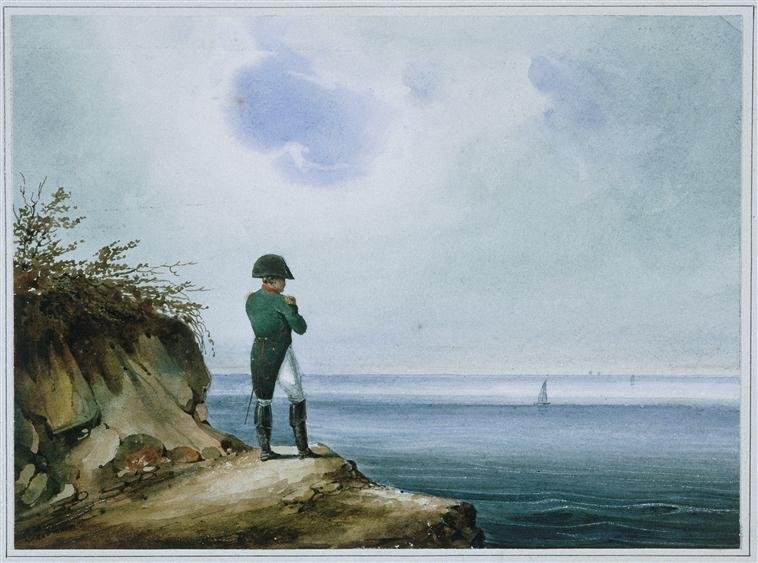
《拿破崙在聖赫勒拿島》，法蘭茲·約瑟夫·桑德曼繪於1820年

10月17日傍晚，「諾森伯蘭號」抵達圣赫勒拿島，拿破崙登岸前往詹姆斯敦。次日，拿破崙同喬治·科伯恩與亨利·贝特朗一道驅車前往副總督府朗伍德，在訪查中對此官邸的位置表示滿意，並希望能盡快入住。然而由於該府仍在打理中，其遂先行搬遷至詹姆斯敦城外的「荊園」別墅暫住。他在該處待了七週，並與東印度公司經理威廉·巴爾科姆之女貝琪建立了忘年交，輕鬆愉快地與後者玩樂。12月10日，拿破崙搬入朗伍德，該屋包括桌球室、客廳、餐廳、圖書館、僕役宿處及蒙托隆一家的臥室。房子坐落在高地上，空氣清爽，周圍荒僻。他在島上僅享有退役將軍的地位，英國人與其交涉時都只稱呼他為「先生」、「閣下」或「波拿巴將軍」。1816年4月14日，英軍少將赫德森·洛抵達圣赫勒拿島，接替和藹的馬克·威爾克斯擔任新總督。這位將軍「冷漠無情」、「抱令守律」，很快地與拿破崙發生齟齬，並將監禁他的年費從2萬英鎊削減至1.2萬英鎊。同年6月，拿破崙開始對其隨員口述回憶，這些口述內容被拉斯凱斯編撰成四卷本《聖赫勒拿回憶錄》。他在口述內容中誇大成就、淡化敗績，並在評論其他歷史人物時貶低其功績，試圖將自己塑造成千古完人。在那個屬於他的版本中，他成為一位不被人了解的自由主义者，屈服於保守歐洲的重重打擊之下。
直至1820年重病之前，拿破崙的每日作息如下：上午6時，他起床，喝茶或咖啡，洗漱，刮面，還用古龍水做全身按摩；上午10時，他吃午飯，然後口述回憶錄，接著泡一至三小時的澡；傍晚時分，他會在客廳壁爐邊會客，然後前往贝特朗家，隨後返回朗伍德，在晚餐前修改口述文本；晚餐時，他對隨員回憶偉人與偉大事件；晚飯後，他開始對隨員朗誦書籍，包括高乃依、伏爾泰、荷马等人的作品；下午11時，他停止讀書，上床就寢。他在閒暇時間經常接待途經圣赫勒拿島的客人，並與他們無所不談。他還在拉斯凱斯的教導下學習英語，但後者很快就因為一封送給吕西安·波拿巴的信被捕，拿破崙的英語學習遂停止。1816年10月下旬，拿破崙的身體開始出現毛病，其意志也愈發消沉，其醫生巴里·奧馬拉在報告中舉出多種病症。之後，奧馬拉診斷稱拿破崙得了肝炎，但洛認為這種結論只會讓人們指責英國政府把拿破崙送來這個是非之地。雙方之後發生了多次爭論，直到1818年8月洛將奧馬拉趕出圣赫勒拿島。1818年，拿破崙的病症開始加劇惡化，其家族遺傳病胃癌開始在其體內扎根，但直到兩年多後才被醫生發現。1819年9月，其舅紅衣主教約瑟夫·費舍派遣醫生安托馬爾基前來醫治他，但僅管後者是位有能之人，癌細胞的擴散已不可逆。

### 去世

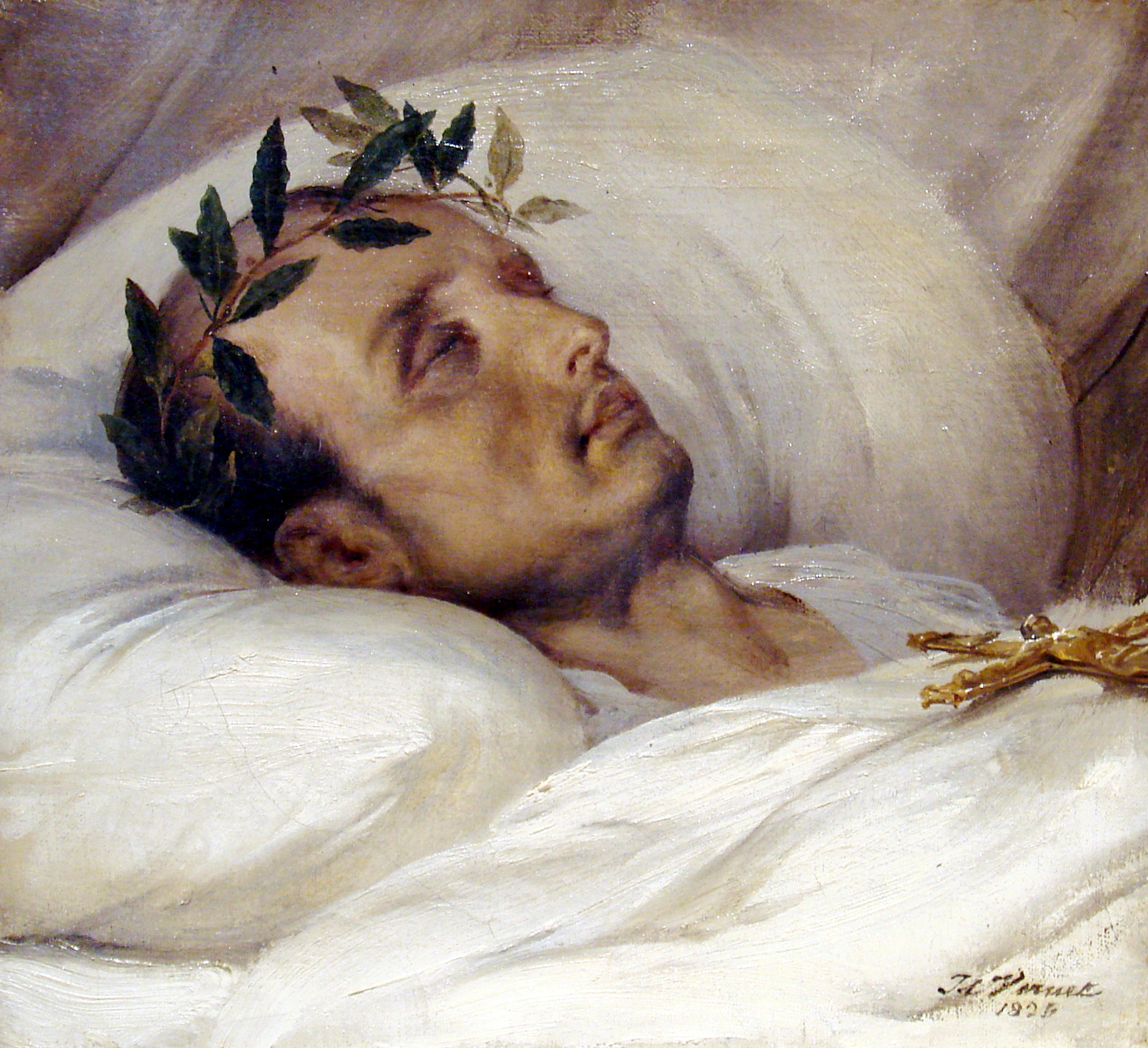
《拿破崙之死》，奥拉斯·韦尔内繪於1826年

1821年，拿破崙的身體狀態已瀕臨崩潰，他在2月時幾乎每天都會嘔吐，體內劇痛如同刀割一般折磨著他。他的體重迅速下降，面部「非常白，如同死人」。4月15日，拿破崙立下遺屬，該遺屬多達五大頁，以著名段落「我希望把我的骨灰葬在塞納河畔，安葬在我如此珍愛的法蘭西人民中」為人所知。4月底，拿破崙開始胡言亂語，許多話語都無法被旁人理解。5月3日，安傑洛-保羅·維尼亞利教士私自為拿破崙行臨終塗油禮。5月5日清晨，拿破崙說出最後一句話：「法蘭西，軍隊，軍隊的首腦，約瑟芬。」同日上午5時49分，拿破崙溘然長逝，時年51歲。其遺體經醫護人員檢驗後，著獵騎兵上校制服被放進棺木，英軍第66團及第20團的擲彈兵將它抬至托貝特溫泉，然後在15門禮砲轟鳴三次、滑膛槍齊射三次後下葬。1840年，贝特朗與古爾戈將軍把拿破崙的遺骨從島上墓地送回法國。12月2日，即皇帝加冕與奧斯特利茨戰役紀念日，法國王室在巴黎為拿破崙舉行盛大的葬禮，超過一百萬法國人在寒冷的冬天出外為其送葬。法王路易-菲利普一世擔任主持，苏尔特、蒙塞、烏迪諾及格魯希元帥出席。他的遺體被葬在荣军院，與蒂雷納子爵、沃邦侯爵等人一同在圓頂教堂長眠。

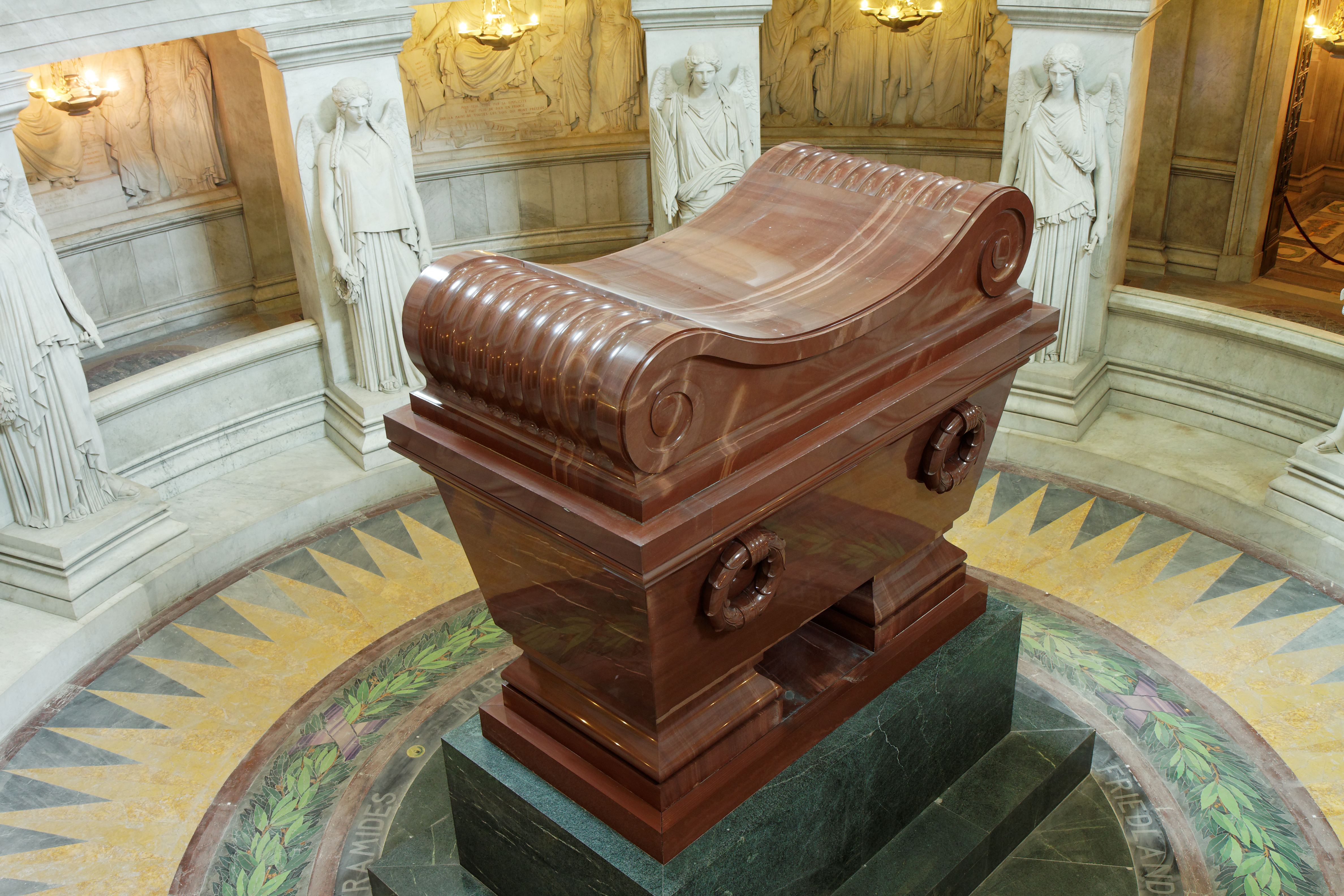
拿破崙在榮軍院的陵寢

拿破崙的死因至今都眾說紛紜，諸多歷史學家都就此議題提出自身看法，除了證據確鑿的胃癌外，還包括各類疾病、砷中毒、毒殺等。多年來，拿破崙被認為患有如下疾病：淋病、膽石症、癫痫、偏頭痛、消化性潰瘍、疟疾、布魯氏菌病、變形蟲肝炎、痢疾、壞血病、痛风、腦下垂體過度活躍、血吸虫症、腹部脹氣、消化不良、腎病、性腺功能低下症、心臟衰竭、膀胱炎、雙相障礙以及各類綜合症，如克氏症候群、佐林格-埃利森症候群。然而拿破崙除了曾得過痔瘡、幼年時的輕度肺結核、膀胱炎、頭痛等他在抵達圣赫勒拿島前就得過的病外，從未有任何證據指稱他曾得過上述的疾病。至於砷中毒的說法，部分學者認為拿破崙是被人用砒霜毒殺，或受環境中高濃度的砷影響。然而，近年研究表明拿破崙的頭髮內雖具有一定濃度的砷，但並不比同年代人高，無法使其喪命。

## 評價

### 軍事才能

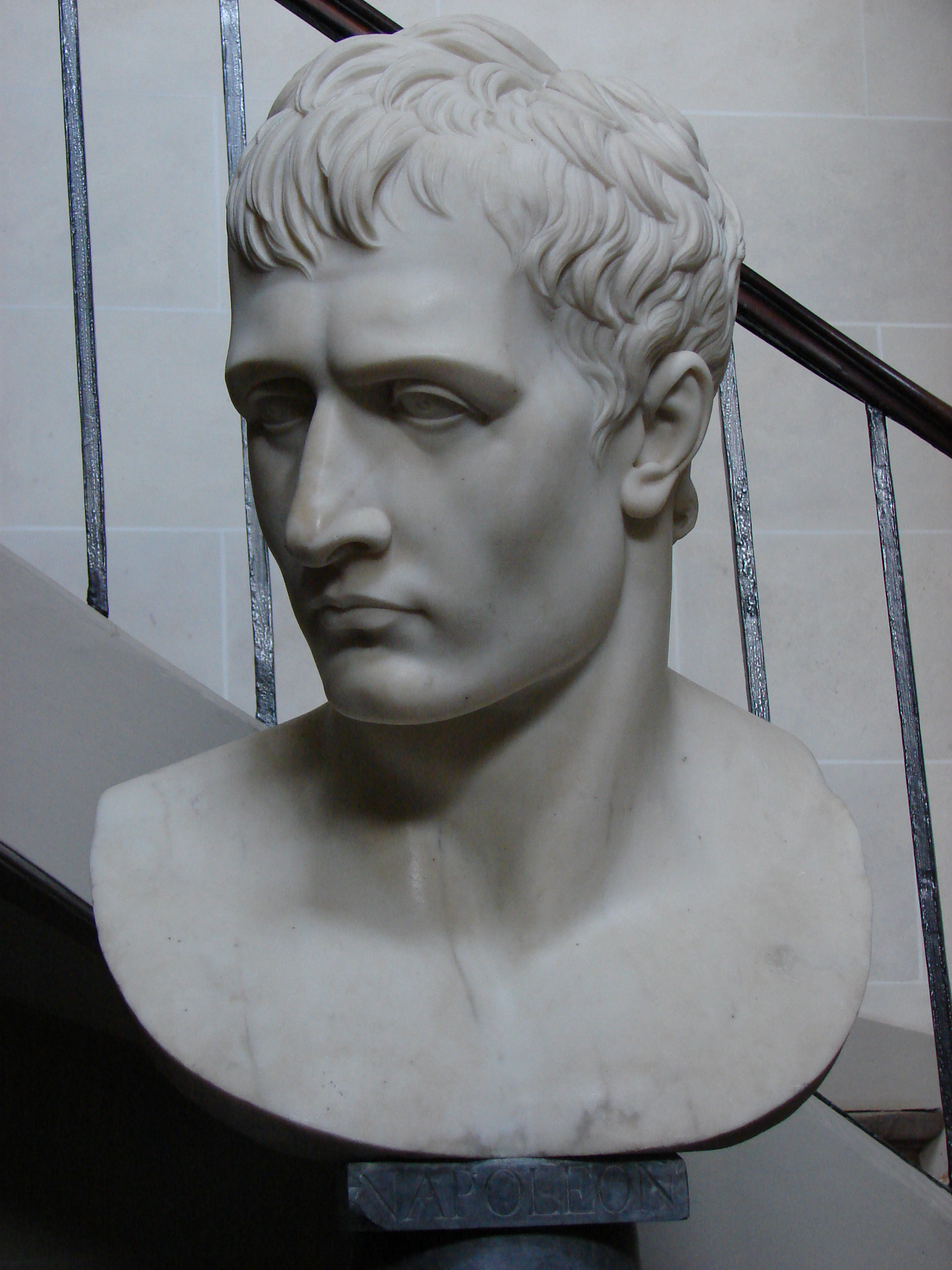
法國馬爾邁松城堡中的拿破崙半身像

拿破崙被許多歷史學家評價為歷史上最偉大的軍事指揮官，特別精於利用機動戰創造局部優勢，然後攻擊敵軍弱點以分割或殲滅敵軍。他在戰術與戰略層面上皆強調集中兵力與進軍速度的重要性，鍾情於主力決戰或殲滅戰，並在實際指揮中具有多種備選計劃及高度的靈活度。部分學者宣稱他並未開創出任何新戰術，但結合完善先前法國軍事理論家的思想，得以將任一一種戰術運用於多變的戰場上。而其他學者則認為他指揮的是新型態的戰爭，是革命後戰爭方法的最大理論家。
拿破崙在一生中指揮了大小五十多場戰役，超出其他幾位西方歷史著名統帥亚历山大、汉尼拔和凱撒的總和。他的軍事生涯極其輝煌，即使到1813年至1814年也並未降低，甚至在1815年擬定的破敵計劃也同1796年一般深具才能。美國軍事歷史學家約翰·埃爾廷（John Elting）總結道：「其作戰首要目標為殲滅敵軍主力，而一旦敵軍主力被擊潰，其他問題便迎刃而解。若敵軍不願決戰，他則會威脅敵方都城，以迫使其迎戰。」拿破崙始終力求主導戰場，以自身意志左右敵軍行動。其對手在1800年的馬倫戈戰役，1805年的乌尔姆战役、奧斯特利茨戰役，1806年的耶拿戰役，1807年的弗里德蘭戰役，1809年的雷根斯堡戰役，以及1814年的法蘭西戰役前都是率先發動攻勢的一方，但除1814年外，他皆能迅速粉碎敵軍進攻，使其轉入防禦。即便在1814年形勢極度不利之時，他依然差點成功逆轉戰局。他多次在己方兵力劣勢的情況下，憑藉著快速行軍與靈活機動，使法軍對敵軍局部形成數量優勢，從而在關鍵點獲取胜利。他最喜歡的策略為，包抄敵軍一翼，威脅其後方及補給線，迫使其匆忙撤退，或是在極為不利的條件下被迫迎戰。而若面對數支部隊，他則偏爱分割敵軍，逐個擊破，如1796年的義大利戰役，与1815年几近成功的滑鐵盧戰役。
英國元帥威靈頓公爵認為他在戰場上可抵四萬人，說道：「拿破崙，前無古人，今無匹敵，後無來者。」普魯士軍事家卡尔·冯·克劳塞维茨稱其為「戰爭之神」。英國軍事歷史學家大衛·錢德勒寫道：「拿破崙是一位真正傑出的軍人。他的許多才能是機會主義，但他作為隨機應變的大師，能夠根據情勢調整自己的戰略與戰術計劃。」英國陸軍上將詹姆斯·馬歇爾-康沃爾寫道：「在其流星一樣的生平中，其軍事天才依然光芒萬丈，無與倫比，而其神話的餘暉到現在依然照耀不滅。」英國歷史學家安德魯·羅伯茨寫道：「他（拿破崙）對地形的直覺、他判斷距離和選擇戰場的精準度、他的時機感常常令我震驚。」英國首相温斯顿·丘吉尔寫道：「尤利烏斯·凱撒之後，歐洲最偉大的軍事家。」

### 整體評價

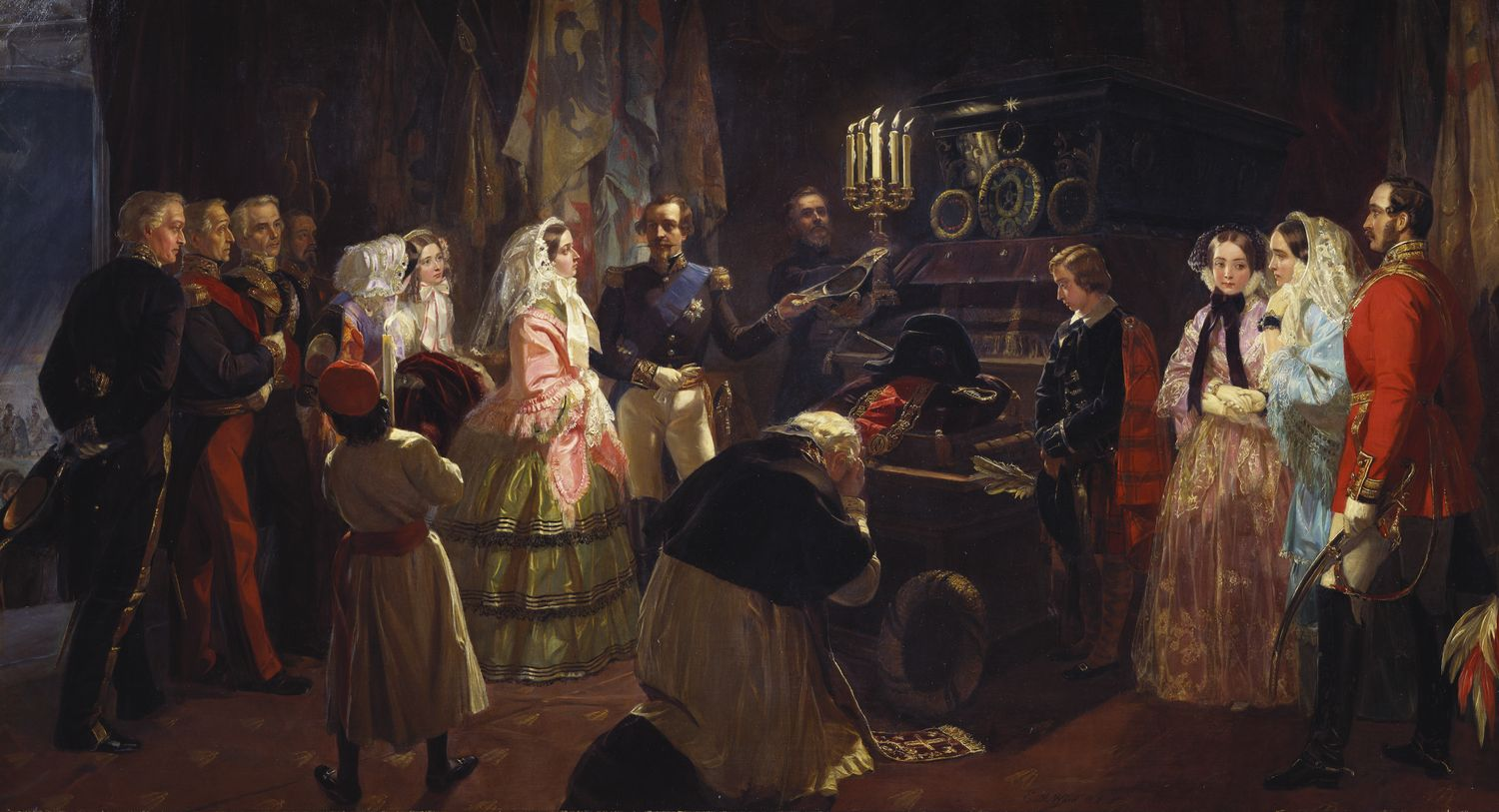
维多利亚女王於1855年拜谒拿破仑的棺椁

拿破崙被視為是極其優秀的軍事家與行政管理者，並以其個人魅力得到許多敵國政要的敬重與人民的崇拜。他個子不高，年輕時外型「俊美瘦削，如搖滾明星般英俊瀟灑」、體格「雖瘦，但健壯耐勞」、眼睛「炯炯有神」；晚年時身材發福、短髮、面色發黃，但仍有著如催眠術一般的個人魅力。拿破崙極其聰明、敏銳機智、富有雄心，同時有著積極、充滿樂觀精神的一面，也有著憤世嫉俗與喜愛操控人的一面。他具有難以被滿足的好奇感、無可比擬的自控力與無法被粉碎的激情。拿破崙推動了资本主义在歐洲的發展，摧毀了歐洲大陸的封建制度，但也因为其個人野心变得專橫，試圖成為歐洲乃至亞洲的掌控者。他多變的個人形象，導致其在不同人群中的評價非常不同。
英國剑桥大学教授約翰·霍蘭·羅斯認為拿破崙在治理國家、喚起人民才智與運用戰爭藝術方面超群絕倫、偉大至極，是「古往今來最偉大的戰士和執政者」。英國牛津大学教授麥可·布羅厄斯寫道：「沒有哪一個出身平凡的人經歷過這樣的『征程』......歷史再未能出現過拿破崙這樣的人物。」英國歷史學家安德魯·羅伯茨認為拿破崙是最偉大的開明獨裁者，可稱「大帝」。卡尔·马克思與弗里德里希·恩格斯形容拿破崙為「能在一剎那間決定整個大陸的命運，並且能夠在決定中顯示出英明果斷」，是「真正的偉大的拿破崙」。德國哲學家黑格爾形容他為「馬背上的世界精神」。德國文學家歌德寫道：「（拿破崙）一直被理性啟蒙......永遠處於開明狀態。」法國文學家巴尔扎克在《鄉村醫生》中寫道：「上帝怎麼會給予一個普通人那樣的權力，讓他以鮮血在地上寫下他的名字，叫人永遠記住！拿破崙萬歲，人民與軍人之父萬歲！」法國文學家司汤达寫道：「他（拿破崙）是自凱撒以來，全世界最偉大的人物。」
拿破崙维护并发展了法国大革命的积极成果，法律面前人人平等、理性政府、精英治国、宗教寬容、財政平衡、財產權等理念得到了推行；解決並拋棄掉大革命的黑暗面，即腐敗、低效、恶性通貨膨漲等現象。他既非極權獨裁者，亦不是暴君，儘管其曾在雅法圍城戰後處決土耳其戰俘，但沒有其他的例子顯示他暴虐無道。他的內政改革大幅改善了法國人民的生活，奠定了法國乃至世界幾百年後的發展，其名流芳至今仍广为人知。然而他帶領的法國雖曾多次橫掃歐陸，但戰爭的失敗使該國飽受打擊，加剧地缘上的劣勢，不再具備路易十四時期得以稱霸歐洲乃至世界的財政、經濟、人口資源，讓英國成為不可動搖的世界霸權。英國剑桥大学教授約翰·霍蘭·羅斯在《拿破崙一世傳》卷末總結道：「人類畢竟不以最高的榮譽授予那些謹小慎微、知難而退、毫無建樹傳於後世的庸碌之輩，而是把它授予胸懷大志、敢作敢為、功勳卓著、甚至在自己和千百萬人同遭大禍之際還主宰著千百萬人之心的人。拿破崙就是這樣一個奇蹟創造者。這個人......必將永遠立於人類歷史上千古不朽者的最前列。」
|                  | 我填补了无政府状态的深渊，平息了混乱。我荡涤了革命的污垢，提高了平民的地位，恢复了国王的权威。我鼓励了各项竞争，奖赞了一切功绩，扩大了光荣的界限。所有这些的确都不是小事……亲爱的，这短短几句话便是我的全部历史。 |
| ——拿破崙，1816年 | |

## 改革與影響

### 內政

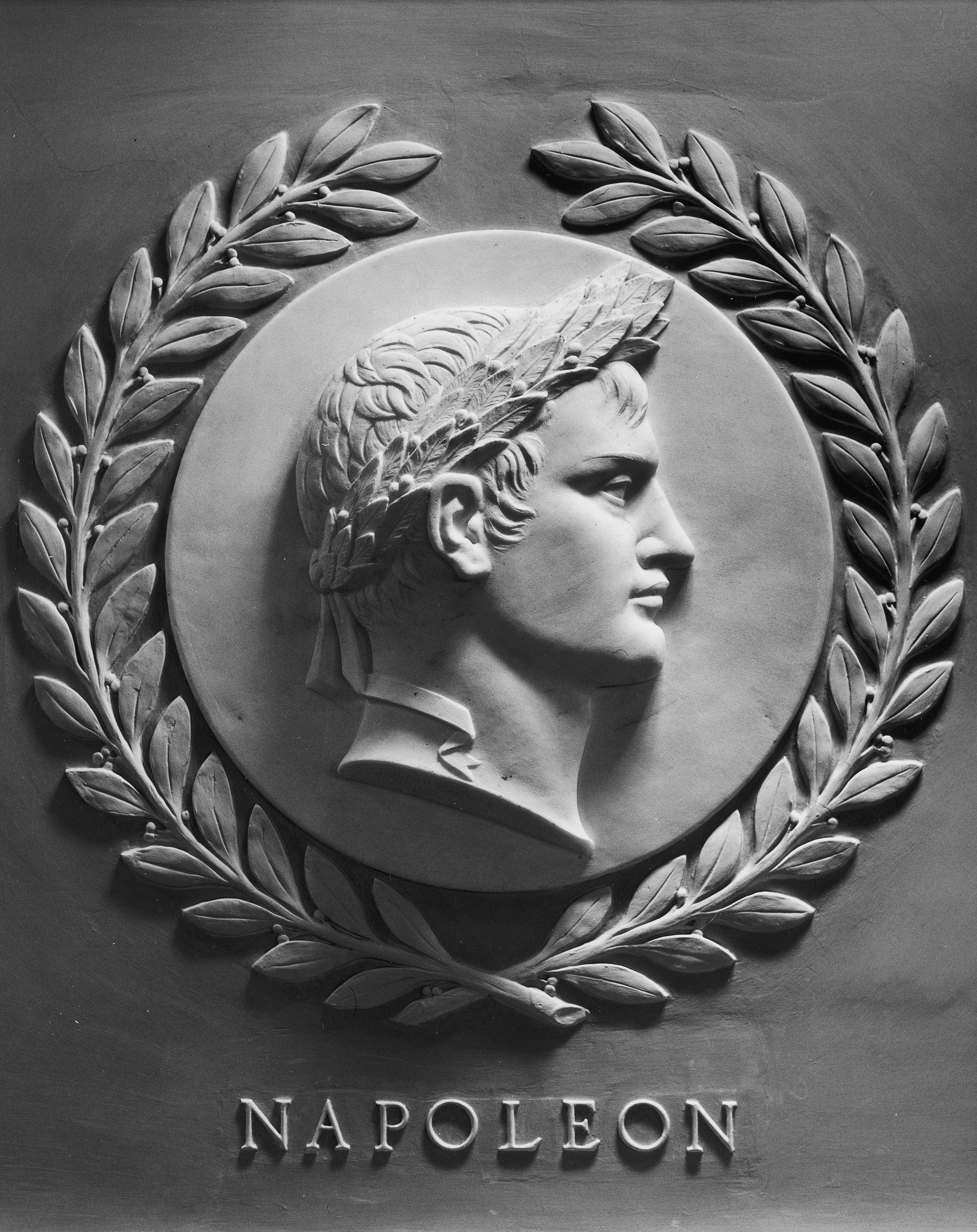
美国众议院议事厅的拿破仑浮雕

拿破崙嘗試重整在大革命時期被重創的國家，將權力集中並建立一個規則化的政府體制。他在1800年2月頒布法令，規定各省或各地區由內政部長任命的省長管理，所有的地方首長改為中央直接任命，並設立了保存至今的省-區-公社制。他將所有公職官員編入帶薪的公務員系統，廢除依賴貪污腐敗和裙帶關係的晉升機制，代之以回饋才能與功績的升值系統，大幅加強行政效率與中央對地方的權力。他曾推行影響深遠的改革，包括創建國務委員會、上訴法院、審計法院、法兰西银行、商會、芽月法郎等行政措施，並下令正式實行米制，並在隨後的戰爭中將此制度傳遍歐洲，成為當今世界通用的公制。此外，他還設立標準幣制與統一法语。
1802年5月，拿破崙頒布法令，建立45所公立中學，學科包括希臘文、拉丁文、修辭學、邏輯學、倫理學、數學及物理學等。學校校規嚴格，14歲以下學生需穿戴校服，學生間有明顯的上下級關係，教會的影響力被限制在最低程度。他創建的中學如亨利四世中学、路易大帝中學、查理曼中學至今都還是法國最好的中學，而其創建的軍校如聖西爾軍校及改組後的巴黎綜合理工學院在之後兩百年為法國培育出大量軍事人才。1808年3月17日，他頒布法令建立帝國大學，分為神學院、法學院、醫學院、文學院、數理與物理學院等五個學院。
1802年5月19日，拿破崙頒布法令創立榮譽軍團制度，以獎勵軍功或民間貢獻，總計在帝國時期受勳者約有3.5萬人，並在後續的政體中被保留下來，在克里米亚战争、第一次世界大战等對外戰爭中繼續發放，至今仍是法國最高榮譽。1808年3月1日，拿破崙創立帝國貴族階層，在接下來的6年內立了42位親王與公爵、500名伯爵、1,550名男爵及1,500名騎士，當中絕大多數都是軍人。

### 法律
拿破崙為了使政府能高效地運轉國家職能，決定建立標準的法律系統與公正的司法體系，編撰一系列被後世統稱為《拿破崙法典》的法典。他首先在第二執政康巴塞雷斯與其他法學者的幫助下，將1789年後諸革命政府制定的14,000條法令、法律及42部地方法典融入單一法律系統，在新的民法典中保證了以下內容：法國公民在法律面前一律平等，享有人身自由，不得任意逮捕；自由締結的合法契約神聖不可侵犯；不承認血統特權；擁有完整的宗教自由，政教分離；有自由擇業權與私有財產權。這部法典雖為現代法律之濫觴，但內容過於保守，傾向中產階級、雇主與男性家長的立場，讓其在後世受到非議。除《民法典》外，拿破崙還陸續頒布了《民事訴訟法典》《商法典》《刑法典》《刑事訴訟法典》。這些法律不僅在法兰西帝国境內生效，還延伸至西班牙、意大利等地區，並成為大陆法系的基石，至今仍有大量國家受其影響。

### 政治思想
拿破崙的軍事征伐使法國大革命的思想傳遍歐洲乃至各列強的海外殖民地。諸多拉丁美洲殖民地因西班牙本土的動盪與啟蒙運動的理念，決定脫離西班牙帝國獨立，但皆未能按照大革命的理想建立一個持久的民主共和國，反而成為了威權主義國家。在歐洲大陸上，法國對各處的佔領引發了民族主義的反抗，德意志與義大利人民有了統一民族的概念，最終讓兩地各有了獨立的民族國家。拿破崙實行著革命後的資產階級制度，發展法國境內的工業與農業生產，將大革命後的法國制度帶到被征服的國家，重創了歐洲封建制度，法律面前人人平等與自由主义等思想開始盛行歐陸。拿破崙雖經《教务专约》承認天主教是絕大部分法國公民信仰的宗教，但同時也保护新教徒與犹太教徒的合法權利，使法国成为當時最為宗教寬容的國度。

### 軍事

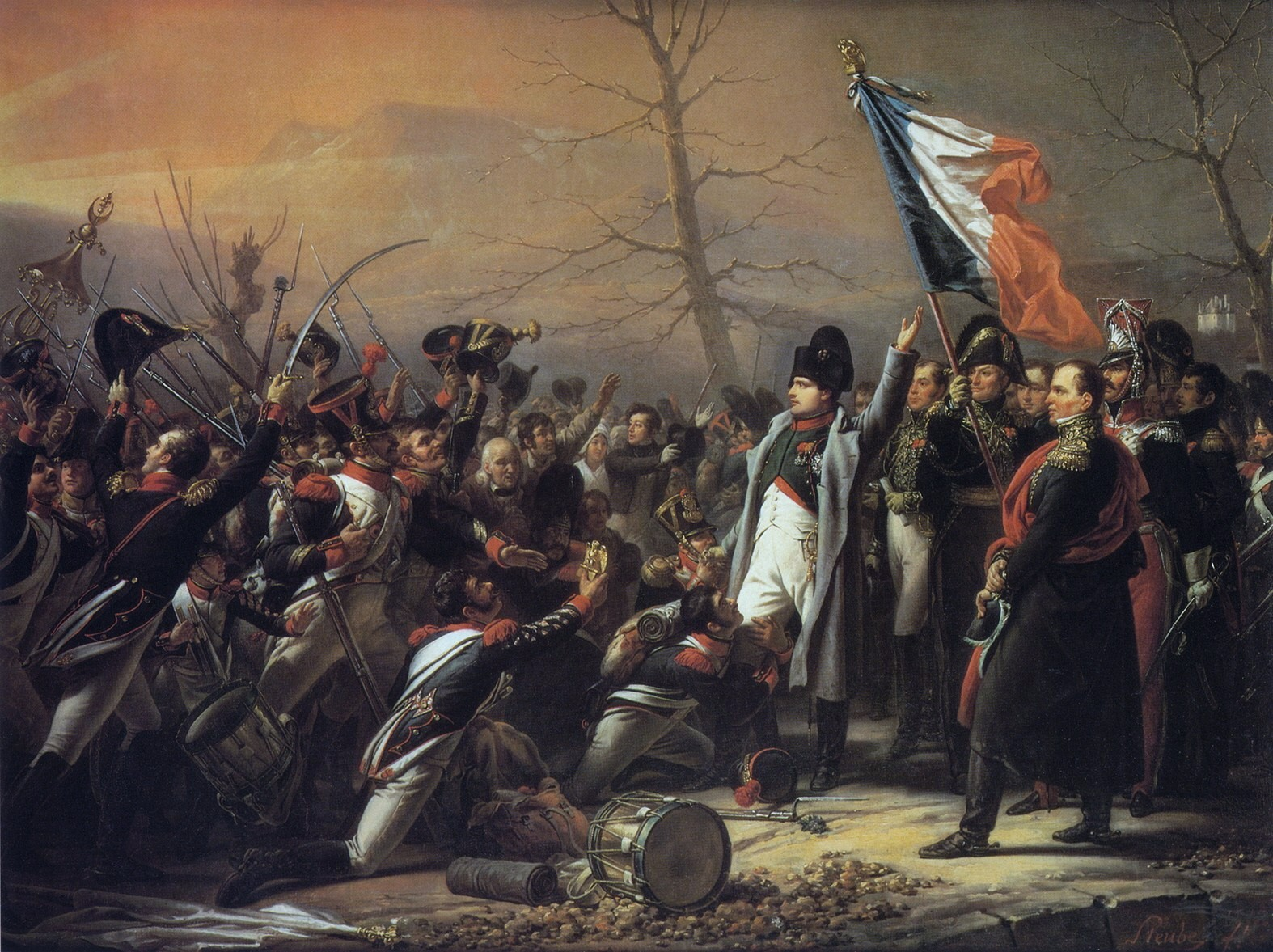
拿破仑从厄尔巴岛归来

拿破崙成名前的18世紀裡，戰場上的步兵營都以橫隊作戰：他們在衝擊時使用橫隊，在射擊時也使用橫隊，只有在行軍時才使用縱隊。在此期間，法國軍事思想家福拉爾與梅尼爾-迪朗提出縱隊衝擊理念，並引發了漫長而激烈的爭論。1772年，法國軍事家吉爾貝發表一本傳遍歐洲的著作，在其中否定福拉爾及梅尼爾-迪朗的實心縱隊衝擊理論，但仍肯認縱隊在戰場上發揮的作用。1791年8月1日，法國政府頒布新步兵條令，成為拿破崙時期的操典範例。而在拿破崙戰爭中，因為法軍士兵素質的提高，法軍大量地使用如空心方陣、實心方陣、縱隊衝擊等戰術，其基本作戰隊形為營縱隊：每個營都列成一個獨立的小縱隊，其正面通常為兩個排。此外，法軍步兵在作戰中也多次散開隊形，成為散兵，利用地形騷擾與打擊敵軍。
而在騎兵這一兵種上，雖然其在法国大革命初期因革命動亂而質量驟降，但在大革命战争後期已積累了可觀的經驗。拿破崙在改革上將騎兵與步兵師徹底分離，成為騎兵旅或騎兵師，歸屬於軍之下。而余下的騎兵則組成預備騎兵軍，下轄數個騎兵師。砲兵方面，拿破崙將部分砲兵從步兵師中轉移，僅保留兩個砲兵連，重騎兵師保留兩個騎砲連，重砲則從各師中剝離出來，一部份分配給軍直接指揮，部分則歸屬於軍團，由拿破崙本人直接掌控。1803年，拿破崙用由馬爾蒙將軍改進的共和十一年系統取代原有的格里博瓦爾體系，這一體系的火砲在接續幾年逐漸取代原有體系的火砲。
拿破崙戰爭中，法軍的軍級單位經過大革命戰爭莫羅將軍等人的發展後成為常態，該軍下轄數個師，不再出現師長同時兼職指揮「師集群」的現象。拿破崙的「大军团」麾下往往會包括幾個軍、一支預備騎兵部隊和一個大砲群。軍由數支步兵師、一兩個騎兵旅組成，大口徑的重砲由直屬軍長的砲兵軍官指揮。軍成為一種獨立部隊，可以在多場戰役中維持大體相同的編制，大大增加了指揮上的靈活度。

## 妻子、情人與孩子
拿破崙的人生中曾至少有過兩任妻子和幾十位情人，其中他在1800年至1810年迎娶瑪麗·路易絲前，共有25位已知的情人，每一位年齡都小於約瑟芬·德·博阿爾內。拿破崙的初戀情人是卡羅利娜·科隆比雅（Caroline du Colombier），在拿破崙擔任拉費爾砲兵團少尉時相見，這段戀情相當深刻，他即使在晚年時仍會憶起與她的幾次散步。1794年，拿破崙返回昂蒂布，開始追求漂亮的富家女德茜蕾·克拉里。1795年4月，雙方締結婚約。然而這段感情在拿破崙前往巴黎後就淡了，拿破崙隨後撰寫了浪漫小說《克列松與歐仁妮》，告別自己對德茜蕾的戀情。1795年末，拿破崙與著名的社交名媛約瑟芬·德·博阿爾內墜入愛河。1796年3月9日，兩人結為夫妻。在拿破崙遠征埃及期間，留在法國的約瑟芬出軌，得知消息的拿破崙在與第22獵騎兵團中尉讓-諾埃爾·富雷斯的妻子波利娜·富雷斯相遇後，後者很快成為他的情婦。1800年的馬倫戈戰役後，拿破崙返回米蘭並享受義大利女演員朱塞平娜·格拉西尼的陪伴。1801年，他贊助了一位歌劇女高音卡羅琳·布朗許。擔任第一執政期間，拿破崙還與兩位舞台劇演員瑪格麗特·喬治與約瑟芬·迪謝努瓦有染。1804年，拿破崙因與伊莉莎白·德沃黛有染，與捉姦的約瑟芬發生劇烈爭吵。但過沒多久，他又與阿代勒·迪沙泰爾發生關係。1806年12月13日，拿破崙的情婦埃萊奧諾爾·德努埃勒誕下他的第一個孩子夏爾·萊昂，這個孩子讓拿破崙明白無法生育的問題源自約瑟芬而非他自己，並開始有了離婚的念頭。1809年，著名的波蘭夫人瑪麗·瓦莱夫斯卡懷了他第二個可證的孩子亚历山大·科伦纳-瓦莱夫斯基。

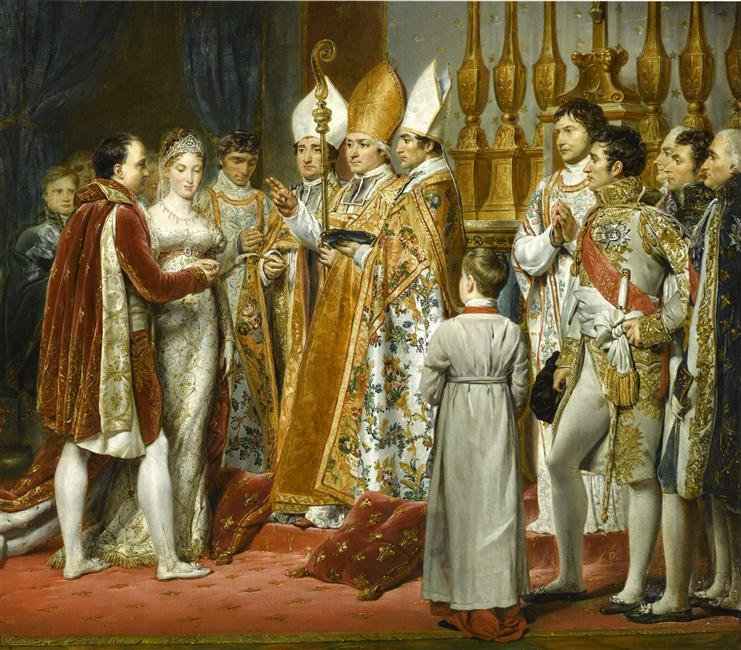
拿破崙與瑪麗·路易絲的婚禮

即使拿破崙自埃及回國以來都與約瑟芬過著親密、宜人和友善的婚姻生活，他還是於1809年11月30日告訴約瑟芬他想離婚，因為她未能誕下婚生子。12月16日，元老院令解除拿破崙與約瑟芬的婚姻。拿破崙隨即向俄羅斯公主安娜女大公求婚，但因俄方的答覆過於緩慢，他轉而向奧地利公主瑪麗·路易絲求婚。這位公主身材高挑、特別健康、美麗優雅，深得拿破崙的喜愛。1810年4月1日，拿破崙與瑪麗·路易絲在聖克盧宮舉行世俗婚禮，起初享有幸福美滿的婚姻，並在1811年3月20日誕下一位繼承人拿破崙·法蘭索瓦·約瑟夫·夏爾·波拿巴，後世稱「拿破崙二世」。這名繼承人在出生時就被封為羅馬王，在他父親失勢後他被接到奧地利，更名為弗朗茨（Franz），並被封為賴希施泰特公爵。1821年7月13日，這位少年在得知父親去世後顯得異常悲痛，並被獲准為拿破崙服喪。1828年，拿破崙二世加入了奧地利陸軍，他表現出色並親力親為，但始终不受首相梅特涅信任。1832年他在服役期间意外染上肺炎，臥床數月後病情加重為肺結核，於同年7月22日凌晨5時在維也納美泉宮逝世，時年21歲。

## 註腳
1. ↑  羅斯a（1977年），第17页
2. ↑  羅斯a（1977年），第12页
3. ↑  格里費（2021年），第3页
4. 1 2  布朗達（2019年），第18页
5. ↑  羅伯茨（2016年），第4-5页
6. ↑  王朝田 & 梁湖南（1985年），第3页
7. 1 2  塔爾列（1992年），第1页
8. ↑  羅伯茨（2016年），第6-7页
9. ↑  格里費（2021年），第20页
10. 1 2  塔爾列（1992年），第2页
11. ↑  羅斯a（1977年），第19-21页
12. 1 2  布朗達（2019年），第16页
13. ↑  羅斯a（1977年），第16页
14. 1 2 3  羅伯茨（2016年），第8页
15. ↑  格里費（2021年），第21页
16. ↑  羅伯茨（2016年），第10页
17. ↑  布朗達（2019年），第24页
18. ↑  格里費（2021年），第33页
19. ↑  Tulard（1984年），第25页
20. ↑  羅伯茨（2016年），第14页
21. ↑  羅斯a（1977年），第22-23页
22. ↑  羅伯茨（2016年），第13-16页
23. ↑  格里費（2021年），第35-38页
24. ↑  Chandler（2009年），第8-9页
25. 1 2  羅斯a（1977年），第26页
26. ↑  格里費（2021年），第42-44页
27. ↑  羅伯茨（2016年），第25页
28. ↑  格里費（2021年），第45页
29. ↑  塔爾列（1992年），第4-5页
30. ↑  羅伯茨（2016年），第32-33页
31. ↑  多伊爾（2021年），第98页
32. ↑  格里費（2021年），第59-60页
33. ↑  羅斯a（1977年），第40-41页
34. ↑  羅伯茨（2016年），第44页
35. ↑  塔爾列（1992年），第7页
36. ↑  格里費（2021年），第84页
37. ↑  羅斯a（1977年），第47页
38. ↑  羅伯茨（2016年），第50-51页
39. 1 2  Broers（2009年），第71页
40. ↑  多伊爾（2021年），第169页
41. ↑  索布尔（2015年），第189页
42. ↑  格里費（2021年），第88-89页
43. ↑  塔爾列（1992年），第8页
44. 1 2  格里費（2021年），第111-112页
45. ↑  羅伯茨（2016年），第56-57页
46. 1 2  羅伯茨（2016年），第58页
47. ↑  Broers（2009年），第77页
48. ↑  Connelly（2006年），第11页
49. ↑  王朝田 & 梁湖南 1985，第19頁.
50. ↑  王朝田 & 梁湖南（1985年），第20页
51. 1 2  Connelly（2006年），第12页
52. ↑  羅斯a（1977年），第52页
53. ↑  羅伯茨（2016年），第63页
54. ↑  Broers（2009年），第81页
55. ↑  羅伯茨（2016年），第64页
56. ↑  格里費（2021年），第120页
57. ↑  羅斯a（1977年），第69页
58. ↑  羅斯a（1977年），第69-72页
59. ↑  塔爾列（1992年），第11页
60. ↑  羅伯茨（2016年），第70页
61. 1 2  羅伯茨（2016年），第66页
62. 1 2  Connelly（2006年），第14页
63. 1 2  羅伯茨（2016年），第76-78页
64. 1 2  多伊爾（2021年），第276-278页
65. ↑  羅伯茨（2016年），第80-82页
66. ↑  塔爾列（1992年），第20页
67. ↑  羅斯a（1977年），第85页
68. 1 2  羅伯茨（2016年），第88页
69. 1 2  索布尔（2015年），第355页
70. ↑  格里費（2021年），第176页
71. ↑  羅伯茨（2016年），第90页
72. ↑  塔爾列（1992年），第21页
73. ↑  Broers（2009年），第114页
74. ↑  羅斯a（1977年），第90页
75. ↑  克劳塞维茨a（2019年），第7页
76. ↑  Chandler（2009年），第34页
77. ↑  Leggiere（2016年），第100页
78. ↑  Colson & Mikaberidze（2022年），第332页
79. ↑  克劳塞维茨a（2019年），第8页
80. ↑  克劳塞维茨a（2019年），第23页
81. ↑  王朝田 & 梁湖南（1985年），第36页
82. ↑  王朝田 & 梁湖南（1985年），第37页
83. ↑  Leggiere（2016年），第103页
84. ↑  克劳塞维茨a（2019年），第36页
85. ↑  克劳塞维茨a（2019年），第36-37页
86. ↑  Colson & Mikaberidze（2022年），第334页
87. ↑  Chandler（2009年），第66页
88. ↑  Haythornthwaite（1993年），第9页
89. ↑  Connelly（2006年），第23页
90. 1 2  王朝田 & 梁湖南（1985年），第42页
91. 1 2 3  Haythornthwaite（1993年），第10页
92. ↑  Connelly（2012年），第81页
93. ↑  Connelly（2006年），第25页
94. 1 2  Colson & Mikaberidze（2022年），第337页
95. ↑  羅斯a（1977年），第105页
96. ↑  Chandler（2009年），第78页
97. ↑  克劳塞维茨a（2019年），第93页
98. ↑  王朝田 & 梁湖南（1985年），第58页
99. ↑  王朝田 & 梁湖南（1985年），第59页
100. ↑  Chandler（2009年），第84页
101. ↑  格里費（2021年），第194页
102. ↑  羅伯茨（2016年），第112页
103. ↑  克劳塞维茨a（2019年），第115页
104. ↑  羅伯茨（2016年），第116页
105. ↑  索布尔（2015年），第356页
106. ↑  羅斯a（1977年），第113-114页
107. ↑  克劳塞维茨a（2019年），第121-122页
108. ↑  克劳塞维茨a（2019年），第129-132页
109. ↑  Chandler（2009年），第89页
110. ↑  克劳塞维茨a（2019年），第141-143页
111. ↑  Connelly（2006年），第27页
112. ↑  克劳塞维茨a（2019年），第145-146页
113. 1 2 3  Connelly（2006年），第28页
114. ↑  克劳塞维茨a（2019年），第150-151页
115. ↑  Haythornthwaite（1993年），第11页
116. ↑  羅伯茨（2016年），第137页
117. ↑  克劳塞维茨a（2019年），第169页
118. ↑  Connelly（2006年），第29页
119. 1 2 3  Colson & Mikaberidze（2022年），第343页
120. ↑  克劳塞维茨a（2019年），第170页
121. ↑  克劳塞维茨a（2019年），第173页
122. ↑  Boycott-Brown（2001年），第419页
123. ↑  Boycott-Brown（2001年），第432页
124. ↑  克劳塞维茨a（2019年），第220页
125. ↑  Boycott-Brown（2001年），第437-438页
126. 1 2  Boycott-Brown（2001年），第440页
127. 1 2  Colson & Mikaberidze（2022年），第344页
128. ↑  克劳塞维茨a（2019年），第241-242页
129. 1 2  Boycott-Brown（2001年），第447页
130. ↑  Boycott-Brown（2001年），第453页
131. ↑  克劳塞维茨a（2019年），第254页
132. ↑  Chandler（2009年），第105页
133. ↑  Chandler（2009年），第106页
134. 1 2  Haythornthwaite（1993年），第15页
135. 1 2  Colson & Mikaberidze（2022年），第345页
136. ↑  Boycott-Brown（2001年），第470页
137. ↑  Chandler（2009年），第112页
138. ↑  Connelly（2012年），第92页
139. ↑  Haythornthwaite（1993年），第16页
140. 1 2  王朝田 & 梁湖南（1985年），第90页
141. ↑  Colson & Mikaberidze（2022年），第346页
142. ↑  王朝田 & 梁湖南（1985年），第92页
143. 1 2  布魯斯等（2010年），第20页
144. ↑  克劳塞维茨a（2019年），第318页
145. ↑  克劳塞维茨a（2019年），第319页
146. 1 2  王朝田 & 梁湖南（1985年），第94页
147. ↑  克劳塞维茨a（2019年），第321页
148. ↑  Boycott-Brown（2001年），第515页
149. ↑  Chandler（2009年），第120页
150. 1 2  王朝田 & 梁湖南（1985年），第98页
151. ↑  Chandler（2009年），第121页
152. 1 2  勒費弗爾（2010年），第498页
153. ↑  克劳塞维茨a（2019年），第366-367页
154. ↑  克劳塞维茨a（2019年），第376-378页
155. ↑  克劳塞维茨a（2019年），第379-380页
156. ↑  羅伯茨（2016年），第170-174页
157. ↑  Connelly（2012年），第95页
158. ↑  勒費弗爾（2010年），第508页
159. ↑  羅伯茨（2016年），第183页
160. 1 2  Colson & Mikaberidze（2022年），第608页
161. ↑  羅伯茨（2016年），第190页
162. ↑  羅斯a（1977年），第182-183页
163. ↑  羅伯茨（2016年），第192页
164. ↑  羅斯a（1977年），第184页
165. 1 2  Colson & Mikaberidze（2022年），第609页
166. ↑  Barthorp（1978年），第14页
167. ↑  羅伯茨（2016年），第199页
168. 1 2 3  Colson & Mikaberidze（2022年），第610页
169. 1 2  Colson & Mikaberidze（2022年），第612页
170. ↑  Cole（2007年），第20页
171. ↑  Cole（2007年），第22-25页
172. 1 2  Colson & Mikaberidze（2022年），第613页
173. ↑  Cole（2007年），第49-53页
174. 1 2  Chandler（2009年），第223页
175. ↑  Connelly（2006年），第55页
176. 1 2  Colson & Mikaberidze（2022年），第614页
177. 1 2  Chandler（2009年），第226页
178. ↑  Connelly（2012年），第100页
179. ↑  Connelly（2012年），第101页
180. ↑  Colson & Mikaberidze（2022年），第617页
181. 1 2  Colson & Mikaberidze（2022年），第617-618页
182. 1 2 3  Connelly（2012年），第102页
183. ↑  Chandler（2009年），第236页
184. ↑  布羅厄斯（2018年），第192页
185. 1 2  Chandler（2009年），第239页
186. 1 2  Connelly（2012年），第103页
187. ↑  布萊寧（2018年），第805页
188. ↑  羅斯a（1977年），第220页
189. ↑  羅斯a（1977年），第222页
190. ↑  Mikaberidze（2020年），第92页
191. ↑  Connelly（2006年），第60页
192. ↑  多伊爾（2021年），第329页
193. ↑  羅斯a（1977年），第224-225页
194. ↑  羅伯茨（2016年），第259页
195. ↑  塔爾列（1992年），第62页
196. 1 2  多伊爾（2021年），第330页
197. ↑  布朗達（2019年），第86页
198. ↑  塔爾列（1992年），第64页
199. ↑  勒費弗爾（2010年），第566页
200. ↑  Broers（2009年），第222页
201. ↑  羅伯茨（2016年），第270页
202. ↑  羅伯茨（2016年），第282页
203. ↑  塔爾列（1992年），第72页
204. ↑  羅斯a（1977年），第241页
205. ↑  羅伯茨（2016年），第290-291页
206. ↑  羅伯茨（2016年），第285页
207. ↑  塔爾列（1992年），第73页
208. ↑  羅伯茨（2016年），第288-289页
209. ↑  羅斯a（1977年），第243页
210. ↑  塔爾列（1992年），第76页
211. ↑  羅伯茨（2016年），第294-295页
212. ↑  布羅厄斯（2018年），第229页
213. ↑  羅伯茨（2016年），第296页
214. ↑  塔爾列（1992年），第77页
215. ↑  羅伯茨（2016年），第299页
216. ↑  Connelly（2012年），第110页
217. ↑  王朝田 & 梁湖南（1985年），第112页
218. ↑  王朝田 & 梁湖南（1985年），第117页
219. ↑  Hollins（2000年），第31页
220. 1 2  Hollins（2000年），第30页
221. ↑  王朝田 & 梁湖南（1985年），第118页
222. ↑  王朝田 & 梁湖南（1985年），第120页
223. ↑  王朝田 & 梁湖南（1985年），第121页
224. ↑  Chandler（2009年），第287页
225. ↑  Hollins（2000年），第44-49页
226. ↑  Colson & Mikaberidze（2022年），第351页
227. ↑  Hollins（2000年），第56页
228. ↑  Hollins（2000年），第57页
229. ↑  王朝田 & 梁湖南（1985年），第127页
230. ↑  Hollins（2000年），第72页
231. ↑  羅伯茨（2016年），第324页
232. ↑  王朝田 & 梁湖南（1985年），第128页
233. ↑  Hollins（2000年），第95页
234. ↑  羅伯茨（2016年），第324-325页
235. ↑  Hollins（2000年），第96页
236. ↑  羅伯茨（2016年），第328页
237. ↑  布羅厄斯（2018年），第239页
238. ↑  勒費弗爾（2009年），第115页
239. 1 2  勒費弗爾（2009年），第116-117页
240. ↑  布萊寧（2018年），第809页
241. ↑  羅伯茨（2016年），第348页
242. ↑  塔爾列（1992年），第92页
243. ↑  羅伯茨（2016年），第351页
244. ↑  布羅厄斯（2018年），第249页
245. ↑  羅伯茨（2016年），第357-358页
246. ↑  勒費弗爾（2009年），第125页
247. ↑  勒費弗爾（2009年），第129页
248. ↑  羅伯茨（2016年），第373页
249. 1 2  羅伯茨（2016年），第360-362页
250. 1 2  布萊寧（2018年），第810页
251. ↑  Mikaberidze（2020年），第126页
252. ↑  羅斯a（1977年），第286页
253. ↑  羅伯茨（2016年），第331-332页
254. ↑  勒費弗爾（2009年），第155页
255. 1 2 3 4 5 6  羅伯茨（2016年），第336-338页
256. ↑  羅伯茨（2016年），第339-342页
257. ↑  羅斯a（1977年），第320-322页
258. 1 2  勒費弗爾（2009年），第162-163页
259. ↑  羅斯a（1977年），第325页
260. ↑  勒費弗爾（2009年），第188-191页
261. ↑  勒費弗爾（2009年），第192-193页
262. 1 2  羅伯茨（2016年），第388页
263. ↑  勒費弗爾（2009年），第199页
264. ↑  羅伯茨（2016年），第381页
265. 1 2  羅伯茨（2016年），第390-391页
266. ↑  勒費弗爾（2009年），第192页
267. ↑  Fremont-Barnes，Fisher & Cornwell（2004年），第29页
268. ↑  Schneid（2005年），第77页
269. ↑  Colson & Mikaberidze（2022年），第356页
270. ↑  羅伯茨（2016年），第409-413页
271. ↑  羅伯茨（2016年），第415页
272. ↑  羅斯a（1977年），第457页
273. ↑  羅斯a（1977年），第459页
274. ↑  羅伯茨（2016年），第424页
275. ↑  羅斯a（1977年），第467页
276. ↑  Broers（2009年），第425页
277. 1 2  羅伯茨（2016年），第432页
278. ↑  羅伯茨（2016年），第433页
279. ↑  布朗達（2019年），第50-52页
280. 1 2 3  Schneid（2005年），第87页
281. 1 2  Colson & Mikaberidze（2022年），第358页
282. ↑  Schneid（2005年），第88页
283. ↑  Colson & Mikaberidze（2022年），第360页
284. ↑  Schneid（2005年），第94页
285. ↑  Fremont-Barnes，Fisher & Cornwell（2004年），第36页
286. ↑  Broers（2018年），第2页
287. ↑  Colson & Mikaberidze（2022年），第361页
288. ↑  Schneid（2005年），第105页
289. ↑  Duffy（1977年），第44页
290. ↑  Colson & Mikaberidze（2022年），第363页
291. ↑  Schneid（2005年），第113页
292. 1 2  Duffy（1977年），第45页
293. 1 2  Leggiere（2016年），第158页
294. 1 2 3 4  Goetz（2005年），第54页
295. ↑  Duffy（1977年），第47页
296. ↑  Goetz（2005年），第55-56页
297. ↑  Duffy（1977年），第51页
298. ↑  Goetz（2005年），第61页
299. ↑  Leggiere（2016年），第162页
300. ↑  Goetz（2005年），第63-64页
301. ↑  Duffy（1977年），第56页
302. ↑  Colson & Mikaberidze（2022年），第366页
303. ↑  Duffy（1977年），第60页
304. ↑  Colson & Mikaberidze（2022年），第367页
305. ↑  Goetz（2005年），第76页
306. ↑  Colson & Mikaberidze（2022年），第369页
307. 1 2  Colson & Mikaberidze（2022年），第370页
308. ↑  Goetz（2005年），第79-81页
309. ↑  Duffy（1977年），第70页
310. ↑  Castle（2005年），第33页
311. ↑  Colson & Mikaberidze（2022年），第372页
312. ↑  Duffy（1977年），第69页
313. ↑  Goetz（2005年），第89页
314. ↑  Colson & Mikaberidze（2022年），第375页
315. ↑  Goetz（2005年），第93页
316. ↑  Goetz（2005年），第107页
317. ↑  Castle（2005年），第34-35页
318. ↑  Goetz（2005年），第108-110页
319. ↑  Mikaberidze（2020年），第205页
320. 1 2  周執中，高陽 & 吳畋（2016年），第62-63页
321. 1 2  Colson & Mikaberidze（2022年），第376页
322. 1 2  周執中，高陽 & 吳畋（2016年），第68页
323. ↑  王朝田 & 梁湖南（1985年），第169页
324. ↑  周執中，高陽 & 吳畋（2016年），第71-74页
325. ↑  周執中，高陽 & 吳畋（2016年），第75页
326. ↑  王朝田 & 梁湖南（1985年），第170页
327. ↑  布魯斯等（2010年），第145页
328. ↑  周執中，高陽 & 吳畋（2016年），第101-103页
329. ↑  周執中，高陽 & 吳畋（2016年），第101-111页
330. 1 2 3  Colson & Mikaberidze（2022年），第380页
331. ↑  Castle（2005年），第87页
332. ↑  周執中，高陽 & 吳畋（2016年），第114页
333. 1 2 3 4  Colson & Mikaberidze（2022年），第382页
334. ↑  Leggiere（2016年），第174页
335. ↑  Leggiere（2016年），第176页
336. ↑  周執中，高陽 & 吳畋（2016年），第121-122页
337. ↑  Leggiere（2016年），第178页
338. ↑  Petre（1907年），第72页
339. ↑  周執中，高陽 & 吳畋（2016年），第122页
340. 1 2  周執中，高陽 & 吳畋（2016年），第123-124页
341. ↑  Colson & Mikaberidze（2022年），第388页
342. ↑  Petre（1907年），第84-86页
343. 1 2  Colson & Mikaberidze（2022年），第389页
344. ↑  布魯斯等（2010年），第32页
345. ↑  Chandler（1993年），第21页
346. ↑  周執中，高陽 & 吳畋（2016年），第125页
347. ↑  Leggiere（2016年），第190页
348. 1 2  布魯斯等（2010年），第33页
349. ↑  Colson & Mikaberidze（2022年），第390页
350. ↑  Leggiere（2016年），第191页
351. 1 2  周執中，高陽 & 吳畋（2016年），第129-132页
352. ↑  Chandler（1993年），第53页
353. ↑  周執中，高陽 & 吳畋（2016年），第132-133页
354. ↑  Colson & Mikaberidze（2022年），第391页
355. ↑  周執中，高陽 & 吳畋（2016年），第134-135页
356. ↑  Chandler（1993年），第61页
357. 1 2  周執中，高陽 & 吳畋（2016年），第136-137页
358. ↑  Colson & Mikaberidze（2022年），第395页
359. ↑  周執中，高陽 & 吳畋（2016年），第140-144页
360. 1 2  Colson & Mikaberidze（2022年），第396页
361. ↑  Leggiere（2016年），第196页
362. ↑  Petre（1907年），第300页
363. ↑  羅伯茨（2016年），第519页
364. ↑  Petre（1901年），第64页
365. ↑  Petre（1901年），第66页
366. 1 2  Mikaberidze（2020年），第222页
367. 1 2 3  Colson & Mikaberidze（2022年），第399页
368. ↑  Petre（1901年），第78-82页
369. ↑  Colson & Mikaberidze（2022年），第400页
370. 1 2 3 4 5  Mikaberidze（2020年），第223页
371. ↑  布魯斯等（2010年），第71页
372. ↑  Petre（1901年），第138-141页
373. ↑  布魯斯等（2010年），第73页
374. ↑  Colson & Mikaberidze（2022年），第401页
375. ↑  Petre（1901年），第177页
376. ↑  布魯斯等（2010年），第74页
377. 1 2 3  Colson & Mikaberidze（2022年），第402页
378. ↑  布魯斯等（2010年），第82页
379. ↑  Petre（1901年），第189页
380. ↑  Petre（1901年），第191-192页
381. ↑  Petre（1901年），第205页
382. 1 2  Colson & Mikaberidze（2022年），第403页
383. 1 2  Mikaberidze（2020年），第224页
384. 1 2 3  Colson & Mikaberidze（2022年），第405页
385. ↑  Connelly（2012年），第138页
386. 1 2  Colson & Mikaberidze（2022年），第406页
387. 1 2  Colson & Mikaberidze（2022年），第407页
388. 1 2  Mikaberidze（2020年），第225页
389. ↑  羅伯茨（2016年），第555页
390. ↑  羅伯茨（2016年），第557页
391. ↑  Mikaberidze（2020年），第226页
392. 1 2  羅伯茨（2016年），第558页
393. ↑  Broers & Dwyer（2022年），第418页
394. ↑  Broers & Dwyer（2022年），第420-421页
395. 1 2  杭特（2020年），第261页
396. ↑  Fremont-Barnes，Fisher & Cornwell（2004年），第197页
397. ↑  Broers & Dwyer（2022年），第420-423页
398. ↑  Broers & Dwyer（2022年），第426页
399. 1 2  杭特（2020年），第263页
400. ↑  倫茨（2016年），第186页
401. 1 2  Colson & Mikaberidze（2022年），第414页
402. ↑  杭特（2020年），第264页
403. 1 2  Leggiere（2016年），第208页
404. ↑  Chandler（2009年），第624页
405. ↑  Chandler（2009年），第627-629页
406. ↑  Leggiere（2016年），第212页
407. ↑  Connelly（2012年），第149页
408. ↑  Leggiere（2016年），第213页
409. ↑  Mikaberidze（2020年），第265页
410. ↑  Leggiere（2016年），第215页
411. ↑  布魯斯等（2010年），第90页
412. ↑  周執中，高陽 & 吳畋（2016年），第148页
413. ↑  Leggiere（2016年），第218页
414. ↑  Haythornthwaite（2001年），第27页
415. ↑  Leggiere（2016年），第220页
416. ↑  Haythornthwaite（2001年），第29-30页
417. ↑  Leggiere（2016年），第224页
418. 1 2 3  周執中，高陽 & 吳畋（2016年），第149页
419. ↑  Leggiere（2016年），第229页
420. ↑  Haythornthwaite（2001年），第87页
421. ↑  Gill（2020年），第29-30页
422. ↑  Gill（2020年），第31页
423. ↑  Mikaberidze（2020年），第309页
424. 1 2  Leggiere（2016年），第241页
425. 1 2  Leggiere（2016年），第240页
426. ↑  Castle（1998年），第15页
427. 1 2  Castle（1998年），第17页
428. ↑  Leggiere（2016年），第237页
429. ↑  Leggiere（2016年），第240-241页
430. ↑  Fremont-Barnes，Fisher & Cornwell（2004年），第114页
431. 1 2 3 4  Mikaberidze（2020年），第314页
432. ↑  Fremont-Barnes，Fisher & Cornwell（2004年），第116页
433. 1 2  Leggiere（2016年），第243页
434. 1 2 3 4 5  Leggiere（2016年），第244页
435. ↑  Castle（1998年），第88页
436. ↑  Leggiere（2016年），第246-247页
437. ↑  Castle（1998年），第90页
438. 1 2 3 4  Leggiere（2016年），第250页
439. ↑  Castle（1994年），第31-33页
440. ↑  Castle（1994年），第33页
441. ↑  Mikaberidze（2020年），第315页
442. 1 2  Castle（1994年），第37页
443. 1 2  周執中，高陽 & 吳畋（2016年），第150页
444. ↑  Castle（1994年），第41页
445. ↑  Castle（1994年），第44页
446. 1 2  Colson & Mikaberidze（2022年），第434页
447. ↑  Castle（1994年），第45页
448. ↑  Fremont-Barnes，Fisher & Cornwell（2004年），第131页
449. ↑  Colson & Mikaberidze（2022年），第435页
450. 1 2  Castle（1994年），第54页
451. 1 2  Leggiere（2016年），第255页
452. ↑  Colson & Mikaberidze（2022年），第439页
453. ↑  王朝田 & 梁湖南（1985年），第256页
454. ↑  王朝田 & 梁湖南（1985年），第256-257页
455. 1 2  Castle（1994年），第65-66页
456. ↑  Castle（1994年），第68页
457. ↑  Castle（1994年），第70页
458. ↑  Castle（1994年），第73页
459. 1 2 3  Leggiere（2016年），第258页
460. ↑  Castle（1994年），第85页
461. 1 2  Colson & Mikaberidze（2022年），第442页
462. ↑  羅伯茨（2016年），第640页
463. ↑  羅伯茨（2016年），第647-648页
464. ↑  羅斯b（1977年），第184页
465. ↑  羅伯茨（2016年），第654-659页
466. 1 2  利芬（2015年），第116页
467. ↑  Colson & Mikaberidze（2022年），第452页
468. ↑  利芬（2015年），第117-118页
469. ↑  利芬（2015年），第164页
470. ↑  羅伯茨（2016年），第683页
471. ↑  利芬（2015年），第159页
472. ↑  Colson & Mikaberidze（2022年），第457页
473. 1 2  Colson & Mikaberidze（2022年），第458页
474. ↑  周執中，高陽 & 吳畋（2016年），第153页
475. 1 2 3 4 5  克劳塞维茨b（2019年），第52-54页
476. ↑  克劳塞维茨b（2019年），第54页
477. ↑  Leggiere（2016年），第290页
478. ↑  利芬（2015年），第184页
479. 1 2  Leggiere（2016年），第292页
480. ↑  利芬（2015年），第191页
481. ↑  Leggiere（2016年），第294页
482. 1 2 3  利芬（2015年），第192页
483. ↑  吳畋（2016年），第24页
484. 1 2  Leggiere（2016年），第295页
485. ↑  Nafziger（1988年），第123页
486. ↑  Duffy（1999年），第57页
487. ↑  利芬（2015年），第193页
488. 1 2  利芬（2015年），第195页
489. ↑  Duffy（1999年），第59页
490. ↑  利芬（2015年），第196页
491. ↑  吳畋（2016年），第28页
492. ↑  利芬（2015年），第197页
493. ↑  Leggiere（2016年），第297页
494. 1 2 3  Leggiere（2016年），第298页
495. ↑  吳畋（2016年），第36页
496. ↑  利芬（2015年），第201页
497. ↑  利芬（2015年），第201-203页
498. ↑  Nafziger（1988年），第186页
499. ↑  吳畋（2016年），第49-53页
500. ↑  吳畋（2016年），第71页
501. ↑  利芬（2015年），第204页
502. ↑  吳畋（2016年），第75页
503. ↑  利芬（2015年），第209页
504. ↑  吳畋（2016年），第77-79页
505. 1 2 3  Haythornthwaite（2012年），第38页
506. ↑  利芬（2015年），第229页
507. ↑  Duffy（1999年），第64-65页
508. ↑  Haythornthwaite（2012年），第39页
509. ↑  Duffy（1999年），第68页
510. ↑  Nafziger（1988年），第212页
511. ↑  Haythornthwaite（2012年），第41页
512. ↑  Duffy（1999年），第69页
513. ↑  Nafziger（1988年），第213页
514. 1 2  周執中，高陽 & 吳畋（2016年），第176页
515. ↑  Haythornthwaite（2012年），第44页
516. ↑  Nafziger（1988年），第222页
517. ↑  Haythornthwaite（2012年），第47页
518. 1 2  利芬（2015年），第240页
519. ↑  Duffy（1999年），第96页
520. 1 2  Haythornthwaite（2012年），第48页
521. 1 2  Duffy（1999年），第97页
522. ↑  Duffy（1999年），第99-100页
523. ↑  利芬（2015年），第242页
524. ↑  利芬（2015年），第241页
525. ↑  Haythornthwaite（2012年），第48-49页
526. ↑  利芬（2015年），第244页
527. ↑  Duffy（1999年），第105-111页
528. ↑  Haythornthwaite（2012年），第57-61页
529. ↑  Duffy（1999年），第117页
530. ↑  布魯斯等（2010年），第102页
531. ↑  利芬（2015年），第245页
532. ↑  布魯斯等（2010年），第103页
533. ↑  布魯斯等（2010年），第104页
534. ↑  利芬（2015年），第250页
535. ↑  周執中，高陽 & 吳畋（2016年），第177页
536. ↑  Colson & Mikaberidze（2022年），第464页
537. ↑  利芬（2015年），第249页
538. 1 2  利芬（2015年），第252页
539. ↑  羅伯茨（2016年），第740页
540. ↑  科蘭古（1986年），第99页
541. ↑  周執中，高陽 & 吳畋（2016年），第178页
542. 1 2  利芬（2015年），第292页
543. 1 2  利芬（2015年），第295-297页
544. ↑  Nafziger（1988年），第264页
545. 1 2 3  利芬（2015年），第298页
546. ↑  Nafziger（1988年），第266页
547. ↑  科蘭古（1986年），第149-151页
548. ↑  Colson & Mikaberidze（2022年），第466页
549. ↑  利芬（2015年），第299页
550. ↑  Colson & Mikaberidze（2022年），第466-467页
551. ↑  利芬（2015年），第299-301页
552. ↑  利芬（2015年），第302页
553. 1 2  利芬（2015年），第305页
554. ↑  Nafziger（1988年），第299-302页
555. 1 2  Nafziger（1988年），第304-305页
556. ↑  利芬（2015年），第306页
557. ↑  Chandler（2009年），第828页
558. ↑  Nafziger（1988年），第306页
559. ↑  利芬（2015年），第308页
560. ↑  周執中，高陽 & 吳畋（2016年），第196页
561. ↑  周執中，高陽 & 吳畋（2016年），第197页
562. ↑  Nafziger（1988年），第308页
563. ↑  周執中，高陽 & 吳畋（2016年），第197-198页
564. ↑  Nafziger（1988年），第307页
565. 1 2  Nafziger（1988年），第309页
566. ↑  周執中，高陽 & 吳畋（2016年），第198页
567. ↑  Chandler（2009年），第828-829页
568. ↑  Nafziger（1988年），第310-311页
569. ↑  周執中，高陽 & 吳畋（2016年），第200页
570. ↑  周執中，高陽 & 吳畋（2016年），第201-202页
571. 1 2 3  Mikaberidze（2020年），第539页
572. ↑  利芬（2015年），第308-309页
573. ↑  周執中，高陽 & 吳畋（2016年），第203页
574. 1 2  周執中，高陽 & 吳畋（2016年），第204页
575. ↑  利芬（2015年），第314页
576. ↑  Chandler（2009年），第834页
577. ↑  利芬（2015年），第319-320页
578. ↑  Mikaberidze（2022年），第62-63页
579. ↑  利芬（2015年），第322页
580. ↑  周執中，高陽 & 吳畋（2016年），第205页
581. ↑  王朝田 & 梁湖南（1985年），第297页
582. ↑  利芬（2015年），第324页
583. ↑  Leggiere A（2015年），第109页
584. ↑  Connelly（2006年），第190页
585. ↑  Hofschröer（2005年），第40页
586. ↑  Hofschröer（2005年），第51页
587. ↑  Leggiere A（2015年），第242页
588. ↑  Hofschröer（2005年），第52页
589. ↑  利芬（2015年），第359页
590. ↑  Leggiere A（2015年），第257页
591. ↑  Hofschröer（2005年），第56页
592. ↑  Colson & Mikaberidze（2022年），第476页
593. ↑  Leggiere A（2015年），第278页
594. ↑  Leggiere A（2015年），第285页
595. ↑  利芬（2015年），第359-363页
596. ↑  利芬（2015年），第364页
597. ↑  Mikaberidze（2020年），第558页
598. ↑  Hofschröer（2005年），第84-86页
599. ↑  利芬（2015年），第365页
600. ↑  利芬（2015年），第366页
601. ↑  羅伯茨（2016年），第794页
602. ↑  Leggiere A（2015年），第363页
603. ↑  利芬（2015年），第368-369页
604. ↑  Hofschröer（2005年），第92页
605. ↑  Broers（2022年），第344页
606. ↑  Leggiere A（2015年），第422页
607. 1 2  利芬（2015年），第370页
608. ↑  Mikaberidze（2020年），第560页
609. 1 2  利芬（2015年），第400页
610. ↑  Nafziger（1994年），第9页
611. ↑  Mikaberidze（2020年），第572页
612. ↑  羅伯茨（2016年），第799-801页
613. ↑  羅伯茨（2016年），第804页
614. ↑  里奇（2015年），第6页
615. ↑  利芬（2015年），第410页
616. ↑  利芬（2015年），第412页
617. ↑  Chandler（2009年），第899-902页
618. ↑  Leggiere B（2015年），第52-55页
619. ↑  利芬（2015年），第420页
620. ↑  Leggiere B（2015年），第225页
621. ↑  Leggiere B（2015年），第191页
622. ↑  Nafziger（1994年），第47页
623. ↑  周執中，高陽 & 吳畋（2016年），第244页
624. ↑  利芬（2015年），第439页
625. ↑  Nafziger（1994年），第168-172页
626. ↑  利芬（2015年），第440页
627. 1 2  Nafziger（1994年），第194页
628. 1 2  Colson & Mikaberidze（2022年），第485页
629. ↑  周執中，高陽 & 吳畋（2016年），第245页
630. ↑  利芬（2015年），第471页
631. ↑  周執中，高陽 & 吳畋（2016年），第247页
632. ↑  利芬（2015年），第476-477页
633. ↑  Leggiere B（2015年），第643页
634. ↑  Leggiere B（2015年），第685页
635. ↑  周執中，高陽 & 吳畋（2016年），第282-283页
636. ↑  周執中，高陽 & 吳畋（2016年），第285页
637. 1 2  Hofschröer（1993年），第85页
638. ↑  布魯斯等（2010年），第165页
639. ↑  Leggiere B（2015年），第745页
640. ↑  Hofschröer（1993年），第88页
641. ↑  周執中，高陽 & 吳畋（2016年），第296页
642. 1 2  Mir（2008年），第12页
643. 1 2  Leggiere B（2015年），第790页
644. ↑  Mir（2008年），第17-18页
645. ↑  Colson & Mikaberidze（2022年），第495页
646. ↑  Chandler（2009年），第948–949页
647. 1 2  利芬（2015年），第525页
648. ↑  Fremont-Barnes，Fisher & Cornwell（2004年），第292-293页
649. ↑  Colson & Mikaberidze（2022年），第507页
650. ↑  利芬（2015年），第527页
651. ↑  利芬（2015年），第531页
652. ↑  王朝田 & 梁湖南（1985年），第345页
653. ↑  Chandler（2009年），第969页
654. ↑  Chandler（2009年），第974-975页
655. 1 2  利芬（2015年），第537页
656. ↑  Colson & Mikaberidze（2022年），第510页
657. ↑  Chandler（2009年），第979页
658. ↑  克劳塞维茨b（2019年），第374页
659. ↑  利芬（2015年），第545页
660. ↑  利芬（2015年），第546-547页
661. ↑  Colson & Mikaberidze（2022年），第513页
662. ↑  Colson & Mikaberidze（2022年），第514页
663. ↑  Chandler（2009年），第993页
664. ↑  克劳塞维茨b（2019年），第386页
665. ↑  利芬（2015年），第557页
666. ↑  克劳塞维茨b（2019年），第388页
667. ↑  羅伯茨（2016年），第863页
668. ↑  里奇（2015年），第7页
669. ↑  羅伯茨（2016年），第870-871页
670. ↑  羅斯b（1977年），第392页
671. ↑  羅伯茨（2016年），第878页
672. ↑  羅伯茨（2016年），第878-879页
673. ↑  羅斯b（1977年），第392-393页
674. 1 2  羅伯茨（2016年），第881-883页
675. ↑  羅斯b（1977年），第398页
676. ↑  羅伯茨（2016年），第889页
677. ↑  勒費弗爾（2009年），第722页
678. 1 2  克萊頓（2019年），第3页
679. 1 2  克萊頓（2019年），第4页
680. ↑  Broers（2022年），第526页
681. ↑  周執中，高陽 & 吳畋（2016年），第300-301页
682. 1 2  康沃爾（2016年），第26页
683. ↑  周執中，高陽 & 吳畋（2016年），第303页
684. ↑  康沃爾（2016年），第27页
685. ↑  康沃爾（2016年），第28页
686. 1 2  克萊頓（2019年），第83页
687. ↑  康沃爾（2016年），第61页
688. ↑  克劳塞维茨c（2019年），第72页
689. ↑  克劳塞维茨c（2019年），第75页
690. ↑  克萊頓（2019年），第92页
691. ↑  克萊頓（2019年），第103-104页
692. ↑  克劳塞维茨c（2019年），第77页
693. ↑  克萊頓（2019年），第112页
694. ↑  康沃爾（2016年），第65页
695. ↑  Mikaberidze（2020年），第608页
696. ↑  克萊頓（2019年），第133-135页
697. ↑  克萊頓（2019年），第152-165页
698. ↑  Leggiere（2016年），第370页
699. ↑  康沃爾（2016年），第92页
700. ↑  克萊頓（2019年），第203-223页
701. ↑  Mikaberidze（2020年），第609页
702. ↑  康沃爾（2016年），第93-94页
703. ↑  康沃爾（2016年），第145-147页
704. ↑  克萊頓（2019年），第340页
705. ↑  克萊頓（2019年），第225页
706. ↑  康沃爾（2016年），第184-196页
707. ↑  克萊頓（2019年），第318页
708. ↑  康沃爾（2016年），第225-255页
709. ↑  康沃爾（2016年），第270-271页
710. ↑  克萊頓（2019年），第353页
711. ↑  克萊頓（2019年），第388页
712. ↑  康沃爾（2016年），第326-332页
713. ↑  Mikaberidze（2020年），第611页
714. ↑  康沃爾（2016年），第337-356页
715. ↑  克萊頓（2019年），第428页
716. ↑  康沃爾（2016年），第382-399页
717. ↑  克萊頓（2019年），第442-460页
718. ↑  Leggiere（2016年），第373页
719. ↑  康沃爾（2016年），第418-419页
720. ↑  羅伯茨（2016年），第940页
721. ↑  里奇（2015年），第22页
722. ↑  康沃爾（2016年），第420页
723. ↑  羅伯茨（2016年），第945页
724. ↑  羅伯茨（2016年），第948-949页
725. ↑  羅斯b（1977年），第489页
726. ↑  羅伯茨（2016年），第954页
727. ↑  羅斯b（1977年），第491页
728. ↑  羅伯茨（2016年），第955-956页
729. ↑  羅伯茨（2016年），第959-961页
730. 1 2  羅伯茨（2016年），第963页
731. 1 2 3  倫茨（2004年），第65页
732. ↑  羅伯茨（2016年），第964-965页
733. ↑  Dwyer（2018年），第41页
734. ↑  羅斯b（1977年），第507页
735. 1 2  羅伯茨（2016年），第965-966页
736. ↑  Dwyer（2018年），第93-97页
737. ↑  羅伯茨（2016年），第970页
738. 1 2  羅伯茨（2016年），第971页
739. ↑  羅斯b（1977年），第516页
740. 1 2  羅伯茨（2016年），第973页
741. 1 2  羅伯茨（2016年），第976页
742. ↑  羅斯b（1977年），第517页
743. 1 2 3  羅伯茨（2016年），第977页
744. 1 2  羅伯茨（2016年），第969页
745. 1 2 3  羅伯茨（2016年），第985页
746. ↑  Connelly（2006年），第222页
747. ↑  Colson & Mikaberidze（2022年），第2页
748. ↑  羅斯b（1977年），第520页
749. 1 2  羅伯茨（2016年），第982页
750. ↑  塔爾列（1992年），第393页
751. ↑  王朝田 & 梁湖南（1985年），第1页
752. ↑  塔爾列（1992年），第399页
753. 1 2 3  Elting（2009年），第529-530页
754. ↑  倫茨（2004年），第71页
755. ↑  Chandler（1990年），第21页
756. ↑  羅伯茨（2016年），第980页
757. 1 2 3  康沃爾（2016年），第20-21页
758. ↑  勒費弗爾（2009年），第74页
759. 1 2  布羅厄斯（2018年），第6-9页
760. 1 2  塔爾列（1992年），第405页
761. 1 2 3  羅斯b（1977年），第518-520页
762. ↑  布羅厄斯（2018年），第10页
763. ↑  羅伯茨（2016年），第989-991页
764. ↑  塔爾列（1992年），第1、408页
765. ↑  羅伯茨（2016年），第505页
766. ↑  倫茨（2004年），第144页
767. ↑  倫茨（2004年），第145页
768. 1 2 3  羅伯茨（2016年），第985-987页
769. ↑  布萊寧（2018年），第832-833页
770. ↑  王养冲 & 陈崇武（1986年），第531-532页
771. 1 2  羅伯茨（2016年），第296-297页
772. 1 2  倫茨（2004年），第61页
773. ↑  蒂拉爾（2007年），第168页
774. 1 2  羅伯茨（2016年），第339页
775. 1 2  羅伯茨（2016年），第340-341页
776. ↑  杭特（2020年），第301页
777. ↑  杭特（2020年），第303页
778. ↑  塔爾列（1992年），第405-407页
779. ↑  倫茨（2004年），第59页
780. ↑  羅伯茨（2016年），第332页
781. 1 2 3 4  日莫季科夫（2019年），第132-155页
782. ↑  日莫季科夫（2019年），第166-171页
783. 1 2  日莫季科夫（2019年），第193-205页
784. ↑  Nafziger（1988年），第34页
785. 1 2  日莫季科夫（2019年），第222-225页
786. 1 2  Dwyer（2013年），第321页
787. ↑  羅斯a（1977年），第26-27页
788. ↑  羅伯茨（2016年），第222页
789. ↑  羅伯茨（2016年），第327页
790. ↑  布朗達（2019年），第49页
791. ↑  羅伯茨（2016年），第650页
792. ↑  Dwyer（2013年），第323页
793. ↑  羅伯茨（2016年），第651-655页
794. ↑  羅伯茨（2016年），第657页
795. ↑  羅伯茨（2016年），第659页
796. ↑  布朗達（2019年），第199-208页
797. ↑  布朗達（2019年），第209-216页

## 外部連結
- 维基共享资源上的相關多媒體資源：拿破仑一世
- 拿破崙系列網站 （页面存档备份，存于）
- 拿破崙組織網站 （页面存档备份，存于）
- 中國拿破崙論壇網站 （页面存档备份，存于）
- 法蘭西帝國網站 （页面存档备份，存于）
- 國際拿破崙組織網站 （页面存档备份，存于）
- 拿破崙指南網站 （页面存档备份，存于）

| 法国皇帝拿破仑一世波拿巴王朝                                   | 法国皇帝拿破仑一世波拿巴王朝 | 法国皇帝拿破仑一世波拿巴王朝                            |
| 官衔                                                           | 官衔 | 官衔                                                    |
| -------------------------------------------------------------- | --- | ------------------------------------------------------- |
| 前任者： 督政府                                                | 法国临时执政 1799年11月11日–1799年12月12日 與 罗热·杜科和埃马纽埃尔-约瑟夫·西哀士同時在任                                              | 成为执政                                                |
| 新頭銜 执政府建立                                              | 法兰西第一执政官 1799年12月12日–1804年5月18日 與 让-雅克·雷吉斯·德·康巴塞雷斯（第二执政官） 夏尔-弗朗索瓦·勒布伦（第三执政官）同時在任 | 成为皇帝                                                |
| 統治者頭銜                                                     | |                                                         |
| 空缺法国大革命上一位持有相同頭銜者：路易十六 為 法兰西人之王   | 法国人的皇帝 1804年5月18日–1814年4月11日                                                                                               | 繼任者： 路易十八 為法国和纳瓦拉国王                    |
| 空缺上一位持有相同頭銜者：查理五世 為 最后一位加冕君主，1530年 | 意大利國王 1805年3月17日–1814年4月11日                                                                                                 | 空缺下一位持有相同頭銜者：维托里奥·埃马努埃莱二世       |
| 前任者： 路易十八 為法兰西国王                                 | 法国人的皇帝 1815年3月20日–1815年6月22日                                                                                               | 繼任者： 路易十八 為法兰西国王 （拿破仑二世，根据遗嘱） |
| 新頭銜 建国                                                    | 莱茵聯邦保护人 1806年7月12日–1813年10月19日                                                                                            | 莱茵邦联解体                                            |
| 新頭銜 建国                                                    | 厄尔巴公国主权亲王 1814年4月11日–1815年2月16日                                                                                         | 解体                                                    |